# Llista d'episodis de Shin-Chan
Shin-Chan (クレヨンしんちゃん, Kureyon Shin-chan) és una sèrie d'anime basat en el manga del mateix nom creat pel dibuixant Yoshito Usui. Està formada per més de 935 episodis d'entre 15 i 25 minuts de duració cadascun i més de 79 episodis especials. Fou produïda per l'estudi d'animació Shin-Ei Animation i estrenada pel canal de televisió TV Asahi el 13 d'abril de 1992.
A Catalunya fou estrenada pel canal K3 el 23 d'abril de 2001, reemetent-se posteriorment en diverses ocasions pel Canal 3XL i pel Canal Super3. Fins a l'any 2003 es van doblar al català 364 episodis, encara que el 2014 es va reprendre l'emissió de nous capítols de la sèrie.

## Llista d'episodis
En aquesta pàgina es mostra l'ordre dels episodis segons la data d'emissió japonesa.

### Episodis de 1992
| #  | Títol en català | Data d'estrena al Japó | Data d'estrena a Catalunya |
| -- | --- | ---------------------- | -------------------------- |
| 1  | Ei, que vaig a comprar! / Ei, que la mare al matí té un munt de feina! / Ei, que faig un dibuix! Otsukai ni Iku zo / Mama no Asa ha Isogashii zo / Oekaki Suru zo (おつかいに行くゾ / ママの朝は忙しいゾ / お絵かきするゾ)                                                                                            | 13 d'abril de 1992     | 23 d'abril de 2001         |
| 2  | Ei, com m'agrada el tricicle! / Ei, quin mal em fa la panxa! / Ei, pobre pare! Sanrinsha wa Tanoshii zo / Ohara ga Pan-Pan Itai zo / To-chan Datte Taihen da zo (三輪車は楽しいゾ / お腹がパンパン痛いゾ / 父ちゃんだって大変だゾ)                                                                                    | 20 d'abril de 1992     | 24 d'abril de 2001         |
| 3  | Ei, que a mi m'agrada l'Ultraheroi! / Ei, que menjar a l'escola és una passada! / Ei, que vaig a cal dentista! Akushon Kamen wo Miru zo / Kyuushoku wa Tanoshii zo / Haisha ni Iku zo (アクション仮面を見るゾ / 給食は楽しいゾ / 歯医者に行くゾ)                                                                      | 27 d'abril de 1992     | 25 d'abril de 2001         |
| 4  | Ei, que els de la classe dels gira-sols sóm uns herois! / Ei, que me'n vaig de pícnic! (1a part) / Ei, que me'n vaig de pícnic! (2a part) Ninkyou Himawari Gumi da zo / Pikunikku ni Iku zo (Sono Ichi) / Pikkunikku ni Iku zo (Sono Ni) (任侠ひまわり組だゾ / ピクニックに行くゾ(その1) / ピクニックに行くゾ(その2)) | 4 de maig de 1992      | 26 d'abril de 2001         |
| 5  | Ei, que vaig al cine! / Ei, que faig un regal a la senyoreta! / Ei, que jo vull ajudar a casa! Eiga ni Iku zo / Yoi Ko no Purezento da zo / Otetsudai Suru zo (映画に行くゾ / よい子のプレゼントだゾ / お手伝いするゾ)                                                                                                | 11 de maig de 1992     | 27 d'abril de 2001         |
| 6  | Ei, que endreço les meves coses! / Tenim capgrossos! / Ei, que em banyo amb la mare! Seiri Shichau zo / Omatajyakushi wo kau zo / Ka-chan to Ofuro da zo (整理しちゃうゾ / おまたじゃくしを飼うゾ / 母ちゃんとお風呂だゾ)                                                                                             | 18 de maig de 1992     | 30 d'abril de 2001         |
| 7  | Ei, que el simulacre d'emergència no és cap broma! / Ei, que he trobat un gosset! / Ei, que es diu Nevat! Hinan Kunren wa Taihen da zo / Koinu wo Hirotta zo / Namae wa Shiro da zo (ひなん訓練は大変だゾ / 小犬を拾ったゾ / 名前はシロだゾ)                                                                          | 25 de maig de 1992     | 1 de maig de 2001          |
| 8  | Ei, que trec el Nevat a passejar! / Ei, que fem la caseta del Nevat! / Ei, que no puc suportar els pebrots! Shiro to Sanpo ni Iku zo / Shiro no Uchi wo Tsukuru zo / Piiman wa Kirai da zo (シロと散歩に行くゾ / シロの家を作るゾ / ピーマンは嫌いだゾ)                                                               | 1 de juny de 1992      | 2 de maig de 2001          |
| 9  | Ei, que no hem de molestar el pare! / Ei, que jugo amb plastilina! / Ei, que a la llibreria no s'hi pot llegir! To-chan no Jama wa Shinai zo / Nebotsuchi de Asonjau zo / Honya de Tachiyomi da zo (父ちゃんのジャマはしないゾ / 粘土で遊んじゃうゾ / 本屋で立ち読みだゾ)                                             | 8 de juny de 1992      | 3 de maig de 2001          |
| 10 | Ei, que tinc una amiga nova! / Ei, que vull un banyador! / Ei, que és l'hora d'anar a la piscina! Jyoushi Daisei wa Tomodachi da zo / Haigure Mizugi ga Hoshii zo / Puuru no Jikan da zo (女子大生はお友達だゾ / ハイグレ水着が欲しいゾ / プールの時間だゾ)                                                           | 15 de juny de 1992     | 4 de maig de 2001          |
| 11 | Ei, que dono el menjar al Nevat! / Ei, que les baralles matrimonials no són cosa de broma! / Ei, que anem a pescar amb els pares! Shiro ni Esa wo Ageru zo / Fuufu Genka wa Taihen da zo / Oyako de Jibikiami da zo (シロにエサをあげるゾ / 夫婦ゲンカは大変だゾ / 親子で地引き網だゾ)                                | 29 de juny de 1992     | 7 de maig de 2001          |
| 12 | Ei, que vaig a cal barber! / Ei, que faig de guardaespatlles! / Ei, que gravo amb la càmara! Tokoya-san ni Iku zo / Houmotsu ni Mamoru zo / Bideo de Satsuei Suru zo (床屋さんへ行くゾ / 宝物はオラが守るゾ / ビデオで撮影するゾ)                                                                                     | 6 de juliol de 1992    | 8 de maig de 2001          |
| 13 | Ei, que m'agrada molt anar a la platja! / Ei, que ens estem en un hotel de luxe! / Ei, que tornar a casa és un pal! Kaisuiyoku wa Tanoshii zo / Kouka Hoteru ni Tomaru zo / Kaerumichi wa Tooi zo (海水浴は楽しいゾ / 豪華ホテルに泊まるゾ / 帰り道は遠いゾ)                                                          | 13 de juliol de 1992   | 9 de maig de 2001          |
| 14 | Ei, que la mare fa la migdiada! / Ei, que aprenc anglès! / Ei, que aquesta nit tirarem petards! Kachan no Hirune da zo / Ego Shichau zo / Kondo wa Hanabi wo Yaru zo ((母ちゃんの昼寝だゾ / エーゴしちゃうゾ / 今度は花火をやるゾ)                                                                                    | 20 de juliol de 1992   | 10 de maig de 2001         |
| 15 | Ei, que vaig a buscar el tren! / Ei, que ja he pujat al tren! / Ei, que anem als banys públics! Densha ni Noru zo / Densha ni Notta zo / Sentou de Eranjau zo (電車に乗るゾ / 電車に乗ったゾ / 銭湯で遊んじゃうゾ) | 27 de juliol de 1992   | 11 de maig de 2001         |
| 16 | Ei, que cuido la mare! / Ei, que jugo amb un busca-raons! / Ei, que anem a la fira! Ka-chan no Kanbyou da zo / Ijimekko to Asobu zo / Ennichi ni Iku zo (母ちゃんの看病だゾ / いじめっ子と遊ぶゾ / 縁日に行くゾ) | 10 d'agost de 1992     | 14 de maig de 2001         |
| 17 | Ei, que vaig a veure l'Ultraheroi! / Ei, que la senyoreta Yoshinaga ha quedat amb un noi! / Ei, que tinc el Nevat ben abandonat! Akushon Kamen ni Au zo / Yoshinaga Sensei no Dēto da zo / Wasurera Reta Shiro da zo (アクション仮面に会うゾ / よしなが先生のデートだゾ / 忘れられたシロだゾ)                         | 17 d'agost de 1992     | 15 de maig de 2001         |
| 18 | Ei, que jugo a beisbol amb el pare! / Ei, que la mare de la Nene és molt simpàtica! / Ei, que ha vingut l'avi! Tōchan to Yakyū Suru zo / Nene-chan no Mama wa yasashī zo/ Jīchan ga Kita zo (父ちゃんと野球するゾ / ネネちゃんのママは優しいゾ / じいちゃんが来たゾ)                                                  | 31 d'agost de 1992     | 16 de maig de 2001         |
| 19 | Ei, que s'acosta un tifó! / Ei, que busques brega? / Ei, que vaig a tirar una carta! Taifū ga Yattekuru zo / Kettō Shichau zo / Otegami wo Dasu zo (台風がやってくるゾ / 決闘しちゃうゾ / お手紙を出すゾ) | 7 de setembre de 1992  | 17 de maig de 2001         |
| 20 | Ei, que havent sopat m'he de rentar les dents! / Ei, que em faig pipí al llit! / Ei, que ballo una balada! Shokugo no Hamigaki da zo / Onesho 3 Renpatsu da zo / Burūsu de Odoru zo (食後のハミガキだゾ/ おねしょ3連発だゾ / ブルースでおどるゾ)                                                                      | 14 de setembre de 1992 | 18 de maig de 2001         |
| 21 | Ei, que m'entreno molt pel dia dels esports! / Ei, que corro amb la mare! / Ei, que fem una cursa de relleus! Undōkai de Ganbaru zo / Kāchan to Hashiru zo / Rirē de Shōbu da zo (運動会でがんばるゾ / 母ちゃんと走るゾ / リレーで勝負だゾ)                                                                           | 21 de setembre de 1992 | 21 de maig de 2001         |
| 22 | Ei, que hi ha guerra amb la mare! / Ei, que juguem a fer bombolles de sabó! / Ei, que torno a la llibreria! Kāchan to Kakutō da zo / Shabontama de Asobu zo / Mata Mata Honya-san da zo (母ちゃんと格闘だゾ / シャボン玉で遊ぶゾ / またまた本屋さんだゾ)                                                              | 12 d'octubre de 1992   | 22 de maig de 2001         |
| 23 | Ei, que tenim una contrasenya! / Ei, que caminem amb unes xanques! / Ei, que anem a buscar el pare! Aikotoba wa Misae da zo / Takeuma de Kyōsō suru zo / To-chan no Omukae da zo (合言葉はみさえだゾ / 竹馬で競争するゾ / とーちゃんのオムカエだゾ)                                                                   | 19 d'octubre de 1992   | 23 de maig de 2001         |
| 24 | Ei, que la meva veïna treballa molt! / Ei, que faig teatre! / Ei, que em fico en la discussió dels pares! Joshidai Nama Baito wa Tsurai zo / Ora ga Oshibai Suru zo / Fūfu Genka no Chūsai da zo (女子大生バイトはつらいゾ / オラがお芝居するゾ / 夫婦ゲンカのチューサイだゾ)                                         | 26 d'octubre de 1992   | 24 de maig de 2001         |
| 25 | Ei, que empaitem un escarabat! / Ei, que ens miren l'alçada i el pes! / Ei, que rento el cotxe amb el pare! Gokiburi-san to Kettō da zo / Karada sokutei no Jikan da zo / To-chan to Kuruma no wo Sōji da zo (ゴキブリさんと決闘だゾ / 身体測定の時間だゾ / とーちゃんと車のお掃除だゾ)                               | 2 de novembre de 1992  | 25 de maig de 2001         |
| 26 | Ei, que m'he perdut als grans magatzems! / Ei, que netegem la gàbia de les gallines! / Ei, que vaig al temple! Depāto de Maigo da zo / Niwatori Koya no Sōji da zo / Ora no Shichigo San da zo (デパートで迷子だゾ / ニワトリ小屋のソージだゾ / オラの七五三だゾ)                                                     | 9 de novembre de 1992  | 28 de maig de 2001         |
| 27 | Ei, que faig gàrgares! / Ei, que ajudo la senyoreta! / Ei, que compro moniatos! Kaze no Yobō wa Ugai da zo / Yoshina ga Sensei no Otetsudai da zo / Yakīmo o Kau zo (カゼの予防はウガイだゾ / よしなが先生のお手伝いだゾ / ヤキイモを買うゾ)                                                                          | 16 de novembre de 1992 | 29 de maig de 2001         |
| 28 | Ei, que anem a visitar una persona a l'hospital! / Ei, que juguem a fet a amagar! / Ei, que anem al parc zoològic! Byōin e wo Mimai da zo / Kakurenbo Suru zo / Dōbutsuen ni Iku zo (病院へお見舞いだゾ / かくれんぼするゾ / 動物園に行くゾ)                                                                          | 23 de novembre de 1992 | 30 de maig de 2001         |
| 29 | Ei, que el parc zoològic és molt divertit! / Ei, que acompanyo la mare a la perruqueria! / Ei, que jo també vull un regal! Dōbutsuen wa Tanoshī zo / Kā-chan to Miyōin da zo / Osē bo ga Hoshī zo (動物園は楽しいゾ / 母ちゃんと美容院だゾ / おせーぼが欲しいゾ)                                                      | 30 de novembre de 1992 | 31 de maig de 2001         |
| 30 | Ei, que vaig al banc amb la mare! / Ei, que ve la policia a l'escola! / Ei, que em banyo amb el pare! Kā-chan to Ginkō da zo / Fukei-san to Issho da zo / Tō-chan to Furo ni Hairu zo (母ちゃんと銀行だゾ / 婦警さんと一緒だゾ / 父ちゃんと風呂に入るゾ)                                                              | 7 de desembre de 1992  | 1 de juny de 2001          |
| 31 | Ei, que em quedo sol amb el Nevat! / Ei, que la senyoreta Matsuzaka té un secret! / Ei, que torna a venir l'avi! Shiro to o rusuban da zo / Matsuzaka-sensei no himitsu da zo / Jii-chan ga mata kita zo (シロとお留守番だゾ / まつざか先生のヒミツだゾ / じいちゃんがまた来たゾ)                                     | 14 de desembre de 1992 | 4 de juny de 2001          |
| 32 | Ei, que vaig a esquiar! / Ei, que can Kazama és increïble! / Ei, que és Nadal! Ora no hatsu sukii da zo / Kazama-kun chi wa tanoshii zo / Action Kamen to Xmas da zo (オラの初スキーだゾ / 風間くんちは楽しいゾ / アクション仮面とＸマスだゾ)                                                                         | 21 de desembre de 1992 | 5 de juny de 2001          |

### Episodis de 1993
| #  | Títol en català | Data d'estrena al Japó | Data d'estrena a Catalunya |
| -- | --- | ---------------------- | -------------------------- |
| 33 | Ei, que fem el dinar de Cap d'Any! / Ei, que faig volar estels! / Ei, que fem un ninot de neu! O-zōni wo taberu zo / Takoage wa tanoshii zo / Yukidaruma o tsukuru zo (おゾウニを食べるゾ / たこあげは楽しいゾ / 雪だるまを作るゾ)                                                                                             | 11 de gener de 1993    | 6 de juny de 2001          |
| 34 | Ei, que preparo una carmanyola per l'escola! / Ei, que juguem a pares i mares! / Ei, que ajudo les llibreteres! O-bentou dukuri ha taihen da zo / O-mamagoto suru zo / Hon'ya-san wo tetsudau zo (お弁当作りは大変だゾ / おままごとするゾ / 本屋さんを手伝うゾ)                                                                | 18 de gener de 1993    | 7 de juny de 2001          |
| 35 | Ei, que faig de model! / Ei, que anem a un balneari! / Ei, que al balneari hi ha uns banys mixtos! Ora ga shashin no moderu da zo / Onsen ryokou ha tanoshii zo / Onsen de konyoku da zo (オラが写真のモデルだゾ / 温泉旅行は楽しいゾ / 温泉で混浴だゾ)                                                                        | 25 de gener de 1993    | 8 de juny de 2001          |
| 36 | Ei, que celebrem que s'acaba l'hivern! / Ei, que la Misae cau atrapada a la teranyina! / Ei, que ajudo la mare a cuinar! Setsubun de mame maki da zo / Ami ni kakatta Misae da zo / Fuyu no nabe ha saikoo da zo (節分で豆まきだゾ / 網にかかったみさえだゾ / 冬のナベはサイコーだゾ)                                          | 1 de febrer de 1993    | 11 de juny de 2001         |
| 37 | Ei, que m'he refredat! / Ei, pobre policia! / Ei, que anem al karaoke! Kaze wo hiichatta zo / O-mawari-san wa taihen da zo / Karaoke de utau zo (カゼをひいちゃったゾ / おまわりさんは大変だゾ / カラオケで歌うゾ) | 8 de febrer de 1993    | 12 de juny de 2001         |
| 38 | Ei, que vaig a comprar peixets de xocolata! / Ei, que avui ens quedem a l'escola! / Ei, que també passem la nit a l'escola! Taiyaki wo kai ni iku zo / Oto mari hoiku da zo / Oto mari hoiku no yoru da zo (たい焼きを買いに行くゾ / おとまり保育だゾ / おとまり保育の夜だゾ)                                                  | 15 de febrer de 1993   | 13 de juny de 2001         |
| 39 | Ei, que a la biblioteca s'ha d'estar en silenci! / Ei, que m'entreno per a la marató! / Ei, que correm la marató! Toshokan de ha shizuka ni suru zo / Marason no renshuu da zo / Marason taikai da zo (図書館では静かにするゾ / マラソンの練習だゾ / マラソン大会だゾ)                                                         | 22 de febrer de 1993   | 14 de juny de 2001         |
| 40 | Ei, que anem a ca la Nené! / Ei, que fem un curset de natació! / Ei, que faig de domador del Nevat! O-hinamatsuri da zo / Suimingu sukuuru e iku zo / Shiro ni gei o shikomu zo (おひなまつりだゾ / スイミングスクールへ行くゾ / シロに芸を仕込むゾ)                                                                           | 1 de març de 1993      | 15 de juny de 2001         |
| 41 | Ei, que jugo a bàdminton! / Ei, que fem una excursió amb la classe! / Ei, que trec el Nevat a passejar! Batominton suru zo / Shakai kengaku ni iku zo / Meiken Shiro to sanpo da zo (バトミントンするゾ / 社会見学に行くゾ / 名犬シロと散歩だゾ)                                                                               | 8 de març de 1993      | 18 de juny de 2001         |
| 42 | Ei, que demanem una pizza! / Ei, que el Masao té un hamster! / Ei, que estenc el futon! Demae piza wo tanomu zo / Masao-kun no hamusutaa da zo / O-futon wo hosu zo (出前ピザをたのむゾ / マサオ君のハムスターだゾ / おフトンをほすゾ)                                                                                         | 15 de març de 1993     | 19 de juny de 2001         |
| 43 | Ei, que ens entrenem per jugar a futbol! / Ei, que avui és el partit de futbol! / Ei, que hi ha un terratrèmol! Sakkaa no renshuu da zo / Sakkaa taikai da zo / Jishin ga ki ta zo (サッカーの練習だゾ / サッカー大会だゾ / 地震が来たゾ)                                                                                      | 22 de març de 1993     | 20 de juny de 2001         |
| 44 | Ei, que hem de buscar lloc per la festa dels cirerers! / Ei, que la festa dels cirerers és molt divertida / Ei, que vaig a veure el pare a la feina! O-hanami no basho tori da zo / O-hanami wa tanoshii zo / Touchan no kaisha he iku zo (お花見の場所とりだゾ / お花見は楽しいゾ / 父ちゃんの会社へ行くゾ)                   | 29 de març de 1993     | 9 de juliol de 2001        |
| 45 | Ei, que plantem llavors! / Ei, que vaig a comprar a la parada de verdures! / Ei, que m'he afaitat una cella! Tanemaki wo suru zo/ Yaoya-san e o-tsukai da zo / Mayuge nashi no kao da zo (たねまきをするゾ / 八百屋さんへおつかいだゾ / マユゲなしの顔だゾ)                                                                    | 12 d'abril de 1993     | 10 de juliol de 2001       |
| 46 | Ei, que el pare està pet! / Ei, que juguem a detectius! / Ei, que vaig a comprar amb la mare! Yopparai tō-chan da zo / Ora ha mei tantei da zo / Kaa-chan to kaimono da zo (よっぱらい父ちゃんだゾ / オラは名探偵だゾ / 母ちゃんと買物だゾ)                                                                                    | 19 d'abril de 1993     | 11 de juliol de 2001       |
| 47 | Ei, que s'acosta el dia dels nens! / Ei, que juguem a xutar la llauna! / Ei, que ens hem quedat tancats a l'ascensor! Koinobori wo ageru zo / Kankeri wo suru zo / Erebeetaa gaaru to issho da zo (鯉のぼりをあげるゾ / カンケリをするゾ / エレベーターガールと一緒だゾ)                                                       | 26 d'abril de 1993     | 13 de juliol de 2001       |
| 48 | Ei, que la mare té lumbago! / Ei, que conec una venedora a domicili! / Ei, que avui és el Dia de la Mare! Gikkurigoshi no kaa-chan da zo / Jigoku no seerusuredi da zo / Kyō wa haha no hi da zo (ぎっくり腰の母ちゃんだゾ / 地獄のセールスレディだゾ / きょうは母の日だゾ)                                                    | 3 de maig de 1993      | 14 de juliol de 2001       |
| 49 | Ei, que ens n'anem d'excursió! / Ei, que ens hem perdut a la muntanya! / Ei, que no s'ha de jugar amb foc! Ensoku he shuppatsu da zo / Ensoku de soonan da zo / Hi asobi wa kowai zo (遠足へ出発だゾ / 遠足でソーナンだゾ / 火遊びはこわいゾ)                                                                                  | 10 de maig de 1993     | 16 de juliol de 2001       |
| 50 | Ei, que no m'agrada recollir joguines! / Ei, que quan me'n vaig a dormir els pares es diverteixen! / Ei, que vaig a la llibreria! O-katadzuke wa nigate da zo / Yoru ha otona no jikan da zo / Ora no hon wa besutoseraa da zo (おかたづけは苦手だゾ / 夜は大人の時間だゾ / オラの本はベストセラーだゾ)                        | 17 de maig de 1993     | 17 de juliol de 2001       |
| 51 | Ei, que ajudo la mare a arrencar males herbes! / Ei, que la senyoreta s'ha posat malalta! / Ei, que anem a visitar la senyoreta a l'hospital! Kusamushiri wo tetsudau zo / Yoshinaga-sensei ga kyūbyō da zo / Yoshinaga-sensei no o-mimai da zo (草むしりを手伝うゾ / よしなが先生が急病だゾ / よしなが先生のお見舞いだゾ)     | 24 de maig de 1993     | 18 de juliol de 2001       |
| 52 | Ei, que treure les escombraries pot ser molt complicat! / Ei, que torna la venedora a domicili! / Ei, que sortim a dinar fora! Gomi sute mo taihen da zo / Kaette ki ta jigoku no seerusu redi da zo / Kaiten zushi o taberu zo (ゴミ捨ても大変だゾ / 帰ってきた地獄のセールスレディだゾ / 回転ずしを食べるゾ)                 | 31 de maig de 1993     | 19 de juliol de 2001       |
| 53 | Ei, que ajudo la gent que ho necessita! / Ei, que fer de fuster és una feina molt dura! / Ei, que el Nevat ha desaparegut! Komatte iru hito wo tasukeru zo / Daiku shigoto ha taihen da zo / Shiro ga yukue fumei da zo (こまっている人を助けるゾ / 大工仕事は大変だゾ / シロが行方不明だゾ)                                   | 7 de juny de 1993      | 20 de juliol de 2001       |
| 54 | Ei, que parlo amb un polític! / Ei, que tinc una germana gran! / Ei, que avui és el dia del pare! Seijika ni shitsumon da zo / Onee-sama ni fukujū da zo / Kyō wa chichi no hi da zo (政治家に質問だゾ / おねえ様に服従だゾ / きょうは父の日だゾ)                                                                              | 14 de juny de 1993     | 21 de juliol de 2001       |
| 55 | Ei, que avui cuinem el pare i jo! / Ei, que la mare té mal de queixal! / Ei, que anem a mirar vestits de núvia! Otoko no ryōri wo tsukuru zo / Kaa-chan no haita da zo / Kekkon ishō wo mi ni iku zo (男の料理を作るゾ / 母ちゃんの歯痛だゾ / 結婚衣装を見に行くゾ)                                                            | 21 de juny de 1993     | 22 de juliol de 2001       |
| 56 | Ei, que torno a jugar amb el busca-raons! / Ei, que anem a un casament! / Ei, que anem al convit del casament! Ijimekko to mata asobu zo / Kekkonshiki ni shusseki suru zo / Kekkon paatii da zo (いじめっ子と又遊ぶゾ / 結婚式に出席するゾ / 結婚パーティーだゾ)                                                              | 28 de juny de 1993     | 23 de juliol de 2001       |
| 57 | Ei, que tinc tanta por que no puc dormir! / Ei, que ajudo a netejar la piscina! / Ei, que ens ha tocat un viatge a Guam! Kowakute nemurenai zo / Puuru sōji de asonjau zo / Guamu ryokō ga atatta zo (こわくて眠れないゾ / プール掃除で遊んじゃうゾ / グァム旅行が当たったゾ)                                                  | 5 de juliol de 1993    | 23 de juliol de 2001       |
| 58 | Ei, que la mare m'infla globus! / Ei, que hem trobat una cartera pel carrer! / Ei, que vaig a Tòquio amb l'avi! Fūsen wo fukuramasu zo / O-saifu wo hirotta zo / Jii-chan to Tōkyō kenbutsu da zo (風船をふくらますゾ / おサイフを拾ったゾ / じいちゃんと東京見物だゾ)                                                         | 19 de juliol de 1993   | 24 de juliol de 2001       |
| 59 | Ei, que menjo gelat fet a casa! / Ei, que porto el Nevat a vacunar! / Ei, que anem a un càmping! Kakikoori wo taberu zo / Shiro no o-chūsha da zo / Kazoku de kyanpu da zo (かき氷を食べるゾ / シロのお注射だゾ / 家族でキャンプだゾ)                                                                                          | 26 de juliol de 1993   | 25 de juliol de 2001       |
| 60 | Ei, que seré un cantant famós! / Ei, que juguem a dibuixar vies de tren! / Ei, que hi ha una onada de calor! Shourai ha ninki kashu da zo / Senro wa tsudzuichau zo / Atsui atsui nettaiya da zo (将来は人気歌手だゾ / 線路は続いちゃうゾ / 暑い暑い熱帯夜だゾ)                                                                | 2 d'agost de 1993      | 25 de juliol de 2001       |
| 61 | Ei, que passo la nit a ca la senyoreta Yoshinaga! / Ei, que la venedora a domicili diu que no tornarà! / Ei, que instal·lem l'aire condicionat! Yoshinaga-sensei no shiseikatsu da zo / Saigo no seerusuredi da zo / Eakon wo kau zo (よしなが先生の私生活だゾ / 最後のセールスレディだゾ / エアコンを買うゾ)                  | 9 d'agost de 1993      | 26 de juliol de 2001       |
| 62 | Ei, que anem a la gasolinera! / Ei, que tenim molta sindria! / Ei, que encetem síndria! Gasorin sutando e iku zo / Suika ga ippai da zo / Suika wari wo yaru zo (ガソリンスタンドへ行くゾ / スイカがいっぱいだゾ / スイカ割りをやるゾ)                                                                                         | 16 d'agost de 1993     | 27 de juliol de 2001       |
| 63 | Ei, que la senyoreta Matsuzaka ha quedat amb un noi! / Ei, que m'entreno per fer sumo! / Ei, que avui és el campionat de sumo! Matsuzaka-sensei no deeto da zo / O-sumō no keiko da zo / Sumō taikai de ganbaru zo (まつざか先生のデートだゾ / お相撲のけいこだゾ / 相撲大会でガンバるゾ)                                      | 23 d'agost de 1993     | 27 de juliol de 2001       |
| 64 | Ei, que el pare es renova el carnet de conduir! / Ei, que anem a atrapar insectes! / Ei, que ajuda a la mare a fer les feines de casa! Keisatsu e iku zo / Konchū saishū ni iku zo / Kaa-chan to o-sōji da zo (ケーサツへ行くゾ / 昆虫採集に行くゾ / 母ちゃんとおソージだゾ)                                                   | 30 d'agost de 1993     | 28 de juliol de 2001       |
| 65 | Ei, que un tifó provoca inundacions! / Ei, que conec tres noies molt dolentes! / Ei, que juguem a atrapar la pilota! Taifū de suigai da zo / Sukeban to taiketsu da zo / Dodjibooru de shōbu da zo (台風で水害だゾ / スケバンと対決だゾ / ドッジボールで勝負だゾ)                                                              | 6 de setembre de 1993  | 29 de juliol de 2001       |
| 66 | Ei, que faig de detectiu! / Ei, que m'han de dur a l'hospital amb ambulància! / Ei, que a l'hospital sóc molt popular! Ora wa keiji-san da zo / Kyūkyūsha de nyūin da zo / Byōin demo ninkimono da zo (オラは刑事さんだゾ / 救急車で入院だゾ / 病院でも人気者だゾ)                                                             | 13 de setembre de 1993 | 30 de juliol de 2001       |
| 67 | Ei, que ens ve a visitar la Keiko! / Ei, que m'entreno pel dia de l'esport! / Ei, que el pare em grava amb una càmera! Shinkon-san irasshai da zo / Kakekko no tokkun da zo / Undōkai no bideo satsuei da zo (新婚さんいらっしゃいだゾ / かけっこの特訓だゾ / 運動会のビデオ撮影だゾ)                                          | 20 de setembre de 1993 | 31 de juliol de 2001       |
| 68 | Ei, que la mare fa règim! / Ei, que fem exercici a l'aire lliure! / Ei, que el pare s'ha quedat sense celles! Kaa-chan no daietto da zo / Asurechikku suru zo / Tō-chan no mayuge ga nai zo (母ちゃんのダイエットだゾ / アスレチックするゾ / 父ちゃんのマユゲがないゾ)                                                         | 4 d'octubre de 1993    | 1 d'agost de 2001          |
| 69 | Ei, que fem un palanquí! / Ei, que triem coses per dur al mercat de productes de segona mà! / Ei, que anem a vendre al mercat de productes de segona mà! O-mikoshi wo katsugu zo / Furiimaaketto ni sanka da zo / Furiimaaketto de shōbai da zo (おみこしをかつぐゾ / フリーマーケットに参加だゾ / フリーマーケットで商売だゾ) | 11 d'octubre de 1993   | 1 d'agost de 2001          |
| 70 | Ei, que s'ha d'arreglar la canal! / Ei, que el sushi acabat de fer m'agrada molt! / Ei, que tinc un pollet! Amadoi no shūri da zo / Tokujōzushi wa konomi da zo / Ora no otōto wa hiyoko da zo (雨どいの修理だゾ / 特上寿司は好みだゾ / オラの弟はヒヨコだゾ)                                                                  | 18 d'octubre de 1993   | 2 d'agost de 2001          |
| 71 | Ei, que les gallines s'han escapat! / Ei, que ajudo la mare a estendre la roba! / Ei, que anem a ca la Keiko! Niwatori-san wo sagasu zo / O-sentaku wo tetsudau zo / Shinkon-san chi e iku zo (ニワトリさんを探すゾ / お洗濯を手伝うゾ / 新婚さんちへ行くゾ)                                                                   | 25 d'octubre de 1993   | 3 d'agost de 2001          |
| 72 | Ei, que la Fumiye i jo juguem a mestres! / Ei, que fem una graellada! / Ei, que el pare està deprimit! Gakkō gokko wo suru zo / Baabekyuu suru zo / Tō-chan wa o-tsukare da zo (学校ごっこをするゾ / バーベキューするゾ / 父ちゃんはお疲れだゾ)                                                                                | 1 de novembre de 1993  | 4 d'agost de 2001          |
| 73 | Ei, que la mare es vesteix de col·legiala! / Ei, que anem a jugar a una casa de mostra! / Ei, que ens fem una foto de família! Seeraa fuku kaa-chan da zo / Moderu hausu de asobu zo / Kasoku shashin wo toru zo (セーラー服母ちゃんだゾ / モデルハウスで遊ぶゾ / 家族写真をとるゾ)                                            | 8 de novembre de 1993  | 5 d'agost de 2001          |
| 74 | Ei, que aprenc a cosir! / Ei, que no m'agrada que em posin injeccions! / Ei, que tenim un convidat! Nuimono wo suru zo / O-chūsha wa kirai da zo / O-kyaku-sama wo motenasu zo (ぬい物をするゾ / お注射はキライだゾ / お客様をもてなすゾ)                                                                                      | 15 de novembre de 1993 | 6 d'agost de 2001          |
| 75 | Ei, que la mare ja no em renya! / Ei, que al pare no li agraden els gats! / Ei, que torno a la llibreria! Homegoroshi wa tsurai zo / Tō-chan wa nekogirai da zo / Kyō mo hon'ya-san de asobu zo (ほめ殺しはつらいゾ / 父ちゃんは猫ギライだゾ / 今日も本屋さんで遊ぶゾ)                                                         | 22 de novembre de 1993 | 6 d'agost de 2001          |
| 76 | Ei, que mengem sopa de fideus! / Ei, que tinc talent pel patinatge! / Ei, que la Keiko i el seu home han renyit! Raamen wo taberu zo / Sukeeto no tensai da zo / Shinkon-san no kenka da zo (ラーメンを食べるゾ / スケートの天才だゾ / 新婚さんのケンカだゾ)                                                                   | 29 de novembre de 1993 | 7 d'agost de 2001          |
| 77 | Ei, que fem galetes a casa! / Ei, que la senyoreta Matsuzaka ha quedat amb un altre noi! / Ei, que guanyar les eleccions no és fàcil! Kukkii wo tsukuru zo / Matsuzaka-sensei no o-miai da zo / Senkyotte taihen da zo (クッキーを作るゾ / まつざか先生のお見合いだゾ / 選挙って大変だゾ)                                      | 6 de desembre de 1993  | 8 d'agost de 2001          |
| 78 | Ei, que ajudo la mare a fer mitja! / Ei, que pujo al tren en hora punta! / Ei, que em quedo amb el pare a la feina! Seetaa wo amu zo / Man'in densha ni noru zo / Tō-chan no kaisha de asobu zo (セーターを編むゾ / 満員電車に乗るゾ / 父ちゃんの会社で遊ぶゾ)                                                                 | 13 de desembre de 1993 | 9 d'agost de 2001          |
| 79 | Ei, que faig de model! / Ei, que netegem la classe! / Ei, que jo també vull sentir les campanades de Cap d'Any! Fasshon shoo ni deru zo / Youchien no dai sou ji da zo / Joya no kane o kiku zo (ファッションショーに出るゾ / 幼稚園の大そうじだゾ / 除夜のカネを聞くゾ)                                                       | 27 de desembre de 1993 | 9 d'agost de 2001          |

### Episodis de 1994
| # | Títol en català | Data d'estrena al Japó | Data d'estrena a Catalunya |
| --- | --- | ---------------------- | -------------------------- |
| 80 | Ei, que em donen la propina de Cap d'Any! / Ei, que vaig a comprar amb la propina! / Ei, que vénen els avis a casa! O-toshidama wo moratta zo / O-toshidama de kaimono da zo / Jii-chan-tachi ga kita zo (おとし玉をもらったゾ / おとし玉で買物だゾ / じいちゃん達が来たゾ)                                                   | 10 de gener de 1994    | 10 d'agost de 2001         |
| 81 | Ei, que anem a esquiar amb la l'escola! / Ei, que s'acaba la jornada d'esquí! / Ei, que avui esquiem en família! Sukii basu ryokō da zo / Afutaa sukii da zo / Kazoku de sukii da zo (スキーバス旅行だゾ / アフタースキーだゾ / 家族でスキーだゾ)                                                                             | 17 de gener de 1994    | 11 d'agost de 2001         |
| 82 | Ei, que les tàctiques de la mare perquè no perdi l'autobús funcionen! / Ei, que en Masao s'ha enamorat! / Ei, que menjo arròs amb llavors de soja! Chikoku bōshi sakusen da zo / Masao-kun no koi da zo / Nattō gohan wo tsukuru zo (チコク防止作戦だゾ / マサオくんの恋だゾ / 納豆ゴハンを作るゾ)                            | 24 de gener de 1994    | 12 d'agost de 2001         |
| 83 | Ei, que vaig a jugar a una escola de noies! / Ei, que fan una sèrie a la tele que es diu com jo! / Ei, que imito el Shin-chan de la tele! Joshikō de asobu zo / Ora wa Enpitsu Shin-chan da zo / Terebi no kuchimane da zo (女子高で遊ぶゾ / オラはエンピツしんちゃんだゾ / テレビの口まねだゾ)                               | 31 de gener de 1994    | 13 d'agost de 2001         |
| 84 | Ei, que juguem a la loteria! / Ei, que anem a un enterrament! / Ei, que fem una guerra de boles de neu! Takarakuji wo ateru zo / O-sōshiki ni iku zo / Yukigassen de shōbu da zo (宝クジを当てるゾ / おそうしきに行くゾ / 雪合戦で勝負だゾ)                                                                                   | 7 de febrer de 1994    | 14 d'agost de 2001         |
| 85 | Ei, que la mare em talla els cabells! / Ei, que en Kazama està malalt! / Ei, que anem a visitar el superior del pare! Ora kamigata wo kaeru zo / Kazama-kun no o-mimai suru zo / Kachō no ie wa shinchiku da zo (オラ髪形を変えるゾ / 風間君のお見舞するゾ / 課長の家は新築だゾ)                                              | 14 de febrer de 1994   | 15 d'agost de 2001         |
| 86 | Ei, que torna el Pregunta, el gat misteriós! / Ei, que la mare m'escura les orelles! / Ei, que la mare ha quedat amb els excompanys de classe! Hatena wa dare no neko da zo / Mimi sōji wa kimochi ii zo / Misae no dōsōkai da zo (ハテナは謎の猫だゾ / 耳ソージは気持ちいいゾ / みさえの同窓会だゾ)                          | 21 de febrer de 1994   | 15 d'agost de 2001         |
| 87 | Ei, que juguem a beisbol! (1a part) / Ei, que juguem a beisbol! (2a part) / Ei, que el pare i la mare es volen divorciar! Sofutobooru taikai da zo (sono ichi) / Sofutobooru taikai da zo (sono ni) / Nohara-ke no rikon da zo (ソフトボール大会だゾその1 / ソフトボール大会だゾその2 / 野原家のリコンだゾ)                   | 28 de febrer de 1994   | 16 d'agost de 2001         |
| 88 | Ei, que em banyo tot sol! / Ei, que fem una cursa de tricicles! / Ei, que anem a sopar a un bufet lliure! Hitori de o-furo da zo / Sanrinsha de reesu da zo / Baikingu wo taberu zo (ひとりでお風呂だゾ / 三輪車でレースだゾ / バイキングを食べるゾ)                                                                          | 7 de març de 1994      | 17 d'agost de 2001         |
| 89 | Ei, que anem al museu d'art! / Ei, que faig de Kazama! / Ei, que ve el superior del pare a casa! Bijutsukan de geejitsu da zo / Ora wa Kazama-kun da zo / Buchō-san wo settai suru zo (美術館でゲージツだゾ / オラは風間君だゾ / 部長さんを接待するゾ)                                                                        | 14 de març de 1994     | 19 d'agost de 2001         |
| 90 | Ei, que el pare està malalt! / Ei, que vaig a comprar cosmètics amb la mare! / Ei, que tindré un germanet! Tō-chan ga byōki da zo / O-keshō wa tanoshii zo / Ora no otōto ga dekita zo (父ちゃんが病気だゾ / お化粧は楽しいゾ / オラの弟ができたゾ)                                                                           | 21 de març de 1994     | 20 d'agost de 2001         |
| 91 | Ei, que anem a un parc temàtic! (1a part) / Ei, que anem a un part temàtic! (2a part) / Ei, que fa molt de vent Ooedo rando hi no maki da zo / Ooedo rando mizu no maki da zo / Kyōfū demo dekakeru zo (大江戸ランド火の巻だゾ / 大江戸ランド水の巻だゾ / 強風でも出かけるゾ)                                                 | 4 d'abril de 1994      | 21 d'agost de 2001         |
| 92 | Ei, que torna a ser la festa dels cirerers! / Ei, que la senyoreta Yoshinaga i la mare es fan amigues! / Ei, que la veïna m'ajuda a cuinar! O-hanami wa abunai zo / Nagabanashi wa meiwaku da zo / Raamen ga kyū ni tabetai zo (お花見はアブナいゾ / 長話はメイワクだゾ / ラーメンが急に食べたいゾ)                           | 11 d'abril de 1994     | 21 d'agost de 2001         |
| 93* | Episodi no emès a Espanya Shodou de kokoro o me ni suru zo / Kotatsu o katadukeru zo / Buri Buri eiga shoukai da zo (書道で心をのにするゾ / こたつを片づけるゾ / ブリブリ映画紹介だゾ) | 18 d'abril de 1994     | -                          |
| Nota: Aquest episodi es va ometre en les emissions a Televisió de Catalunya ja que Luk internacional no l'ha distribuït a Espanya. | |                        |                            |
| 94 | Ei, que anem a buscar petxines! / Ei, que la mare perd tota la paga del mes! / Ei, que la mare ens obliga a estalviar! Shiohigari de shōbu da zo / Hisanna kyūryōbi da zo / Kechikechi daisakusen da zo (潮干狩で勝負だゾ / ひさんな給料日だゾ / ケチケチ大作戦だゾ)                                                          | 25 d'abril de 1994     | 22 d'agost de 2001         |
| 95 | Ei, que el director juga amb nosaltres a pares i mares! / Ei, que la mare es vol treure el carnet de conduir! / Ei, que acompanyo la mare a l'autoescola! Kumichō to mamagoto da zo / Kaa-chan wa untenmenkyo ga nai zo / Untenmenkyo no kyōshū da zo (組長とままごとだゾ / 母ちゃんは運転免許がないゾ / 運転免許の教習だゾ)  | 25 d'abril de 1994     | 23 d'agost de 2001         |
| 96 | Ei, que vull menjar galetes de les bones! / Ei, que la senyoreta Matsuzaka està cansada! / Ei, que la mare se'n va de casa! Kōkyū o-kashi ga tabetai zo / Matsuzaka-sensei wa o-tsukare da zo / Kaa-chan no iede da zo (高級お菓子が食べたいゾ / まつざか先生はお疲れだゾ / 母ちゃんの家出だゾ)                               | 9 de maig de 1994      | 24 d'agost de 2001         |
| 97 | Ei, que la mare encara va a l'autoescola! / Ei, que hem vist un ovni! / Ei, que firmo llibres! Kōtsū ruuru no tokkun da zo / Uchūjin ni aitai zo / Ora no sain hon da zo (交通ルールの特訓だゾ / 宇宙人に会いたいゾ / オラのサイン本だゾ)                                                                                     | 16 de maig de 1994     | 24 d'agost de 2001         |
| 98 | Ei, que desem la roba d'hivern i traiem la d'estiu! / Ei, que anem a menjar carn a la planxa! / Ei, que anem a les curses de cavalls! Koromogae wo suru zo / Ranchi wa yakiniku da zo / Keibajō wa omoshiroi zo (衣がえをするゾ / ランチは焼き肉だゾ / 競馬場はおもしろいゾ)                                                  | 23 de maig de 1994     | 27 d'agost de 2001         |
| 99 | Ei, que la mare em porta a l'escola en bici! / Ei, que finalment la mare es treu el carnet de conduir! / Ei, que la mare em porta a l'escola amb cotxe! Jitensha tsūen tanoshii zo / Untenmenkyo ga toreru zo / Kaa-chan to doraibu da zo (自転車通園楽しいゾ / 運転免許がとれるゾ / 母ちゃんとドライブだゾ)                  | 30 de maig de 1994     | 28 d'agost de 2001         |
| 100 | Ei, que resulta que sóc bon noi! / Ei, que anem a jugar a bitlles! / Ei, que cuidem un altre gos! Yoiko no Shin-chan da zo / Bouringu wo suru zo / Sabu-chan no o-sewa da zo (良い子のしんちゃんだゾ / ボウリングをするゾ / サブちゃんのお世話だゾ)                                                                           | 6 de juny de 1994      | 29 d'agost de 2001         |
| 101 | Ei, que anem a veure un partit de beisbol! / Ei, que tornen les noies de l'Exèrcit Escarlata! / Ei, que la Ryûko s'ha enamorat! Tōkyō doomu e iku zo / Sukeban no okite wa kibishii zo / Sukeban no raburetaa da zo (東京ドームへ行くゾ / スケバンの掟は厳しいゾ / スケバンのラブレターだゾ)                                  | 13 de juny de 1994     | 30 d'agost de 2001         |
| 102 | Ei, que jugo amb el pare! / Ei, que anem d'excursió a la muntanya! / Ei, que vaig a comprar al supermercat! Tō-chan to asonde yaru zo / Yama nobori wa tsurai zo / Shokuhin uriba wa tanoshii zo (父ちゃんと遊んでやるゾ / 山のぼりはつらいゾ / 食品売り場は楽しいゾ)                                                         | 20 de juny de 1994     | 30 d'agost de 2001         |
| 103 | Ei, que anem al zoo! / Ei, que sortim a la tele! / Ei, que tenim goteres! Dōbutsuen de asonjau zo / Namachūkei ni shutsuen suru zo / Daiku-san wa taihen da zo (動物園で遊んじゃうゾ / 生中継に出演するゾ / 大工さんは大変だゾ)                                                                                               | 27 de juny de 1994     | 31 d'agost de 2001         |
| 104 | Ei, que me'n vaig de casa! / Ei, que fem una competició de natació! / Ei, que anem a jugar a les màquines escurabutxaques! Ora iedeshichau zo / Suiei taikai ganbaru zo / Ora wa pachinko no meijin da zo (オラ家出しちゃうゾ / 水泳大会がんばるゾ / オラはパチンコの名人だゾ)                                                | 4 de juliol de 1994    | 1 de setembre de 2001      |
| 105 | Ei, que la vida de la mare és molt dura! / Ei, que busquem la gateta de la Nené! / Ei, que anem a mirar cotxes! O-kiraku kaa-chan da zo / Maigo no koneko-chan da zo / Shinsha wo mi ni iku zo (お気楽母ちゃんだゾ / 迷子の子ネコちゃんだゾ / 新車を見に行くゾ)                                                               | 11 de juliol de 1994   | 3 de setembre de 2001      |
| 106 | Ei, que plantem cara a uns busca-raons! / Ei, que vaig a la platja i m'ho passo molt bé! / Ei, que anem amb barca! Ijimekko ni wa makenai zo / Natsu no umibe wa tanoshii zo / Booru de asonjau zo (いじめっ子には負けないゾ / 夏の海辺は楽しいゾ / ボートで遊んじゃうゾ)                                                     | 18 de juliol de 1994   | 4 de setembre de 2001      |
| 107 | Ei, que anem a acampar! / Ei, que passem molta por! / Ei, que ens ha tocat un meló! Natsuyasumi kyanpu da zo / Kyanpu de kimo dameshita zo / Meron de nayanjau zo (夏休みキャンプだゾ / キャンプで肝だめしだゾ / メロンで悩んじゃうゾ)                                                                                        | 25 de juliol de 1994   | 5 de setembre de 2001      |
| 108 | Ei, que el pare no pot dormir! / Ei, que plou molt i m'he d'aixoplugar! / Ei, que anem a l'aquari! Tō-chan wa nemurenai zo / Onee-san to ama yadori da zo / Ashika no shoo da zo (父ちゃんは眠れないゾ / お姉さんと雨やどりだゾ / アシカのショーだゾ)                                                                         | 1 d'agost de 1994      | 6 de setembre de 2001      |
| 109 | Ei, que ens remullem a la piscina! / Ei, que dibuixo còmics! / Ei, que torno a veure l'Ultraheroi! Atsui hi wa gyōzui da zo / Mangaka no joshu da zo / Action Kamen ni saikai da zo (暑い日は行水だゾ / マンガ家の助手だゾ / アクション仮面に再会だゾ)                                                                        | 8 d'agost de 1994      | 7 de setembre de 2001      |
| 110 | Ei, que escric un diari! / Ei, que la piscina pública és genial! / Ei, que ajudem la Keiko a mudar-se! Natsuyasumi no enikki da zo / Shimin puuru wa tanoshii zo / O-hikkoshi wo tetsudau zo (夏休みの絵日記だゾ / 市民プールは楽しいゾ / お引っ越しを手伝うゾ)                                                               | 15 d'agost de 1994     | 8 de setembre de 2001      |
| 111 | Ei, que vaig a l'oficina de correus! / Ei, que entrem al passatge del terror! / Ei, que la mare fa vaga! Yūbinkyoku ni o-tsukai da zo / O-bake yashiki ni hairu zo / Kaa-chan no sutoraiki da zo (郵便局におつかいだゾ / おばけ屋敷に入るゾ / 母ちゃんのストライキだゾ)                                                       | 22 d'agost de 1994     | 9 de setembre de 2001      |
| 112 | Ei, que plantem pebroteres! / Ei, que el pare deixa de fumar! / Ei, que em trobo la senyoreta Matsuzaka! Piiman wo sodateru zo / Tō-chan no kin'en da zo / Matsuzaka-sensei to go-issho suru zo (ピーマンを育てるゾ / 父ちゃんの禁煙だゾ / まつざか先生とご一緒するゾ)                                                        | 29 d'agost de 1994     | 10 de setembre de 2001     |
| 113 | Ei, que em rento els coberts! / Ei, que el pare en passa de tots colors! / Ei, que ens quedem a dinar als banys públics! Kyūshoku setto wo arau zo / Ironna o-furo ni hairu zo / Kenkō-rando de asobu zo (給食セットを洗うゾ / 色んなお風呂に入るゾ / 健康ランドで遊ぶゾ)                                                     | 5 de setembre de 1994  | 11 de setembre de 2001     |
| 114 | Ei, que em torno a perdre al centre comercial! / Ei, que el pare fa el salt a la mare! / Ei, que els pares no s'han de ficar en les coses dels fills! Maigo no sewa wo suru zo / Kōsui wa uwaki no shōko da zo / Kodomo no kenka ni oya ga deru zo (迷子の世話をするゾ / 香水は浮気のショーコだゾ / 子供のケンカに親が出るゾ) | 12 de setembre de 1994 | 12 de setembre de 2001     |
| 115 | Ei, que sortim a pescar! / Ei, que conec una superdotada! / Ei, que anem a buscar el pare amb el cotxe! O-fune de tsuri wo suru zo / Tensai shōjo to taiketsu da zo / O-kuruma de o-mukae suru zo (お船でつりをするゾ / 天才少女と対決だゾ / お車でお迎えするゾ)                                                              | 19 de setembre de 1994 | 13 de setembre de 2001     |
| 116 | Ei, que anem a menjar curri! / Ei, que no m'agrada treure el Nevat a passejar! / Ei, que fem competicions! Honkaku karee wo taberu zo / Shiro no sanpo wa taihen da zo / Karimono kyōsō wo suru zo (本格カレーを食べるゾ / シロの散歩は大変だゾ / 借り物競争をするゾ)                                                         | 3 d'octubre de 1994    | 14 de setembre de 2001     |
| 117 | Ei, que juguem a tennis! / Ei, que ens en anem tots de casa! / Ei, que la Keiko té un nen a la panxa! Tenisu de chin puree da zo / Minna de iede suru zo / Akachan to ohanashi suru zo (テニスで珍プレーだゾ / みんなで家出するゾ / 赤ちゃんとお話しするゾ)                                                                   | 10 d'octubre de 1994   | 15 de setembre de 2001     |
| 118 | Ei, que tenim un fax! / Ei, que sóc un gran pintor! / Ei, que em torço el turmell! FAX ha omocha da zo / Ora ha tensai gaka da zo / Ora no ashi ga koware ta zo (FAXはおもちゃだゾ / オラは天才画家だゾ / オラの足がこわれたゾ)                                                                                               | 17 d'octubre de 1994   | 16 de setembre de 2001     |
| 119 | Ei, que hi ha un corb que ronda la casa! / Ei, que em barallo amb en Kazama! / Ei, que no em penso menjar el pebrot! Itazura karasu ga kita zo / Kazama-kun to kenka da zo / Piiman kirai wa naoranai zo (いたずらカラスが来たゾ / 風間君とケンカだゾ / ピーマン嫌いはなおらないゾ)                                           | 24 d'octubre de 1994   | 24 de setembre de 2001     |
| 120 | Ei, que anem a fer un volt amb barca! / Ei, que endreçar les joguines és molt avorrit! / Ei, que mengem un supermenú de fideus! Booto asobi wo suru zo / O-katadzuke wa mendō da zo / Janbo raamen wo taberu zo (ボート遊びをするゾ / おかたづけはメンドーだゾ / ジャンボラーメンを食べるゾ)                                  | 31 d'octubre de 1994   | 18 de setembre de 2001     |
| 121 | Ei, que els gelats em fan tornar boig! / Ei, que en Kazama se'n va! / Ei, que la mare no es recorda de mi! Aisukuriimu de jiken da zo / Kazama-kun to o wakare da zo / Wasure rare ta ora da zo (アイスクリームで事件だゾ / 風間君とお別れだゾ / 忘れられたオラだゾ)                                                          | 7 de novembre de 1994  | 19 de setembre de 2001     |
| 122 | Ei, que faig la migdiada! / Ei que dino amb la Nené! / Ei, que em vaig a tallar els cabells amb el pare! O-hirune suru no mo taihen da zo / Gōka ni shabushabu da zo / Tō-chan to sanpatsu da zo (お昼寝するのもたいへんだゾ / ゴーカにしゃぶしゃぶだゾ / 父ちゃんと散髪だゾ)                                                 | 14 de novembre de 1994 | 20 de setembre de 2001     |
| 123 | Ei, que juguem a fet i amagar! / Ei, que acompanyo la Keiko a les classes de prepart! / Ei, que la mare treballa! Kakurenbo de asobu zo / Akanbou Shin-chan da zo / Kaa-chan no arubaito da zo (かくれんぼで遊ぶゾ / 赤ん坊しんちゃんだゾ / 母ちゃんのアルバイトだゾ)                                                         | 21 de novembre de 1994 | 21 de setembre de 2001     |
| 124 | Ei, que la senyoreta Matsuzaka se'n va als grans magatzems! / Ei, que canvio de mare! / Ei, que no podem entrar a casa! Matsuzaka-sensei no kyūjitsu da zo / Nene-chan chi no ko ni naru zo / O-uchi ni irenai zo (松坂先生の休日だゾ / ネネちゃんちの子になるゾ / おうちに入れないゾ)                                        | 28 de novembre de 1994 | 24 de setembre de 2001     |
| 125 | Ei, que busquem una noia que ha perdut el mocador! / Ei, que la mare s'emborratxa! / Ei, que ens en anem de marxa! Onna no hito o oikakeru zo / Yopparai kaa-chan da zo / Nijikai ha daisuki da zo (女の人を追いかけるゾ / 酔っぱらい母ちゃんだゾ / 二次会は大好きだゾ)                                                       | 5 de desembre de 1994  | 25 de setembre de 2001     |
| 126 | Ei, que ens quedem a les fosques! / Ei, que ve un mestre a fer pràctiques! / Ei, que trobem un ocellet ferit! Makkura ke ha tanoshii zo / Minarai sensei ga ki ta zo / Kawaisōna suzume da zo (真っ暗けは楽しいゾ / 見習い先生が来たゾ / かわいそうなスズメだゾ)                                                              | 12 de desembre de 1994 | 26 de setembre de 2001     |
| 127 | Ei, que escric les postals d'Any Nou! / Ei, que la feina dels missatgers és molt dura! / Ei, que capgirem els plans de la senyoreta Yoshinaga! Hayame no o nengajou da zo / Takuhai bin san ha gokurou da zo / Yoshinaga-sensei no ibu da zo (早めのお年賀状だゾ / 宅配便さんはご苦労だゾ / よしなが先生のイブだゾ)           | 19 de desembre de 1994 | 27 de setembre de 2001     |

### Episodis de 1995
| #   | Títol en català | Data d'estrena al Japó | Data d'estrena a Catalunya |
| --- | --- | ---------------------- | -------------------------- |
| 128 | Ei, que celebrem el Cap d'Any! / Ei, que anem a esquiar! / Ei, que revolucionem les pistes d'esquí! Oshogatsu ha nigiyaka da zo / Sukii ni dekakeru zo / Gerende ha osawagi da zo (お正月はにぎやかだゾ / スキーにでかけるゾ / ゲレンデは大騒ぎだゾ)                                                                                            | 9 de gener de 1995     | 28 de setembre de 2001     |
| 129 | Ei, que descobreixo un incendi! / Ei, que en Masao lliga molt! / Ei, que la pasta d'arròs és boníssima! Hi no yōjin suru zo / Masao-kun wa motemote da zo / O-mochi wa oishii zo (火の用心するゾ / マサオ君はモテモテだゾ / おモチはおいしいゾ)                                                                                                 | 16 de gener de 1995    | 1 d'octubre de 2001        |
| 130 | Ei, que ve la tieta Masae! / Ei, que fa molt de fred! / Ei, que m'he refredat! Masae obasan ga kita zo / Kodomo ha kaze no ko da zo / Yappari kaze wo hiita zo (まさえおばさんが来たゾ / 子供はカゼの子だゾ / やっぱりカゼをひいたゾ) | 23 de gener de 1995    | 2 d'octubre de 2001        |
| 131 | Ei, que quedo amb una nena! / Ei, que m'encanta la lluita lliure femenina! / Ei, que treure la neu és divertit! O-deeto suru zo / Joshi puroresu no fan da zo / Yukikaki ha tanoshii zo (おデートするゾ / 女子プロレスのファンだゾ / 雪かきは楽しいゾ)                                                                                          | 30 de gener de 1995    | 3 d'octubre de 2001        |
| 132 | Ei, que anem a veure el fill de la Keiko! / Ei, que en Kazama s'enfada amb la seva mare! / Ei, que condueixo el cotxe! Akachan ha kawaii zo / Kazama-kun no ikinuki da zo / Kuruma no unten ha kiken da zo (赤ちゃんは可愛いゾ / 風間くんの息抜きだゾ / 車の運転は危険だゾ)                                                                     | 6 de febrer de 1995    | 4 d'octubre de 2001        |
| 133 | Ei, que faig pintades en una paret! / Ei, que comprem una bossa de la sort! / Ei, que ve una estudiant a casa! Rakugaki shi chatta zo / Fukubukuro wo kau zo / Jukensei ni ki wo tsukau zo (落書きしちゃったゾ / 福ぶくろを買うゾ / 受験生に気をつかうゾ)                                                                                       | 13 de febrer de 1995   | 5 d'octubre de 2001        |
| 134 | Ei, que jugo amb els mocadors de paper! / Ei, que fem la migdiada a l'escola! / Ei, que anem a mirar les estrelles! Tisshu de asobu zo / Yōchien de o hirune da zo / Fuyu no seiza o miru zo (ティッシュで遊ぶゾ / 幼稚園でお昼寝だゾ / 冬の星座を見るゾ)                                                                                       | 20 de febrer de 1995   | 8 d'octubre de 2001        |
| 135 | Ei, que faig cal·ligrafia! / Ei, que vaig a la tele! / Ei, que se'ns espatlla la tele! O-shūji wo suru zo / Terebi kyoku no kengaku da zo / Terebi ga kowareta zo (お習字をするゾ / テレビ局の見学だゾ / テレビがこわれたゾ) | 27 de febrer de 1995   | 9 d'octubre de 2001        |
| 136 | Ei, que a taula s'han de tenir bones maneres! / Ei, que he de portar uns papers a ca la veïna! / Ei, que vaig a la llibreria amb la mare! Shokuji no manaa ha kibishii zo / Kairan ban o mawasu zo / Oyako de tachiyomi da zo (食事のマナーは厳しいゾ / 回らん板をまわすゾ / 親子で立ち読みだゾ)                                                | 6 de març de 1995      | 10 d'octubre de 2001       |
| 137 | Ei, que em banyo amb el Nevat! / Ei, que ajudem un noi a declarar-se! / Ei, que l'amor fa patir molt! Shiro to o-furo da zo / Koi no ōen o-suru zo / Koi no michi ha kibishii zo (シロとお風呂だゾ / 恋の応援をするゾ / 恋の道はきびしいゾ) | 13 de març de 1995     | 11 d'octubre de 2001       |
| 138 | Ei, que ens trobem una serp! / Ei, que dormim en un hotel de luxe! / Ei, que anem al parc d'atraccions! Kawaii shiro hebi da zo / Ichiryū hoteru no yoru da zo / Action Land de asobu zo (かわいいシロへびだゾ / 一流ホテルの夜だゾ / アクションランドで遊ぶゾ)                                                                                 | 20 de març de 1995     | 12 d'octubre de 2001       |
| 139 | Ei, que tinc vacances de primavera! / Ei, que el Nevat està malalt! / Ei, que la festa dels cirerers és una disbauxa! Haru no asa ha nodoka da zo / Shiro ga o-byōki da zo / O-hanami de moriagaru zo (春の朝はのどかだゾ / シロがお病気だゾ / お花見で盛りあがるゾ)                                                                            | 27 de març de 1995     | 15 d'octubre de 2001       |
| 140 | Ei, que ve el drapaire a endur-se'm els còmics! / Ei, que la mare fa malbé la tele! / Ei, que el Nevat s'enamora! Chiri shi kōkan suru zo / Terebi wo kowashita zo / Shiro to nuigurumi da zo (チリ紙交換するゾ / テレビをこわしたゾ / シロとぬいぐるみだゾ)                                                                                    | 3 d'abril de 1995      | 16 d'octubre de 2001       |
| 141 | Ei, que volem anar d'excursió! / Ei, que vull una habitació per mi sol! / Ei, que l'amor és cec! Doraibu ni ikitai zo / Ora no heya ga hoshii zo / Koi no yokan ga suru zo (ドライブに行きたいゾ / オラの部屋が欲しいゾ / 恋の予感がするゾ) | 17 d'abril de 1995     | 17 d'octubre de 2001       |
| 142 | Ei, que la mare ja és una gran conductora! / Ei, que la mare té un accident! / Ei, que la senyoreta Matsuzaka s'enamora! Mei doraibaa Misae da zo / Kaa-chan no kōtsūjiko da zo / Matsuzaka-sensei no haru da zo (名運転手みさえだゾ / 母ちゃんの交通事故だゾ / まつざか先生の春だゾ)                                                           | 24 d'abril de 1995     | 18 d'octubre de 2001       |
| 143 | Ei, que conec una actriu famosa! / Ei, que formem l'Exèrcit de Kasukabe! / Ei, que espiem els enamorats! Aidoru to akushu da zo / Kasukabe bōeitai da zo / Deeto no kenbutsu da zo (アイドルと握手だゾ / かすかべ防衛隊だゾ / デートの見物だゾ)                                                                                                 | 1 de maig de 1995      | 19 d'octubre de 2001       |
| 144 | Ei, que anem a veure sumo! / Ei, que la senyoreta Yoshinaga s'emborratxa! / Ei, que el pare s'emporta feina a casa! O-Zumō o-mi ni iku zo / Yoshinaga sensei ha shuran da zo / Tōchan to zangyō da zo (大相撲を見に行くゾ / よしなが先生は酒乱だゾ / 父ちゃんと残業だゾ)                                                                        | 8 de maig de 1995      | 22 d'octubre de 2001       |
| 145 | Ei, que destinen el pare a Osaka! / Ei, que el pare se'n va! / Ei, que anem a dir adéu al pare! Tō-chan ga shutchō da zo / Tō-chan ga dete iku zo / Tō-chan to o-wakare da zo (父ちゃんが出張だゾ / 父ちゃんが出ていくゾ / 父ちゃんとお別れだゾ)                                                                                                | 15 de maig de 1995     | 23 d'octubre de 2001       |
| 146 | Ei, que el pare ja és a Osaka! / Ei, que jugar a beisbol potser perillós! / Ei, que en faig una de molt grossa! Tō-chan ga inai yoru da zo / Yakyū suru no mo taihen da zo / Puttsun shichau zo (父ちゃんがいない夜だゾ / 野球するのも大変だゾ / プッツンしちゃうゾ)                                                                            | 22 de maig de 1995     | 24 d'octubre de 2001       |
| 147 | Ei, que els nens no beuen cafè! / Ei, que vaig a veure la Nene! / Ei, que l'avi ens ve a ajudar! Otona no aji wo nomu zo / Nene-chan wo o-mimai da zo / Suketto jii-chan da zo (おとなの味を飲むゾ / ネネちゃんをお見舞だゾ / 助っ人じいちゃんだゾ)                                                                                             | 5 de juny de 1995      | 25 d'octubre de 2001       |
| 148 | Ei, que ens trobem el director de l'escola al tren! / Ei, que el pare es fica en un bon embolic! / Ei, que sortim a sopar a Osaka! Kumichō-sensei wa kowai zo / Tō-chan no sainan da zo / Oosaka de kui da oreru zo (組長先生はこわいゾ / 父ちゃんの災難だゾ / 大阪で食いだおれるゾ)                                                            | 12 de juny de 1995     | 26 d'octubre de 2001       |
| 149 | Ei, que comprem un munt de coses! / Ei, que anem a veure ocells! / Ei, que fem un vídeo pel pare! Takusan kaimono wo suru zo / Baado wotchingu da zo / Bideo retaa dasu zo (たくさん買い物をするゾ / バードウォッチングだゾ / ビデオレター出すゾ)                                                                                               | 19 de juny de 1995     | 29 d'octubre de 2001       |
| 150 | Ei, que torna el pare! / Ei, que torno a fer la punyeta a les de l'Exèrcit Escarlata! / Ei, que fem boletes de pop! Tō-chan ga kaette kuru zo / Beni sasori tai no shishō da zo / Takoyaki wo tsukuru zo (父ちゃんが帰ってくるゾ / 紅さそり隊の師匠だゾ / タコ焼きを作るゾ)                                                                     | 26 de juny de 1995     | 30 d'octubre de 2001       |
| 151 | Ei, que jugo amb el fill de la Keiko! / Ei, que anar a pescar s'ha posat de moda! / Ei, que pujo a les golfes! Aka-chan to asobu zo / Tsurihori wa oosawagi da zo / Yaneura no sanpo da zo (赤ちゃんと遊ぶゾ / つり堀は大さわぎだゾ / ヤネウラの散歩だゾ)                                                                                       | 3 de juliol de 1995    | 31 d'octubre de 2001       |
| 152 | Ei, que plou a bots i barrals! / Ei, que em llevo a mitjanit! / Ei, que és la festa de Tanabata! Amefuri zaazaa da zo / Mayonaka no tanoshimi da zo / Ai no tanabata matsuri da zo (雨ふりザーザーだゾ / 真夜中の楽しみだゾ / 愛の七夕祭りだゾ)                                                                                                 | 10 de juliol de 1995   | 1 de novembre de 2001      |
| 153 | Ei, que lligar no és tan fàcil! / Ei, que al pare i la mare els fa mal el menjar! / Ei, que passem la nit a l'hospital! Nanpa no michi wa kibishii zo / Shoku atari wa tsurai zo / Byōin ni o-tomari da zo (ナンパの道はきびしいゾ / 食あたりはつらいゾ / 病院にお泊まりだゾ)                                                                   | 17 de juliol de 1995   | 2 de novembre de 2001      |
| 154 | Ei, que l'avi se'n va de casa! / Ei, que ens ho passem molt bé amb les noies! / Ei, que l'avi arma un escàndol! Jii-chan no iede da zo / Joshidai wa tanoshii zo / Jii-chan wa hitosawagase da zo (じいちゃんの家出だゾ / 女子大は楽しいゾ / じいちゃんは人騒がせだゾ)                                                                          | 7 d'agost de 1995      | 5 de novembre de 2001      |
| 155 | Ei, que jugo amb en Kazama! / Ei, que anem a la piscina! / Ei, que ens quedem a dinar a la piscina! Kazama-kun to o-asobi da zo / Pūru de asobu zo / Madamada pūru de asobu zo (風間くんとお遊びだゾ / プールで遊ぶゾ / まだまだプールで遊ぶゾ)                                                                                                 | 14 d'agost de 1995     | 6 de novembre de 2001      |
| 156 | Ei, que trio el banyador d'aquest any! / Ei, que anem a una casa de colònies! / Ei, que la senyoreta Matsuzaka està en perill! Kotoshi no mizugi wo erabu zo / Minshuku ni o-sewa ni naru zo / Matsuzaka-sensei no kiki da zo (今年の水着を選ぶゾ / 民宿にお世話になるゾ / まつざか先生の危機だゾ)                                              | 21 d'agost de 1995     | 7 de novembre de 2001      |
| 157 | Ei, que la mare es queda tancada al lavabo! / Ei, que la senyoreta Matsuzaka empenyora les coses! / Ei, que anem a veure els focs artificials! Toire ni tojikomerareta zo / Matsuzaka-sensei no riyakaa da zo / Hanabi taikai ni iku zo (トイレに閉じこめられたゾ / まつざか先生のリヤカーだゾ / 花火大会に行くゾ)                              | 28 d'agost de 1995     | 8 de novembre de 2001      |
| 158 | Ei, que faig de cangur! / Ei, que persegueixo el pare! / Ei, que aconsegueixo donar el sobre al pare! Ora wa bebiishittaa da zo / Tō-chan wo tsuiseki da zo / Haitatsu no shimei wo hatasu zo (オラはベビーシッターだゾ / 父ちゃんを追跡だゾ / 配達の使命をはたすゾ)                                                                            | 4 de setembre de 1995  | 9 de novembre de 2001      |
| 159 | Ei, que el pare somia! / Ei, que Nené s'enfada! / Ei, que avui fa anys que el pare i la mare es van prometre! Yume miru tō-chan da zo / Nene-chan ga o-kotta zo / Puropoozu kinenbi da zo (夢見る父ちゃんだゾ / ネネちゃんがおこったゾ / プロポーズ記念日だゾ)                                                                                  | 11 de setembre de 1995 | 12 de novembre de 2001     |
| 160 | Ei, que la mare em compra uns calçotets de l'Ultraheroi! / Ei, que el vent se m'emporta els calçotets! / Ei, que presumeixo de calçotets! Takaramono no o-pantsu da zo / O-pantsu ga ton da zo / O-pantsu no jiman da zo (宝物のおパンツだゾ / おパンツが飛んだゾ / おパンツの自まんだゾ)                                                       | 18 de setembre de 1995 | 13 de novembre de 2001     |
| 161 | Ei, que fem una competició a l'escola! / Ei, que el pare torna a casa que ja és clar! / Ei, que la mare juga a golf! Undōkai de katsuyaku da zo / Asagaeri de boroboro da zo / Kaa-chan no gorufu taiken da zo (運動会で活やくだゾ / 朝帰りでボロボロだゾ / 母ちゃんのゴルフ体験だゾ)                                                           | 9 d'octubre de 1995    | 14 de novembre de 2001     |
| 162 | Ei, que sóc el capità Shin-Chan! / Ei, que el pare té una trobada d'exalumnes! / Ei, que ens ho passem molt bé, a la trobada d'exalumnes! Kyaputen Shin-chan da zo / Tō-chan no dōsōkai da zo / Dōsōkai wa tanoshii zo (キャプテンしんちゃんだゾ / 父ちゃんの同窓会だゾ / 同窓会は楽しいゾ)                                                     | 16 d'octubre de 1995   | 15 de novembre de 2001     |
| 163 | Ei, que faig teatre! / Ei, que em preparo uns fideus explosius! / Ei, que vaig a buscar la mare! Pengin no ongaeshi da zo / Yakisoba ga bakuhatsu da zo / Ame no hi no o-mukae da zo (ペンギンの恩返しだゾ / 焼きそばが爆発だゾ / 雨の日のお迎えだゾ)                                                                                           | 23 d'octubre de 1995   | 16 de novembre de 2001     |
| 164 | Ei, que el pare té morenes! / Ei, que sóc un ninja justicier! / Ei, que ingressen el pare! Tō-chan no o-shiri ga byōki da zo / Ora wa seigi no ninja da zo / Tō-chan no nyūin da zo (父ちゃんのお尻がビョーキだゾ / オラは正義の忍者だゾ / 父ちゃんの入院だゾ)                                                                                  | 30 d'octubre de 1995   | 19 de novembre de 2001     |
| 165 | Ei, que operen el pare! / Ei, que el pare encara està ingressat! / Ei, que comprem carn de primera qualitat! Tō-chan no shujutsu da zo / Tō-chan no nyūin seikatsu da zo / Kōkyū suteeki niku wo kau zo (父ちゃんの手術だゾ / 父ちゃんの入院生活だゾ / 高級ステーキ肉を買うゾ)                                                                  | 6 de novembre de 1995  | 20 de novembre de 2001     |
| 166 | Ei, que som "en Shinnosuke i els tres lladres"! / Ei, que l'Ultraheroi lluita contra els aranya-robots! / Ei, que amplio la caseta del Nevat! Ora to sannin no tōzoku da zo / Action Kamen: Kyōfu no kumo robotto / Shiro no ie wo kaichiku da zo (オラと３人の盗賊だゾ / アクション仮面 恐怖の蜘蛛ロボット / シロの家を改築だゾ)               | 13 de novembre de 1995 | 21 de novembre de 2001     |
| 167 | Ei, que recullo les fulles seques! / Ei, que traiem les estufes per l'hivern! / Ei, que el Nevat té una amiga secreta! Kareha no sōji da zo / Fuyujitaku wo suru zo / Shiro no aijō monogatari da zo (枯れ葉のソージだゾ / 冬じたくをするゾ / シロの愛情物語だゾ)                                                                               | 20 de novembre de 1995 | 22 de novembre de 2001     |
| 168 | Ei, que juguem a tocar i parar! / Ei, que segueixo la senyoreta Yoshinaga! / Ei, que gràcies a mi la cita és un èxit! Boo-chan to onigokko da zo / Deeto ni tsuite iku zo / Deeto wo mori ageru zo (ボーちゃんと鬼ごっこだゾ / デートについていくゾ / デートをもりあげるゾ)                                                                     | 27 de novembre de 1995 | 23 de novembre de 2001     |
| 169 | Ei, que les noies de l'exèrcit Escarlata s'enfaden molt! / Ei, que llegir de gorra a la llibreria està prohibit! / Ei, que la mare té uns estalvis amagats! Ikari no beni sasori tai da zo / Tachiyomi wa yurusanai zo / Hesokuri wa himitsu da zo (怒りの紅さそり隊だゾ / 立ち読みは許さないゾ / ヘソクリは秘密だゾ)                           | 4 de desembre de 1995  | 26 de novembre de 2001     |
| 170 | Ei, que estem tots enfebrats! / Ei, que posem en marxa l'Exèrcit de Kasukabe! / Ei, que ens banyem amb aigua ben calenta per fer passar el fred! Ikka sorotte hatsunetsu da zo / Bōeitai no katsuyaku da zo / Samui yoru wa o-furo da zo (一家そろって発熱だゾ / 防衛隊の活やくだゾ / 寒い夜はお風呂だゾ)                                       | 11 de desembre de 1995 | 27 de novembre de 2001     |
| 171 | Ei, que se'ns volen emportar la senyoreta Matsuzaka! / Ei, que l'Ultraheroi lluita contra l'amenaça tsunami! / Ei, que el sopar de cap d'any acaba en sarau! Sasowareta Matsuzaka-sensei da zo / Action Kamen: Biggu weebu sakusen / Bōnenkai wa tsukareru zo (誘われたまつざか先生だゾ / アクション仮面 ビッグウェーブ作戦 / 忘年会は疲れるゾ) | 18 de desembre de 1995 | 28 de novembre de 2001     |

### Episodis de 1996
| #   | Títol en català | Data d'estrena al Japó | Data d'estrena a Catalunya  |
| --- | --- | ---------------------- | --------------------------- |
| 172 | Ei, que estic tip de menjar pasta d'arròs! / Ei, que anem a buscar herbes! / Ei, que el pare es queda sense diners! O-mochi wa akita zo / Nanakusa gayu wo taberu zo / Tō-chan no kodzukai ga nai zo (おモチはあきたゾ / 七草ガユを食べるゾ / 父ちゃんのこづかいがないゾ) | 8 de gener de 1996     | 29 de novembre de 2001      |
| 173 | Ei, que la mare va a la cerimònia de la maduresa! / Ei, que l'estufa s'ha espatllat i fa un fred que pela! / Ei, que acompanyo el pare a comprar roba! Kaa-chan no seijin shiki da zo / Kotatsu kara denai zo / Tō-chan to depaato da zo (母ちゃんの成人式だゾ / こたつから出ないゾ / 父ちゃんとデパートだゾ)                                                                    | 15 de gener de 1996    | 30 de novembre de 2001      |
| 174 | Ei, que la mare es vol aprimar! / L'Ultraheroi contra el malvat Zweinbach! / Ei, que la mare té un accident! Kaa-chan no genryō da zo / Action Kamen: Aku no tensai! Zweinbach / Kaa-chan ga jikotta zo (母ちゃんの減量だゾ / アクション仮面 悪の天才！ツバインバッハ / 母ちゃんが事故ったゾ)                                                                                    | 22 de gener de 1996    | 3 de desembre de 2001       |
| 175 | Ei, que trobo l'amor de la meva vida! / Ei, que em vull declarar a l'amor de la meva vida! / Ei, que jugo a fet i amagar amb el Nevat! Ora no honki no koi da zo / Ora no koi no kokuhaku da zo / Shiro kakurenbo da zo (オラの本気の恋だゾ / オラの恋の告白だゾ / シロとかくれんぼだゾ)                                                                                         | 29 de gener de 1996    | 4 de desembre de 2001       |
| 176 | Ei, que em quedo sol amb el pare! / Ei, que jugo amb la pilota nova! / Ei, que hi ha un lladre de roba interior al barri! Tō-chan to futari da zo / Hitori de booru asobi da zo / O-pantsu dorobō ga deta zo (父ちゃんと二人だゾ / 一人でボール遊びだゾ / おパンツ泥棒が出たゾ)                                                                                                  | 5 de febrer de 1996    | 5 de desembre de 2001       |
| 177 | Ei, que convidem la Nanako a casa! / Ei, que anem a patinar! / Ei, que fem una competició de patinatge! Oneesan wo go-shōdai da zo / Rooraa hatsu suberi da zo / Rooraa de taiketsu da zo (おねいさんをご招待だゾ / ローラー初すべりだゾ / ローラーで対決だゾ) | 12 de febrer de 1996   | 6 de desembre de 2001       |
| 178 | Ei, que la Nanako em convida a anar a casa seva! / L'Zwinbach descobreix el punt feble de l'Ultraheroi! / Ei, que busquem un gos perdut! Oneesan chi e iku zo / Action Kamen - Saidai no kiki! Abakareta jakuten / Tazune inu wo sagasu zo (おねいさんちへ行くゾ / アクション仮面 最大の危機！あばかれた弱点 / たずね犬をさがすゾ)                                               | 19 de febrer de 1996   | 7 de desembre de 2001       |
| 179 | (No emès) / Ei, que m'ho he carregat! / (No emès) Issunbō Shin-chan da zo / Garasu wo watta zo / Yūshoku no o-kane ga nai zo (一寸ぼうしんちゃんだゾ / ガラスを割ったゾ / 夕食のお金がないゾ) | 26 de febrer de 1996   | 13 de juliol de 2016 (ep.b) |
| 180 | Ei, que vaig a ca la Nanako! / Ei, que passo la nit amb la Nanako! / Ei, que opero el radiocasset! Ora kaeritakunai zo / Dokidoki no gaihaku da zo / Rajikase-kun no shijitsu da zo (オラ帰りたくないゾ / ドキドキの外泊だゾ / ラジカセ君のシジツだゾ) | 4 de març de 1996      | 10 de desembre de 2001      |
| 181 | Ei, que ens entra una mona a casa! / Ei, que em creixen els cabells! / La batalla decisiva de l'Ultraheroi! O-saru ga rannyū shita zo / Ora no kami ga nobita zo / Action Kamen – Inochi wo kakete! Saigo no kessen (おサルが乱入したゾ / オラの髪が伸びたゾ / アクション仮面 命をかけて！最後の決戦)                                                                            | 11 de març de 1996     | 11 de desembre de 2001      |
| 182 | Ei, que enllustro sabates! / Ei, que ara enllustro les sabates de la gent! / Ei, que trobo la llibreta secreta d'en Kazama! Kutsu migaki wo suru zo / Kawaii kutsu migakiya-san da zo / Kazama-kun no himitsu nooto da zo (クツみがきをするゾ / かわいいくつみがき屋さんだゾ / 風間君の秘密ノートだゾ)                                                                           | 18 de març de 1996     | 12 de desembre de 2001      |
| 183 | Ei, que tinc el rècord absolut d'arribar tard a l'escola! / Ei, que compro per catàleg! / Ei, que dormo la mar de bé! Chikoku no shinkiroku da zo / Tsūhan wa kuse ni naru / Heiwa na nemuri da zo (チコクの新記録だゾ / 通販はクセになるゾ / 平和な眠りだゾ) | 19 d'abril de 1996     | 13 de desembre de 2001      |
| 184 | Ei, que la senyoreta Yoshinaga aviat serà feliç! / Ei, que anem a comprar en taxi! / Ei, que sóc el rei dels merenars! Yoshinaga-sensei no haru wa chikai zo / Takushii de kaimono da zo / Ora wa o-yatsu chōja da zo (よしなが先生の春は近いゾ / タクシーで買い物だゾ / オラはおやつ長者だゾ)                                                                                   | 26 d'abril de 1996     | 14 de desembre de 2001      |
| 185 | Ei, que anem de viatge a Hokkaidô! / Ei, que ens atipem com lladres! / Ei, que se'ns espatlla el cotxe de lloguer! Ora-tachi kazoku de Hokkaidō e iku zo / Hokkaidō wo tabechau zo / Rentakaa ga kowareta zo (オラ達家族で北海道へ行くゾ / 北海道を食べちゃうゾ / レンタカーがこわれたゾ)                                                                                        | 3 de maig de 1996      | 17 de desembre de 2001      |
| 186 | Ei, que anem a veure una reserva d'óssos! / Ei, que passem la nit en un hostal tronat! / Ei, que el viatge a Hokkaidô ja s'acaba! Kuma-san no bokujō wo kenbutsu suru zo / Rotenburo de kutsurogu zo / Hokkaidō to sayonara da zo (クマさんの牧場を見学するゾ / 露天風呂でくつろぐゾ / 北海道とサヨナラだゾ)                                                                     | 10 de maig de 1996     | 18 de desembre de 2001      |
| 187 | Ei, que sóc el gos de Flandes! / Ei, que vaig al Festival Cultural de l'Institut Femení / Ei, que anem a mirar cotxes! Sekai meisaku? Furadansu no inu da zo / Joshikō no bunkasai da zo / Shinsha wa miru dakeda zo (世界迷作？フラダンスの犬だゾ / 女子高の文化祭だゾ / 新車は見るだけだゾ)                                                                                    | 17 de maig de 1996     | 19 de desembre de 2001      |
| 188 | Ei, que potser sí, que ens hauríem de comprar el cotxe nou! / Ei, que plantar arròs és divertit! / Ei, que fer pipí sense esquitxar no és tan fàcil! Shinsha wo kau ki ni natta zo / Taue wa tanoshii zo / Oshikko no sahō wa muzukashii zo (新車を買う気になったゾ / 田植えは楽しいゾ / おしっこの作法はむずかしいゾ)                                                           | 24 de maig de 1996     | 20 de desembre de 2001      |
| 189 | Ei, que finalment ens comprem el cotxe! / Ei, que anem a salvar animals! / Ei, que sortim a dinar al restaurant! Tsui ni shinsha wo katta zo / Petto wo o-tasuke ni shutsudō suru zo / O-sobaya-san de gaishoku da zo (ついに新車を買ったゾ / ペットをお助けに出動するゾ / おそば屋さんで外食だゾ)                                                                               | 7 de juny de 1996      | 21 de desembre de 2001      |
| 190 | Ei, que el pare i la mare es barallen de valent! Tō-chan kaa-chan saidai no kiki da zo (父ちゃん母ちゃん最大の危機だゾ) | 14 de juny de 1996     | 24 de desembre de 2001      |
| 191 | Ei, que la mare i jo anem a ballet! / Ei, que jugo a tocar i parar amb la Nanako! / Ei, que a la mare només li queden tres mesos de vida! Ora to kaa-chan no baree da zo / Oneesan to onigokko da zo / Kaa-chan ga shinjau? zo (オラと母ちゃんのバレエだゾ / おねいさんと鬼ごっこだゾ / 母ちゃんが死んじゃう？ゾ)                                                                | 21 de juny de 1996     | 24 de desembre de 2001      |
| 192 | Ei, que sóc en Son Goku! / Ei, que vull l'autògraf d'un dibuixant de còmics! / Ei, que aprenem a fer el boca a boca! Ora wa Son Gokū da zo / Yūmei mangaka no sain ga hoshii zo / Jinkōkokyū wo narau zo (オラは孫悟空だゾ / 有名まんが家のサインが欲しいゾ / 人工呼吸をならうゾ)                                                                                                | 28 de juny de 1996     | 25 de desembre de 2001      |
| 193 | Ei, que la mare està embarassada de tres mesos! / Ei, que vull col·leccionar alguna cosa! / Ei, que llegir de gorra és un vici! Kaa-chan wa ninshin san ka getsu da zo / Ora no korekushon da zo / Tachiyomi wa yamerarenai zo (母ちゃんはにんしん3カ月だゾ / オラのコレクションだゾ / 立ち読みはやめられないゾ)                                                                 | 5 de juliol de 1996    | 26 de desembre de 2001      |
| 194 | Ei, que l'educació prenatal és molt important! / Ei, que en Kazama s'enamora! / Ei, que volem ajudar en Kazama! Taikyō ni go-kyōryoku suru zo / Kazama-kun ga koishichatta zo / Koi suru Kazama-kun wo o-tasuke suru zo (胎教にご協力するゾ / 風間君が恋しちゃったゾ / 恋する風間君をお助けするゾ)                                                                               | 12 de juliol de 1996   | 27 de desembre de 2001      |
| 195 | Ei, que la dona de les neus és terrorífica! / Ei, que la senyoreta Yoshinaga plora d'alegria! / Ei, que el dentista no em fa por! Kaidan – Yuki onna wa osoroshii zo / Yoshinaga-sensei ureshi naki da zo / Haisha-san wa kowai zo (怪談・雪女はおそろしいゾ / よしなが先生うれし泣きだゾ / 歯医者さんはこわくないゾ)                                                            | 19 de juliol de 1996   | 27 de desembre de 2001      |
| 196 | Ei, que tinc una mare nova! / Ei, que juguem a buscar un tresor a la piscina! / Ei, que la mare no pot fer esforços! Atarashii mama wo tsukutta zo / Pūru de takara sagashi da zo / Ninshin kaa-chan wo taisetsu ni suru zo (新しいママを作ったゾ / プールで宝さがしだゾ / 妊しん母ちゃんを大切にするゾ)                                                                         | 26 de juliol de 1996   | 28 de desembre de 2001      |
| 197 | Ei, que fem una excursió a la muntanya! / Ei, que ens perdem a la muntanya! / Ei, que aprenem tècniques de supervivència! Ensoku de yama ni noboru zo / Yama de sōnan shichatta zo / Minna de sabaibaru suru zo (遠足で山に登るゾ / 山でソーナンしちゃったゾ / みんなでサバイバルするゾ)                                                                                         | 2 d'agost de 1996      | 31 de desembre de 2001      |
| 198 | Ei, que la mare vol que siguem més refinats! / Ei, que és el conte de la tortuga i la llebre! / Ei, que les noies de l'Exèrcit Escarlata treballen en una piscina! O-jōhin wa kyūkutsu da zo / Usagi to Shin-chan Game no kyōsō da zo / Pūru de baito no beni sasori tai da zo (お上品はキュークツだゾ / ウサギとしんちゃん亀の競争だゾ / プールでバイトの紅さそり隊だゾ)        | 9 d'agost de 1996      | 1 de gener de 2002          |
| 199 | Ei, que avui sabrem si tindré un germanet o una germaneta! / Ei, que fem d'ajudants d'un dibuixant de còmics! / Ei, que vaig al parc amb el pare! Aka-chan wa otoko ka onna da zo / Yūmei mangaka no ashisutanto da zo / Tō-chan to kōen de asobu zo (赤ちゃんは男か女だゾ / 有名マンガ家のアシスタントだゾ / 父ちゃんと公園で遊ぶゾ)                                            | 23 d'agost de 1996     | 2 de gener de 2002          |
| 200 | Ei, que el pare rep una carta d'amor! / Ei, que hi ha un bon sarau per culpa de la carta! / Ei, que portem l'Hitoshi al parc per primera vegada! Tō-chan ga raburettaa moratta zo / Raburettaa de sainan da zo / Kōen debiyū ni tsuki au zo (父ちゃんがラブレターもらったゾ / ラブレターで災難だゾ / 公園デビューにつきあうゾ)                                                   | 30 d'agost de 1996     | 3 de gener de 2002          |
| 201 | Ei, que torna la tieta Masae! / Ei, que la Miho torna a estar enamorada! / Ei, que ens preparem per quan la mare vagi de part! Sekai meisaku Shinnokio da zo / Booru wo torimodosu zo / Kaa-chan no bodigaado wo suru zo (世界迷作しんのキオだゾ / ボールをとりもどすゾ / 母ちゃんのボディーガードをするゾ)                                                                      | 6 de setembre de 1996  | 4 de gener de 2002          |
| 202 | Ei, que sóc el famós Shinnotxo! / Ei, que hem de recuperar la pilota! / Ei, que faig de guardaespatlles de la mare! Sekai meisaku Shinnokio da zo / Booru wo torimodosu zo / Kaa-chan no bodigaado wo suru zo (世界迷作しんのキオだゾ / ボールをとりもどすゾ / 母ちゃんのボディーガードをするゾ)                                                                                 | 13 de setembre de 1996 | 7 de gener de 2002          |
| 203 | Ei, que la meva germaneta arriba a casa! / Ei, que faig dormir la nena! / Ei, que tinc molta son! Aka-chan no o-kaeri da zo / Aka-chan wo ayasu zo / Nemukute nemukute nemutai ichi nichi da zo (赤ちゃんのお帰りだゾ / 赤ちゃんをあやすゾ / 眠くて眠くて眠たい一日だゾ) | 11 d'octubre de 1996   | 8 de gener de 2002          |
| 204 | Ei, que ens fem una foto de família! / Ei, que hem de decidir el nom de la nena! / Ei, que finalment decidim com es dirà la nena! Kazoku yonnin no kinenshashin da zo / Aka-chan no namae wo kangaeru zo / Aka-chan no namae ga kimatta zo / (Aka-chan no namae happyō) (家族4人の記念写真だゾ / 赤ちゃんの名前を考えるゾ / 赤ちゃんの名前が決まったゾ / （赤ちゃんの名前発表）) | 18 d'octubre de 1996   | 9 de gener de 2002          |
| 205 | Ei, que sóc un bon germà! / Ei, que avui hi ha un combat! / Ei, que anem a comprar bolquers a mitjanit! Ora wa yasashii oniichan da zo / Kettō! Beni sasori tai da zo / Yonaka ni o-mutsu wo kai ni iku zo (オラはやさしいお兄ちゃんだゾ / 決闘！紅さそり隊だゾ / 夜中におむつを買いに行くゾ)                                                                                    | 25 d'octubre de 1996   | 21 de gener de 2002         |
| 206 | Ei, que presento la Himawari als meus amics! / Ei, que anem a fer un pícnic! / Ei, que ve el director de l'escola a casa! Himawari wo go-shōkai suru zo / Oneesan to pikunikku da zo / Enchō-sensei no katei hōmon da zo (ひまわりをご紹介するゾ / おねいさんとピクニックだゾ / 園長先生の家庭訪問だゾ)                                                                          | 1 de novembre de 1996  | 22 de gener de 2002         |
| 207 | Ei, que el Nevat i jo ens en anem de casa! / Ei, que aprenem a fer ceràmica! / Ei, que la mare vol guanyar punts! Shiro to issho ni kakeochi suru zo / Tōkei ni chōsen suru zo / Kaa-chan wa pointo suki da zo (シロと一緒にカケオチするゾ / とーげいに挑戦するゾ / 母ちゃんはポイント好きだゾ)                                                                                  | 8 de novembre de 1996  | 23 de gener de 2002         |
| 208 | Ei, que jo també vull cuidar la Himawari! / Ei, que ens tornem a trobar el dibuixant de còmics! / Ei, que obrim un compte al banc! Ora wa komori jōzu da zo / Yūmei mangaka to hon'ya-san da zo / Ora dake no ginkō kōza wo tsukutta zo (オラは子守上手だゾ / 有名マンガ家と本屋さんだゾ / オラだけの銀行口座を作ったゾ)                                                         | 15 de novembre de 1996 | 24 de gener de 2002         |
| 209 | Ei, que vénen els avis de Kyushu! / Ei, que surto amb els avis! / Ei, que vaig a la feina! Kyūshū no jii-chan tachi ga kita zo / Futari no jii-chan to dekakeru / Ora wa Sarariiman Shinnosuke da zo (九州のじいちゃん達が来たゾ / 二人のじいちゃんと出かけるゾ / オラはサラリーマンしんのすけだゾ)                                                                              | 22 de novembre de 1996 | 25 de gener de 2002         |
| 210 | Ei, que els avis competeixen per tot! / Ei, que juguem a pares i mares! / Ei, que la senyoreta Matsuzaka busca nòvio! Futari no jii-chan no taiketsu da zo / Jitsuroku o-mamagoto da zo / O-miai ni moeru Matsuzaka-sensei da zo (二人のじいちゃんの対決だゾ / 実録おままごとだゾ / お見合いに燃えるまつざか先生だゾ)                                                            | 29 de novembre de 1996 | 28 de gener de 2002         |
| 211 | Ei, que anem de marxa amb un client! / Ei, que a la Himawari li posen la primera injecció! / Ei, que torno a la secció de nens perduts! Sarariiman Shinnosuke settai wa tanoshii zo / Himawari no hajimete no chūsha da zo / Depaato de komori da zo (サラリーマンしんのすけ接待は楽しいゾ / ひまわりの初めての注射だゾ / デパートで子守だゾ)                                    | 6 de desembre de 1996  | 29 de gener de 2002         |
| 212 | Ei, que tornen els avis! / Ei, que evitem que robin a la pastisseria! / Ei, que la senyoreta Matsuzaka queda amb un noi! Futari no jii-chan ga mata kita zo / Wagashi gōtō wo fusegu zo / Matsuzaka-sensei no korinai o-miai da zo (二人のじいちゃんがまた来たゾ / 和菓子強盗をふせぐゾ / まつざか先生のこりないお見合いだゾ)                                                    | 13 de desembre de 1996 | 30 de gener de 2002         |
| 213 | Ei, que celebrem el Nadal a l'escola! / Ei, que venc pastissos de Nadal! / Ei, que ve el pare Noel! Shōgakusei to kurisumasu kai da zo / Kurisumasu ni wa keeki da zo / Santa no purezento ga tanoshimi da zo (小学生とクリスマス会だゾ / クリスマスにはケーキだゾ / サンタのプレゼントが楽しみだゾ)                                                                             | 20 de desembre de 1996 | 31 de gener de 2002         |

### Episodis de 1997
| #   | Títol en català | Data d'estrena al Japó | Data d'estrena a Catalunya |
| --- | --- | ---------------------- | -------------------------- |
| 214 | Ei, que la Himawari aprèn a caminar de quatre grapes! / Ei, que ajudo un nen que s'ha perdut! / Ei, que la senyoreta Yoshinaga té un desengany amorós! Himawari no haihai tokkun da zo / Maigo no mendō wo miru zo / Yoshinaga-sensei no koi no kiki da zo (ひまわりのハイハイ特訓だゾ / 迷子のめんどうを見るゾ / よしなが先生の恋の危機だゾ)                                                                          | 10 de gener de 1997    | 1 de febrer de 2002        |
| 215 | Ei, que avui la Nanako ens fa de mare! / Ei, que estic mort de fred! / Ei, que faig curses amb el cotxet! Onee-san no ichinichi kaa-chan da zo / Samui hi wa nigate da zo / Bebiikaa de kyōsō da zo (おねいさんの一日母ちゃんだゾ / 寒い日はにがてだゾ / ベビーカーで競争だゾ) | 17 de gener de 1997    | 4 de febrer de 2002        |
| 216 | Ei, que el pare ens grava a la Himawari i a mi! / Ei, que sóc el germà gran i vull que em facin cas! / Ei, que vaig de viatge de negocis! Bideo no shuyaku wa ora da zo / Onii-chan datte amaetai zo / Sarariiman Shinnosuke shutchō ni iku zo (ビデオの主役はオラだゾ / お兄ちゃんだって甘えたいゾ / サラリーマンしんのすけ出張に行くゾ)                                                                              | 24 de gener de 1997    | 5 de febrer de 2002        |
| 217 | Ei, que el pare banya la Himawari! / Ei, que coneixem la Marilyn! / Ei, que em vull escapar de l'escola! O-furo no kakari wa tō-chan da zo / Sekushii Maririn taifū da zo / Yōchien kara dasshutsu suru zo (お風呂の係は父ちゃんだゾ / セクシーマリリン台風だゾ / 幼稚園から脱出するゾ) | 31 de gener de 1997    | 6 de febrer de 2002        |
| 218 | Ei, que anem a esquiar! / Ei, que aprenc a esquiar amb una monitora molt misteriosa! / Ei, que després d'esquiar ens en anem a la sala de jocs! Sukii jō de rizooto suru zo / Nazo no bijo to sukii kyōjitsu da zo / Sukii no ato demo asonjau zo (スキー場でリゾートするゾ / 謎の美女とスキー教室だゾ / スキーの後でも遊んじゃうゾ)                                                                                   | 7 de febrer de 1997    | 7 de febrer de 2002        |
| 219 | Ei, que celebrem el dia dels enamorats! / Ei, que anem a jugar a golf! / Ei, que la senyoreta Matsuzaka també celebra el dia dels enamorats! Nohara ikka no barentain da zo / Sarariiman Shinnosuke gorufu de asonjau zo / Matsuzaka-sensei no barentain shōbu da zo (野原一家のバレンタインだゾ / サラリーマンしんのすけゴルフで遊んじゃうゾ / まつざか先生のバレンタイン勝負だゾ)                                    | 14 de febrer de 1997   | 8 de febrer de 2002        |
| 220 | Ei, que el pare es descuida uns documents molt importants a casa! / Ei, que agafem el tren! / Ei, que ens perdem pel camí! Tō-chan no wasuremono wo o-todoke suru zo / Densha ni notte o-todoke suru zo / O-todoke tochū de maigo ni natta zo (父ちゃんの忘れ物をお届けするゾ / 電車に乗ってお届けするゾ / お届け途中で迷子になったゾ)                                                                                 | 7 de març de 1997      | 11 de febrer de 2002       |
| 221 | Ei, que anem a comprar nines per la festa de nenes! / Ei, que ens ve a veure la Marilyn! / Ei, que cau una bona nevada! Hina ningyō wo kai ni iku zo / Maririn ga mata kita zo / Yuki no furu machi wa samukute tsurai zo (ひな人形を買いに行くゾ / マリリンがまた来たゾ / 雪の降る街は寒くてつらいゾ) | 21 de febrer de 1997   | 12 de febrer de 2002       |
| 222 | Ei, que la Himawari desapareix! / Ei, que tenir un gat a casa porta molta feina! / Ei, que juguem amb unes ulleres molt especials! Himawari ga kiechatta zo / Neko no o-sewa mo taihen da zo / Yūki no deru sangurasu da zo (ひまわりが消えちゃったゾ / ネコのお世話も大変だゾ / 勇気の出るサングラスだゾ) | 14 de març de 1997     | 13 de febrer de 2002       |
| 223 | Ei, que comprem roba per la Himawari! / Ei, que la gata de la senyoreta Matsuzaka se'ns casa! / Ei, que la Himawari no ens deixa dormir! Himawari no yōfuku wo kai ma kuru zo / Matsuzaka-sensei neko no enmusubi da zo / Himawari no yonaki wa taimeiwaku da zo (ひまわりの洋服を買いまくるゾ / まつざか先生ネコの縁結びだゾ / ひまわりの夜泣きは大迷惑だゾ)                                                          | 21 de març de 1997     | 14 de febrer de 2002       |
| 224 | Ei, que la Himawari no em vol deixar anar! / Ei, que vull deixar una empremta al ciment! / Ei, que pensem en el futur de la Himawari! Himawari ni tsukamarechatta / Nama konkuriito ni sawaritai zo / Himawari no shōrai ga shinpai da zo (ひまわりにつかまれちゃったゾ / 生コンクリートにさわりたいゾ / ひまわりの将来がシンパイだゾ)                                                                                 | 4 d'abril de 1997      | 15 de febrer de 2002       |
| 225 | Ei, que banyar-se amb la Himawari és tota una aventura! / Ei, que a la Himawari li fan més cas que a mi! / Ei, que a la senyoreta Matsuzaka li agraden jovenets! Himawari to o-furo wa taihen da zo / Himawari wa ora yori ninkimono da zo / Matsuzaka-sensei to toshishita no otoko no ko da zo (ひまわりとお風呂は大変だゾ / ひまわりはオラより人気者だゾ / まつざか先生と年下の男の子だゾ)                          | 11 d'abril de 1997     | 18 de febrer de 2002       |
| 226 | Ei, que a la Himawari li encanten les coses brillants! / Ei, que ens torna a visitar la venedora a domicili! / Ei, que les noies de l'Exèrcit Escarlata fan de cangurs! Himawari wa hikarimono ga daisuki da zo / Himawari to jigoku no seerusuredi da zo / Bebiishittaa beni sasori tai da zo (ひまわりは光り物が大好きだゾ / ひまわりと地獄のセールスレディだゾ / ベビーシッター紅さそり隊だゾ)                      | 25 d'abril de 1997     | 19 de febrer de 2002       |
| 227 | Ei, que avui és el dia dels nens! / Ei, que ens conviden a la cerimònia del te! / Ei, que hem d'arreglar la carpa! Kyō wa otoko no ko no hi da zo / O-chakai ni o-yobareshichatta zo / Koinobori no shūri da zo (今日は男の子の日だゾ / お茶会におよばれしちゃったゾ / こいのぼりの修理だゾ) | 2 de maig de 1997      | 20 de febrer de 2002       |
| 228 | Ei, que torno a perdre l'autobús! / Ei, que avui no sortirem de casa! / Ei, que la mare té un mal dia! Kyō mo basu ni nori okureta zo / Nakanaka o-dekake dekinai zo / Kaa-chan no kurō wa taenai zo (きょうもバスに乗りおくれたゾ / なかなかお出かけできないゾ / 母ちゃんの苦労はたえないゾ) | 9 de maig de 1997      | 21 de febrer de 2002       |
| 229 | Ei, que el pare se'n va a córrer! / Ei, que en Kazama és molt net! / Ei, que tornem a anar a veure el dibuixant de còmics! Tō-chan no jogingu da zo / Seiketsu zuki no Kazama-kun da zo / Yūmei mangaka no tantō da zo (父ちゃんのジョギングだゾ / セイケツ好きの風間くんだゾ / 有名マンガ家のタントーだゾ) | 16 de maig de 1997     | 22 de febrer de 2002       |
| 230 | Ei, que anem a comprar amb la Himawari! / Ei, que cuidar la Himawari cansa molt! / Ei, que sortim a sopar a fora! Himawari to issho no o-kaimono da zo / Himawari no aite wa tsukareru zo / Famirii restoran ni iku zo (ひまわりと一緒にお買物だゾ / ひまわりの相手はつかれるゾ / ファミリーレストランに行くゾ) | 23 de maig de 1997     | 25 de febrer de 2002       |
| 231 | Ei, que el pare munta una maqueta! / Ei, que en Kazama confia en mi! / Ei, que sóc un bon venedor! Tō-chan no furoku zukuri da zo / Kazama-kun wa ora wo shinjiteru zo / Jitsuen hanbai wa ora ni o-makase da zo (父ちゃんのフロク作りだゾ / 風間くんはオラを信じてるゾ / 実演販売はオラにおまかせだゾ) | 30 de maig de 1997     | 26 de febrer de 2002       |
| 232 | Ei, que la Himawari s'entreté tota sola! / Ei, que en Masao té molts maldecaps! / Ei, que la mare vol aprendre informàtica! Himawari no hitori asobi da zo / Masao-kun no nayami wa tsukinai zo / Kaa-chan ga pasokon wo hajimeta zo (ひまわりの一人遊びだゾ / マサオくんの悩みはつきないゾ / 母ちゃんがパソコンを始めたゾ)                                                                                            | 6 de juny de 1997      | 27 de febrer de 2002       |
| 233 | Ei, que jugo amb un aparell de fer massatges! / Ei, que la senyoreta Yoshinaga s'enfada amb el nòvio! / Ei, que la senyoreta Yoshinaga està deprimida! Denki massaaji ki de asobu zo / Yoshinaga-sensei no koi no hakyoku? da zo / Ochikonda Yoshinaga-sensei da zo (電気マッサージ機で遊ぶゾ / よしなが先生の恋の破局？だゾ / 落ち込んだよしなが先生だゾ)                                                             | 13 de juny de 1997     | 28 de febrer de 2002       |
| 234 | Ei, que expliquem el conte de la Caputxeta Vermella i la Caputxeta Lila! / Ei, que ens entrenem per jugar a beisbol! / Ei, que juguem amb les Princeses del Bat! Akazukin to murasaki-zukin da zo / Kusayakyū no tokkun da zo / Puritii gyaru to kusayakyū da zo (赤ズキンと紫ズキンだゾ / 草野球のトックンだゾ / プリティーギャルと草野球だゾ)                                                                        | 20 de juny de 1997     | 1 de març de 2002          |
| 235 | Ei, que el Nevat cuida la Himawari! / Ei, que avui juguem sota la pluja! / Ei, que la senyoreta Matsuzaka té un nòvio nou! Shiro mo Himawari wo mimamotteru zo / Ame no hi demo o-soto de asobu zo / Matsuzaka-sensei to hyōkin ojii-san da zo (シロもひまわりを見守ってるゾ / 雨の日でもお外で遊ぶゾ / まつざか先生とひょーきんおじいさんだゾ)                                                                        | 27 de juny de 1997     | 4 de març de 2002          |
| 236 | Ei, que vigilar la Himawari és molt cansat! / Ei, que la senyoreta Yoshinaga fa pràctiques per quan es casi! / Ei, que un pervertit segueix la Nanako! Himawari to o-rusuban de tsukareta zo / Yoshinaga-sensei shinkon seikatsu no renshū da zo / Sutookaa wa yurusanai zo (ひまわりとお留守番で疲れたゾ / よしなが先生新婚生活の練習だゾ / ストーカーは許さないゾ)                                                   | 4 de juliol de 1997    | 5 de març de 2002          |
| 237 | Ei, que els avis volen canviar! / Ei, que el director de l'escola agafa un niu d'abelles! / Ei, que la Himawari juga amb un globus! Hito ga kawatta jii-chan-tachi da zo / Kumichō-sensei no hachi no sutori da zo / Himawari no fūsen asobi da zo (人が変わったじいちゃん達だゾ / 人が変わったじいちゃん達だゾ / 人が変わったじいちゃん達だゾ)                                                                        | 11 de juliol de 1997   | 6 de març de 2002          |
| 238 | Ei, que la Himawari desapareix sense deixar rastre! / Ei, que omplo la piscina de plàstic! / Ei, que mengem cranc! Himawari ga doko ni mo inai zo / Biniiru puuru wo dasu zo / Kani wo taberu to mukuchi ni naru zo (ひまわりがどこにもいないゾ / ビニールプールを出すゾ / カニを食べると無口になるゾ) | 18 de juliol de 1997   | 7 de març de 2002          |
| 239 | Ei, que sospitem que la mare fa el salt al pare! / Ei, que rego les flors de l'escola! / Ei, que els mosquits em torturen! Kaa-chan ga furin shita? zo / Yōchien de mizu maki da zo / Yonaka no ka ni wa nayamasareru zo (母ちゃんがフリンした？ゾ / 幼稚園で水まきだゾ / 夜中の蚊にはなやまされるゾ) | 25 de juliol de 1997   | 8 de març de 2002          |
| 240 | Ei, que busquem escarabats banyuts! / Ei, que les noies de l'exèrcit Escarlata són a la fira! / Ei, que banyem la Himawari a la piscina! Ookuwa gata wo tori ni iku zo / Beni sasori tai no yōyō tsuri da zo / Himawari no gyōzui da zo (オオクワガタを採りに行くゾ / 紅さそり隊のヨーヨー釣りだゾ / ひまわりの行水だゾ)                                                                                               | 1 d'agost de 1997      | 11 de març de 2002         |
| 241 | Ei, que la nina francesa està maleïda! / Ei, què passa avui a l'escola? / Ei, que un fantasma ens convida a casa seva! Kureyon horaa gekijō - noroi no Furansu ningyo da zo / Kureyon horaa gekijō – Kyōfu no yōchien da zo / Kureyon horaa gekijō – yūrei ni sasowarechatta zo (クレヨンホラー劇場・呪いのフランス人形だゾ / クレヨンホラー劇場・恐怖の幼稚園だゾ / クレヨンホラー劇場・ユーレイにさそわれちゃったゾ) | 8 d'agost de 1997      | 12 de març de 2002         |
| 242 | Ei, que fem cua per comprar bitllets de tren! / Ei, que el tren va ple de gom a gom! / Ei, que ens ho passem molt bé a cals avis! Koppu wo kau no mo gyōretsu / Man'in komachi de Akita e iku zo / Jii-chan no ie de asobu zo (切符を買うのも行列だゾ / 満員こまちで秋田へ行くゾ / じいちゃんの家で遊ぶゾ) | 15 d'agost de 1997     | 13 de març de 2002         |
| 243 | Ei, que he fet un mapa del tresor! / Ei, que l'Exèrcit de Kasukabe és molt agraït! / Ei, que posem aire condicionat a casa! Ora no tsukutta takara no chizu / Kasukabe bōeitai no ongaeshi da zo / Ora no ie ni kuuraa ga tsuita zo (オラの作った宝の地図だゾ / かすかべ防衛隊の恩返しだゾ / オラの家にクーラーが付いたゾ)                                                                                             | 22 d'agost de 1997     | 14 de març de 2002         |
| 244 | Ei, que trobem una gallina que fa molt d'escàndol! / Ei, que cuidem el director de l'escola! / Ei, que ajudo al pare a arrancar les herbes del jardí! Niwatori wo hirotte oosawagi da zo / Enchō-sensei wo kanbyō suru zo / Tō-chan to niwa no kusamushiri da zo (にわとりを拾って大さわぎだゾ / 園長先生を看病するゾ / 父ちゃんと庭の草むしりだゾ)                                                                    | 29 d'agost de 1997     | 15 de març de 2002         |
| 245 | Ei, que avui va de l'Oest! / Ei, que la mare fa exercici! / Ei, que em bato en duel! Saitama de uesutan da zo / Kaa-chan no taishibōritsu da zo / Kaette kita kodomo ganman da zo (埼玉でウエスタンだゾ / 母ちゃんの体脂肪率だゾ / 帰ってきた子供ガンマンだゾ) | 5 de setembre de 1997  | 18 de març de 2002         |
| 246 | Ei, que jo ja sóc gran! / Ei, que la mare vol estar sola! / Ei, que vaig a comprar tofu! Shippu yaku wa kyōretsu da zo / Hitori ni naritai kaa-chan da zo / O-tōfu wa kowasanai zo (シップ薬はキョーレツだゾ / 一人になりたい母ちゃんだゾ / おトーフはこわさないゾ) | 12 de setembre de 1997 | 19 de març de 2002         |
| 247 | Ei, que coneixem la Michi i en Yoshirin! / Ei, que trobem l'esborrany d'un còmic de n'Usuto Yoshii! / Ei, que vigilo la Himawari als grans magatzems! Mitchii to Yoshirin da zo / Yūmei mangaka no genkō wo hirotta zo / Depaato de Himawari no mendō wo miru zo (ミッチーとヨシリンだゾ / 有名マンガ家の原稿を拾ったゾ / デパートでひまわりの面倒を見るゾ)                                                            | 19 de setembre de 1997 | 20 de març de 2002         |
| 248 | Ei, que el pare va a la feina tot i que hi ha un tifó! / Ei, que ens vénen a fer una enquesta! / Ei, que en Yoshirin i la Michi vénen a viure al costat! Taifū no naka demo shukkin da zo / Ankeeto ni go-kyōryoku suru zo / Mitchii to Yoshirin ga kita zo (台風の中でも出勤だゾ / アンケートにご協力するゾ / ミッチーとヨシリンが来たゾ)                                                                             | 26 de setembre de 1997 | 21 de març de 2002         |
| 249 | Ei, que anem a comprar llaminadures per a l'excursió! / Ei, que ens ho passem molt bé, a l'excursió! / Ei, que m'he tornat a perdre anant d'excursió! Ensoku no o-yatsu wo kau zo / Kyō wa tanoshii ensoku da zo / Ensoku de matamata maigo ni natta zo (遠足のおやつを買うゾ / きょうは楽しい遠足だゾ / 遠足でまたまた迷子になったゾ)                                                                                 | 17 d'octubre de 1997   | 22 de març de 2002         |
| 250 | Ei, que la Michi i en Yoshirin s'han barallat! / Ei, que em deixen la casa per mi tot sol una estona! / Ei, que al rebedor s'hi està molt bé! Mitchii Yoshirin no kenka da zo / Hitori de nonbori o-rusuban da zo / Genkan gurashi mo kaiteki da zo (ミッチーヨシリンのケンカだゾ / ひとりでのんびりお留守番だゾ / 玄関ぐらしも快適だゾ)                                                                               | 24 d'octubre de 1997   | 25 de març de 2002         |
| 251 | Ei, que està borratxa, la Himawari? / Ei, que anem a buscar el gos de tres ulls! / Ei, que el pare s'ha de llevar d'hora i decideix no dormir! Yopparatta? Himawari da zo / Kyōfu no mittsu me inu da zo / Nemuke tatakau tō-chan da zo (酔っぱらった？ひまわりだゾ / キョーフの三つ目犬だゾ / ネムケと戦う父ちゃんだゾ)                                                                                               | 31 d'octubre de 1997   | 26 de març de 2002         |
| 252 | Ei, que he de pensar un regal per a la Nanako! / Ei, que la senyoreta Yoshinaga es mira un pis! / Ei, que juguem amb la llanterna! Onee-san ni purezento da zo / Yoshinaga-sensei to moderu ruumu da zo / Kaichau tendō de asobu zo (おねいさんにプレゼントだゾ / よしなが先生とモデルルームだゾ / かいちゅう電灯で遊ぶゾ)                                                                                             | 7 de novembre de 1997  | 27 de març de 2002         |
| 253 | Ei, que faig arròs amb curri! / Ei, que juguem a l'Ultraheroi! / Ei, que se'ns tanca el cotxe amb les claus a dins! Ora datte karee wo tsukureru zo / Seigi no hiroin Nene-chan da zo / Kuruma no doa wo rokku shichatta zo (オラだってカレーを作れるゾ / 正義のヒロインネネちゃんだゾ / 車のドアをロックしちゃったゾ)                                                                                                 | 14 de novembre de 1997 | 28 de març de 2002         |
| 254 | Ei, que la Himawari fa de model! / Ei, que descobrim un cofre enterrat! / Ei, que la mare té un passat amagat! Himawari ga moderu ni naru zo / Maizōkin wo horiateru zo / Kaa-chan no kakusareta kako da zo (ひまわりがモデルになるゾ / まいぞう金を掘り当てるゾ / 母ちゃんのかくされた過去だゾ) | 21 de novembre de 1997 | 29 de març de 2002         |
| 255 | Ei, que amb la paga extra ens podem permetre un luxe! / Ei, que per fi aconseguim menjar peix globus! / Ei, que m'enfronto al Drac Errant! Boonasu de sukoshi zeitaku suru zo / Hajimete fugu wo tabechau zo / Sasurai no doragon to taiketsu da zo (ボーナスで少しゼイタクするゾ / 初めてフグを食べちゃうゾ / さすらいのドラゴンと対決だゾ)                                                                           | 28 de novembre de 1997 | 1 d'abril de 2002          |
| 256 | Ei, que la mare fa d'encarregada de les escombraries! / Ei, que juguem a fer combats d'espasa! / Ei, que fem gresca tots tres a la banyera! Kaa-chan no komi tōban da zo / Chanbara gokko wo suru zo / Sannin de o-furo wa sōzōshii zo (母ちゃんのゴミ当番だゾ / ちゃんばらごっこをするゾ / 三人でお風呂は騒々しいゾ)                                                                                                  | 5 de desembre de 1997  | 2 d'abril de 2002          |
| 257 | Ei, que quedo amb la Nanako! / Ei, que protegeixo la Nanako! / Ei, que fem volar avions de paper! Oneesan to deeto da zo / Oneesan wo esukooto suru zo / Kami hikōki wo tobasu zo (おねいさんとデートだゾ / おねいさんをエスコートするゾ / 紙飛行機を飛ばすゾ) | 12 de desembre de 1997 | 3 d'abril de 2002          |
| 258 | Ei, que no tenim diners per pagar al transportista! / Ei, que sóc un professional de l'aspiradora! / Ei, que la senyoreta Matsuzaka queda amb un noi! Takuhaibin no o-kane ga nai zo / Ora wa sōjiki no tatsujin da zo / Matsuzaka-sensei no deeto wa chikai zo (宅配便のお金がないゾ / オラはソージ機の達人だゾ / まつざか先生のデートは近いゾ)                                                                       | 19 de desembre de 1997 | 4 d'abril de 2002          |

### Episodis de 1998
| # | Títol en català | Data d'estrena al Japó | Data d'estrena a Catalunya |
| --- | --- | ---------------------- | -------------------------- |
| 259 | Ei, que la mare es compra una màquina de cosir! / Ei, que l'exèrcit Escarlata lluita contra l'Exèrcit dels Mitjons Folgats! / Ei, que hi ha molta diferència entre un nen i una nena! Kaa-chan ga mishin o-katta zo / Beni sasori tai vs ruuzusokkusu tai da zo / Akachan ha otoko ka onna da zo (母ちゃんがミシンを買ったゾ / 紅さそり隊vsルーズソックス隊だゾ / 赤ちゃんは男か女だゾ)                 | 9 de gener de 1998     | 5 d'abril de 2002          |
| 260 | Ei, que la Himawari somia! / Ei, que avui hi ha combat de joves ninjes! / Ei, que el pare vol tenir negoci propi! Himawari no yume to genjitsu da zo / Shounen ninja kara no hatashijou da zo / Shachou ni nari tai touchan da zo (ひまわりの夢と現実だゾ / 少年忍者からのはたし状だゾ / 社長になりたい父ちゃんだゾ)                                                                                    | 16 de gener de 1998    | 8 d'abril de 2002          |
| 261 | Ei, que fer encàrrecs és molt complicat! / Ei, que em trobo la Michi i en Yoshirin a la llibreria! / Ei, que encara que estigui refredat, vull berenar! Ora no o-tsukai ha dai meewaku da zo / Micchii Yoshirin to honya san da zo / O-kaze o-hii te mo o tsuya ha hoshii zo (オラのおつかいは大メーワクだゾ / ミッチーヨシリンと本屋さんだゾ / お風邪をひいてもおつやは欲しいゾ)                       | 23 de gener de 1998    | 9 d'abril de 2002          |
| 262 | Ei, que li tallem els cabells a la Himawari! / Ei, que anem a una botiga de segona mà! / Ei, que fem una festa a casa! Himawari no kami o-kiru zo / Risaikuru shoppu ni iku zo / Nohara ka no paatii o-hiraku zo (ひまわりの髪を切るゾ / リサイクルショップに行くゾ / 野原家のパーティーを開くゾ) | 30 de gener de 1998    | 10 d'abril de 2002         |
| 263 | Ei, que avui per sopar tenim bistecs dels bons! / Ei, que porten un conill a l'escola! / Ei, que persegueixo la Himawari! Konya no okazu ha koukyuu suteeki da zo / Usagi ga youchien ni ki ta zo / Himawari o-tsuiseki suru zo (今夜のおかずは高級ステーキだゾ / ウサギが幼稚園に来たゾ / ひまわりを追跡するゾ)                                                                                        | 6 de febrer de 1998    | 20 de gener de 2003        |
| 264* | Episodi no emès a Espanya Himawari ha kaban ga o-suki da zo / Yasai ga ippai da zo / Wakare wakare no Micchii Yoshirin da zo (ひまわりはカバンがお好きだゾ / 野菜がいっぱいだゾ / 別れ別れのミッチーヨシリンだゾ) | 13 de febrer de 1998   | -                          |
| Nota: Aquest episodi es va ometre en les emissions a Televisió de Catalunya ja que Luk internacional no l'ha distribuït a Espanya. | |                        |                            |
| 265 | Ei, que vendre assegurances és molt dur! / Ei, que avui la Nené és la que mana! / Ei, que construïm un iglú al jardí! Hoken no seerusu mo taihen da zo / Kyou ha Nene-chan ga shuyaku da zo / O-niwa ni kama kura o-tsukuru zo (保険のセールスも大変だゾ / きょうはネネちゃんが主役だゾ / お庭にカマクラをつくるゾ)                                                                                     | 20 de febrer de 1998   | 21 de gener de 2003        |
| 266 | Ei, que som nenes! / Ei, que el Nevat està mort de gana! / Ei, que el pare busca un tresor! Ora tachi onnanoko da zo / Shiro ha onaka ga pekopeko da zo / Touchan no takara sa ga shi da zo (オラたち女の子だゾ / シロはおなかがペコペコだゾ / 父ちゃんの宝さがしだゾ) | 6 de març de 1998      | 22 de gener de 2003        |
| 267 | Ei, que la mare se'n va! / Ei, que l'exèrcit de Kasukabe té una segona base secreta! / Ei, que la senyoreta Matsuzaka no té diners! Kaa-chan ga de te itta zo / Nouei tai dai ni no himi tsu kichi da zo / Matsuzaka sensei ha okane ga nai zo (母ちゃんが出ていったゾ / 防衛隊第二のひみつ基地だゾ / まつざか先生はお金がないゾ)                                                                       | 13 de març de 1998     | 23 de gener de 2003        |
| 268 | Ei, que ara sóc el germà petit de la Himawari! / Ei, que en Masao va a comprar! / Ei, que m'escapo de casa amb la Ryûko! Ora, Himawari no otouto ni naru zo / Masao-kun no o-kaimono da zo / Ora to shishou no iede da zo (オラ、ひまわりの弟になるゾ / マサオくんのお買い物だゾ / オラと師匠の家出だゾ)                                                                                                | 20 de març de 1998     | 24 de gener de 2003        |
| 269 | Ei, que el pare li fa més cas a la Himawari! / Ei, que anem a la festa dels cirerers! / Ei, que tenim un exèrcit rival! Touchan ha Himawari ga daisuki da zo / O-hanami de go kigen da zo / Bouei tai no raibaru toujou da zo (父ちゃんはひまわりが大好きだゾ / お花見でごキゲンだゾ / 防衛隊のライバル登場だゾ)                                                                                        | 10 d'abril de 1998     | 27 de gener de 2003        |
| 270 | Ei, que venen els avis! / Ei, que els telèfons mòbils són molt divertits! / Ei, que desem la roba d'hivern! Goma suri daburu Jiichan da zo / Keetai denwa ha omoshiroi zo / Fuyumono no o-kataduke da zo (ごますりダブルじいちゃんだゾ / ケータイ電話はおもしろいゾ / 冬物のおかたづけだゾ) | 24 d'abril de 1998     | 28 de gener de 2003        |
| 271 | Ei, que ens anem a fer una foto! / Ei, que anem a l'escola dels nostres rivals! / Ei, que la mare té al·lèrgia al pol·len! Shashin kan de kosu pure da zo / Raibaru youchien ni iku zo / Kaachan ga kafun shou ni natta zo (写真館でコスプレだゾ / ライバル幼稚園に行くゾ / 母ちゃんが花粉症になったゾ)                                                                                                 | 1 de maig de 1998      | 29 de gener de 2003        |
| 272 | Ei, que la Himawari ho imita tot! / Ei, que la Michi i en Yoshirin s'han de separar! / Ei, que no sabem on són els diners de la mare! Ma nekko Himawari da zo / Micchii Yoshirin shucchou soudou da zo / Hesokuri no basho ga wakara nai zo (まねっこひまわりだゾ / ミッチーヨシリン出張騒動だゾ / ヘソクリの場所がわからないゾ)                                                                        | 8 de maig de 1998      | 30 de gener de 2003        |
| 273 | Ei, que estalviem per lluitar contra l'escalfament de la terra! / Ei, que en Kazama em vigila la Himawari! / Ei, que la Nanako no es troba bé! Kechikechi de ondan ka boushi da zo / Kazama-kun ga Himawari o ayasu zo / Nanako o-ne isan o-kanbyou suru zo (ケチケチで温暖化防止だゾ / 風間くんがひまわりをあやすゾ / ななこおねいさんを看病するゾ)                                                    | 15 de maig de 1998     | 31 de gener de 2003        |
| 274* | Episodi no emès a Espanya Nanako o-ne isan no otousan da zo / Raibaru enji ga teisatsu ni ki ta zo / Raibaru enji to taiketsu suru zo (ななこおねいさんのお父さんだゾ / ライバル園児が偵察に来たゾ / ライバル園児と対決するゾ) | 22 de maig de 1998     | -                          |
| Nota: Aquest episodi es va ometre en les emissions a Televisió de Catalunya ja que Luk internacional no l'ha distribuït a Espanya. | |                        |                            |
| 275 | Ei, que faig veure que m'he fet mal! / Ei, que la mare es posa a treballar! / Ei, que la feina de la mare és molt dura! Hoo tai de shi awa se kibun da zo / Kaachan ga paato ni deru zo / Kaachan no paato ha taihen da zo (ホータイでしあわせ気分だゾ / 母ちゃんがパートに出るゾ / 母ちゃんのパートは大変だゾ)                                                                                         | 29 de maig de 1998     | 3 de febrer de 2003        |
| 276 | Ei, que m'enfronto a la mare al pedra, paper, tisores! / Ei, que vénen a vendre assegurances a l'escola! / Ei, que el pare s'ha de cuidar! Kaachan to janken shoubu da zo / Youchien de hoken no seerusu da zo / Touchan no byouki yobou da zo (母ちゃんとジャンケン勝負だゾ / 幼稚園で保険のセールスだゾ / 父ちゃんの病気予防だゾ)                                                                     | 5 de juny de 1998      | 4 de febrer de 2003        |
| 277 | Ei, que la mare de la Nené està embarassada! / Ei, que la senyoreta Matsuzaka ja nota que arriba la primavera! / Ei, que la senyoreta Matsuzaka s'ha enamorat a primera vista! Nene-chan no mama ga ninshin shi ta zo / Matsuzaka sensei ni haru no yokan da zo / Hitomebore shi ta Matsuzaka sensei da zo (ネネちゃんのママが妊娠したゾ / まつざか先生に春の予感だゾ / ひとめぼれしたまつざか先生だゾ) | 12 de juny de 1998     | 5 de febrer de 2003        |
| 278 | Ei, que la senyoreta Matsuzaka és a l'hospital! / Ei, que hem de rescatar la Himawari! / Ei, que estic ingressat amb la senyoreta Matsuzaka! Matsuzaka sensei no akarui nyuuin da zo / Himawari o-kyuushutsu suru zo / Matsuzaka sensei to issho ni nyuuin da zo (まつざか先生の明るい入院だゾ / ひまわりを救出するゾ / まつざか先生と一緒に入院だゾ)                                                   | 19 de juny de 1998     | 6 de febrer de 2003        |
| 279 | Ei, que la senyoreta Matsuzaka pateix molt per amor! / Ei, que surto d'amagat de l'hospital! / Ei, que fem la migdiada a l'hospital! Koi ni yureru Matsuzaka sensei da zo / Byouin o-nukedasu zo / Byouin de o-hirune da zo (恋にゆれるまつざか先生だゾ / 病院をぬけだすゾ / 病院でお昼寝だゾ) | 26 de juny de 1998     | 7 de febrer de 2003        |
| 280 | Ei, que torno a casa! / Ei, que he de fer rehabilitació! / Ei, que encara no em vull treure les benes! Hisashiburi no wagaya ha ii zo / Ora ha rihabiri chuu da zo / Mada mada gibusu ha tori taku nai zo (久しぶりの我が家はいいゾ / オラはリハビリ中だゾ / まだまだギブスは取りたくないゾ) | 3 de juliol de 1998    | 10 de febrer de 2003       |
| 281 | Ei, que torno a anar a l'escola! / Ei, que la senyoreta nova és molt rara! / Ei, que ens envien un regal! Hisashiburi no youchien da zo / Atarashii sensei ha kawatte iru zo / O-chuugen ga todoi ta zo (久しぶりの幼稚園だゾ / 新しい先生は変わっているゾ / お中元が届いたゾ) | 10 de juliol de 1998   | 11 de febrer de 2003       |
| 282 | Ei, que la Matsumi sense ulleres és una altra cosa! / Ei, que la Himawari vol guerra! / Ei, que el pare i jo ens ho passem bé sols! Megane o-hazusu to honne ga deru zo / Kaijuu Himawari to tatakau zo / Biagaaden de moriagaru zo (メガネを外すと本音が出るゾ / 怪獣ひまわりと戦うゾ / ビアガーデンで盛りあがるゾ)                                                                                    | 17 de juliol de 1998   | 12 de febrer de 2003       |
| 283 | Ei, que em vull banyar amb la Nanako! / Ei, que en Kazama té por de fer-se pipí al llit! / Ei, que la Mitxi i en Yoshirin aprenen a cuidar una criatura! o-ne isan to puuru ni hairi tai zo / Kazama-kun ha onesho ga shinpai da zo / Micchii Yoshirin no ikuji da zo (おねいさんとプールに入りたいゾ / 風間くんはオネショが心配だゾ / ミッチーヨシリンの育児だゾ)                                      | 24 de juliol de 1998   | 13 de febrer de 2003       |
| 284 | Ei, que anem a una piscina amb onades! / Ei, que a l'estiu no hi ha res com els sorbets! / Ei, que s'ha espatllat l'aire condicionat! Nami no deru puru ni iku zo / Natsu hayapparikaki koori ga tabeta i zo / Eakon gakowarechatta zo (波の出るプールに行くゾ / 夏はやっぱりかき氷が食べたいゾ / エアコンがこわれちゃったゾ)                                                                           | 31 de juliol de 1998   | 14 de febrer de 2003       |
| 285 | Ei, que la Nené és molt realista jugant a pares i mares! / Ei, que no sé on tenim el cap! / Ei, que la Himawari té singlot! Nene channo riaru omamagotoda zo / Tsugikaratsugiheto wasure chau zo / Shakkuriga toma ranai zo (ネネちゃんのリアルおままごとだゾ / つぎからつぎへと忘れちゃうゾ / しゃっくりが止まらないゾ)                                                                                | 7 d'agost de 1998      | 17 de febrer de 2003       |
| 286 | Ei, que triar una joguina és molt difícil! / Ei, que la venjança pel pastís ha de ser terrible! / Ei, que la mare es queda tancada al balcó! Omocha erabi denayanjau zo / Keki nouramihakowai zo / Beranda nishime dasa reta kaachan da zo (おもちゃ選びでなやんじゃうゾ / ケーキのうらみはこわいゾ / ベランダにしめ出された母ちゃんだゾ)                                                               | 14 d'agost de 1998     | 18 de febrer de 2003       |
| 287 | Ei, que la Himawari té un futur molt prometedor! / Ei, que la Mitxi té molt mala sort! / Ei, que tirem coets! Himawarino shourai ni kitaisu ru zo / Micchi no norowa reta tsuitachi da zo / Ora tachi ikka no hanabitaikai wo tanoshi mu zo (ひまわりの将来に期待するゾ / ミッチーの呪われた一日だゾ / オラ達一家の花火大会を楽しむゾ)                                                                  | 21 d'agost de 1998     | 19 de febrer de 2003       |
| 288 | Ei, que no faig gens de soroll! / Ei, que anem a veure la senyoreta Matsuzaka! / Ei, que descobreixo una joguina nova! Ora ha shizuka naru otoko da zo / Matsuzaka sensei noo mimai da zo / Osouji dougu de ason jau zo (オラは静かなる男だゾ / まつざか先生のお見舞いだゾ / おそうじ道具で遊んじゃうゾ)                                                                                                | 28 d'agost de 1998     | 20 de febrer de 2003       |
| 289 | Ei, que a la mare li fa vergonya portar a revelar les fotos! / Ei, que animem la senyoreta Ageo! / Ei, que el pare té un vídeo secret! Kaachan no hazukashi i shashin da zo / Ageo sensei wohagemasu zo / Touchan nonaishono bideo da zo (母ちゃんの恥ずかしい写真だゾ / 上尾先生をはげますゾ / 父ちゃんのないしょのビデオだゾ)                                                                         | 11 de setembre de 1998 | 21 de febrer de 2003       |
| 290 | Ei, que la mare es passa la nit lluitant amb un mosquit! / Ei, que coneixem la Sakurako! / Ei, que busquem el Nevat! Kaachan ha hitobanjuu tatakau zo / Taishou umare ha genki da zo / Shiro no sanpo kosu wotadoru zo (母ちゃんは一晩中戦うゾ / 大正生まれは元気だゾ / シロの散歩コースをたどるゾ) | 18 de setembre de 1998 | 24 de febrer de 2003       |
| 291 | Ei, que juguem als avions amb el pare! / Ei, que construïm un refugi subterrani! / Ei, que la senyoreta Matsuzaka surt de l'hospital! Touchan to hikoki gokkoda zo / Chika shieruta wo tsukuru zo / Matsuzaka sensei no taiin da zo (父ちゃんとヒコーキごっこだゾ / 地下シェルターを作るゾ / まつざか先生の退院だゾ)                                                                                    | 25 de setembre de 1998 | 25 de febrer de 2003       |
| 292 | Ei, que la senyoreta Matsuzaka torna a l'escola! / Ei, que a la Himawari li encanten els contes! / Ei, que anem a jugar al parc! Matsuzaka sensei no fukki da zo / Himawaridatte dokusho no aki da zo / Chikaku no kouen ni asobi ni iku zo (まつざか先生の復帰だゾ / ひまわりだって読書の秋だゾ / 近くの公園に遊びに行くゾ)                                                                            | 16 d'octubre de 1998   | 26 de febrer de 2003       |
| 293 | Ei, que la senyoreta Matsuzaka queda per primera vegada amb en Tokuro! / Ei, que hem de vigilar que hi ha un lladre! / Ei, que anem a collir patates! Matsuzaka sensei no deto wo mamoru zo / Aki su nigo youjin da zo / O imo hori ni iku zo (まつざか先生のデートを守るゾ / 空き巣にご用心だゾ / おイモ掘りに行くゾ)                                                                                  | 23 d'octubre de 1998   | 27 de febrer de 2003       |
| 294 | Ei, que la màquina de rentar plats és molt pràctica! / Ei, que a en Kazama li agrada la Maritxan! / Ei, que no puc dormir! Shokkiarai ki derakuchinda zo / Kazama kun no suki na animekyara da zo / Konya ha nanda ka nemure nai zo (食器洗い機でらくちんだゾ / 風間君の好きなアニメキャラだゾ / 今夜は何だか眠れないゾ)                                                                                | 30 d'octubre de 1998   | 28 de febrer de 2003       |
| 295 | Ei, que en Boo-chan guanya un premi de pintura! / Ei, que el pare surt a passejar el Nevat cada matí! / Ei, que investigo el secret de les passejades matinals del pare! Bo chanha saitama ichi no enji da zo / Touchan no asa no sanpo ha ayashi i zo / Touchan no sanpo no himitsu wo saguru zo (ボーちゃんは埼玉一の園児だゾ / 父ちゃんの朝の散歩は怪しいゾ / 父ちゃんの散歩の秘密を探るゾ)          | 6 de novembre de 1998  | 3 de març de 2003          |
| 296 | Ei, que tinc un termos màgic! / Ei, que la Nene és terrible, quan s'enfada! / Ei, que cuidem un gat molt car! Ora to mahou no mahou bin da zo / Ikaru tokowai nene chanda zo / Azukatta neko de taisa wagida zo (オラと魔法の魔法ビンだゾ / 怒るとこわいネネちゃんだゾ / あずかった猫で大さわぎだゾ) | 13 de novembre de 1998 | 4 de març de 2003          |
| 297 | Ei, que en Kazama i jo coem moniatos! / Ei, que en Yoshirin se'n va de casa! / Ei, que la baralla continua! Kazama kunto yaki imo suru zo / Yoshirin ga iede shitekita zo / Fuufu genka nomakizoeda zo (風間くんと焼きイモするゾ / ヨシリンが家出してきたゾ / 夫婦ゲンカのまきぞえだゾ) | 20 de novembre de 1998 | 5 de març de 2003          |
| 298* | Episodi no emès a Espanya Rokki to bokushingu taiketsu da zo / Machi wo yogosu noha yurusa nai zo / Ageo sensei no toreningu da zo (ロッキーとボクシング対決だゾ / 街を汚すのは許さないゾ / 上尾先生のトレーニングだゾ) | 27 de novembre de 1998 | -                          |
| Nota: Aquest episodi es va ometre en les emissions a Televisió de Catalunya ja que Luk internacional no l'ha distribuït a Espanya. | |                        |                            |
| 299 | Ei, que sortegen un regal de l'ultraheroi! / Ei, que seguim la senyoreta Matsuzaka! / Ei, que anem a rentar el cotxe! Akushon kamen no purezento da zo / Matsuzaka sensei no deto wo tsuiseki da zo / Koin senshajou ni iku zo (アクション仮面のプレゼントだゾ / まつざか先生のデートを追跡だゾ / コイン洗車場に行くゾ)                                                                                 | 4 de desembre de 1998  | 6 de març de 2003          |
| 300 | Ei, que la mare escriu una carta! / Ei, que les mares la fan petar una estona! / Ei, que la senyoreta Yoshinaga ha quedat amb l'Ishizaka i no hi pot anar! Himawarito retasetto da zo / Kaachan tachinooshaberida zo / Deto ni ike naiyoshinaga sensei da zo (ひまわりとレターセットだゾ / 母ちゃんたちのおしゃべりだゾ / デートに行けないよしなが先生だゾ)                                             | 11 de desembre de 1998 | 7 de març de 2003          |

### Episodis de 1999
| # | Títol en català | Data d'estrena al Japó | Data d'estrena a Catalunya |
| --- | --- | ---------------------- | -------------------------- |
| 301 | Ei, que és molt difícil, fer enlairar un estel! / Ei, que en Kazama està de pega! / Ei, que el pare passa una mala nit! Tako age ha muzukashii zo / Kazama-kun no fukō na jinkusu da zo / Tōchan no hisan na ichiya da zo (たこ上げはむずかしいゾ / 風間くんの不幸なジンクスだゾ / 父ちゃんのヒサンな一夜だゾ) | 8 de gener de 1999     | 10 de març de 2003         |
| 302 | Ei, que la Himawari i jo som bons germans! / Ei, que busquem pedres divertides! / Ei, que torno a veure el pare de la Nanako! Ora to Himawari no kyōdai ai da zo / Omoshiro seki o sagasu zo / Nanako o tōsan to saikai da zo (オラとひまわりの兄妹愛だゾ / おもしろ石を探すゾ / ななこお父さんと再会だゾ) | 15 de gener de 1999    | 11 de març de 2003         |
| 303 | Ei, que la senyoreta Matsuzaka torna a quedar amb en Tokuro! / Ei, que a les noies de l'Exèrcit Escarlata els agrada la lluita femenina! / Ei, que aquesta oportunitat no la podem deixar escapar! Deeto ni moeru Matsuzaka sensei da zo / Beni sasori tai no joshi puroresu da zo / Senchaku saabisu ha nogasa nai zo (デートに燃えるまつざか先生だゾ / 紅さそり隊の女子プロレスだゾ / 先着サービスはのがさないゾ) | 22 de gener de 1999    | 12 de març de 2003         |
| 304 | Ei, que abans d'anar a les rebaixes s'ha d'acabar la feina de casa! / Ei, que en Kazama i jo som uns amics molt íntims! / Ei, que se'ns acaben les piles! Baagen no asa ha isogashii zo / Ora to Kazama-kun ha dai shinyū da zo / Kandenchi de panikku da zo (バーゲンの朝は忙しいゾ / オラと風間くんは大親友だゾ / 乾電池でパニックだゾ)                                                                           | 29 de gener de 1999    | 13 de març de 2003         |
| 305 | Ei, que el superrobot es fa malbé! / Ei, que juguem a trencar el glaç dels bassals! / Ei, que anem al balneari! Kantamu Robo ga koware ta zo / Samui asa ha kōri de ason jau zo / Fuyu ha yappari onsen ga ii zo (カンタムロボが壊れたゾ / 寒い朝は氷で遊んじゃうゾ / 冬はやっぱり温泉がいいゾ) | 5 de febrer de 1999    | 14 de març de 2003         |
| 306 | Ei, que el director plora i no sabem per què! / Ei, que les de l'Exèrcit Escarlata treballen disfressades! / Ei, que faig la ronda nocturna amb el pare! Enchō sensei no namida no wake da zo / Beni sasori tai no chaku gurumi baito da zo / Tōchan to yoru mawari da zo (園長先生の涙の訳だゾ / 紅さそり隊の着ぐるみバイトだゾ / 父ちゃんと夜まわりだゾ)                                                          | 12 de febrer de 1999   | 17 de març de 2003         |
| 307 | Ei, que la mare va a cobrar les quotes de l'associació de veïns! / Ei, que la Nene vol representar un conte! / Ei, que tinc tota l'escola per mi sol! Toritate ya no kaachan da zo / Fukō no hiroin? Nene-chan da zo / Ora ichi nin dake no yōchien da zo (取りたて屋の母ちゃんだゾ / 不幸のヒロイン？ネネちゃんだゾ / オラ一人だけの幼稚園だゾ)                                                                    | 19 de febrer de 1999   | 18 de març de 2003         |
| 308 | Ei, que fem vida de pobres per estalviar! / Ei, que la Nene endevina el futur! / Ei, que anem a un taller de haikai! Kenyaku de bin bō seikatsu da zo / Nene-chan no koi uranai ha ataru zo / Haiku ha go nana go no bungaku da zo (倹約でビンボー生活だゾ / ネネちゃんの恋占いは当たるゾ / 俳句は五七五の文学だゾ)                                                                                                 | 5 de març de 1999      | 19 de març de 2003         |
| 309 | Ei, que vull fer un ultraheroi amb llaunes! / Ei, que el germà de la Himawari sóc jo! / Ei, que juguem amb la casa de joguina! Aki kan no Akushon Kamen da zo / Ora no o niichan no tachiba ga abunai zo / Omocha no o uchi de asobu zo (あき缶のアクション仮面だゾ / オラのお兄ちゃんの立場が危ないゾ / おもちゃのおうちで遊ぶゾ)                                                                                  | 12 de març de 1999     | 20 de març de 2003         |
| 310 | Ei, que la Himawari té una col·lecció secreta! / Ei, que en Masao ha de passar una prova molt difícil! / Ei, que ens descuidem la meitat de les coses a casa! Himawari no korekushon da zo / Masao-kun no kibishii shiren da zo / Wasuremono ikka no nichiyōbi da zo (ひまわりのコレクションだゾ / マサオくんのきびしい試練だゾ / 忘れ物一家の日曜日だゾ)                                                           | 19 de març de 1999     | 21 de març de 2003         |
| 311 | Ei, que dinar fora de casa és molt divertit! / Ei, que en Masao està preocupat pel seu futur! / Ei, que el pare se'n va de casa! Gaishoku de tanoshii ranchitaimu da zo / Shōrai ni nayamu Masao-kun da zo / Tōchan ga iede shi ta zo (外食で楽しいランチタイムだゾ / 将来に悩むマサオくんだゾ / 父ちゃんが家出したゾ)                                                                                              | 9 d'abril de 1999      | 24 de març de 2003         |
| 312 | Ei, que vaig a aprendre anglès amb la mare! / Ei, que la càmera ho grava tot! / Ei, que el pare porta un peix que fa molta pudor! Kaachan to issho ni eikaiwa o narau zo / Bideo ha subete o mi teita zo / Kusaya no nioi ha kyōretsu da zo (母ちゃんと一緒に英会話を習うゾ / ビデオはすべてを見ていたゾ / クサヤの匂いはキョーレツだゾ)                                                                            | 23 d'abril de 1999     | 25 de març de 2003         |
| 313 | Ei, que la Himawari és de la meva banda! / Ei, que el mafiós té un pastís de maduixa! / Ei, que amb tant de soroll no es pot dormir! Himawari ha ora no kobun da zo / Kumichō sensei no ichigo keeki da zo / Urusaku te nemure nai yoru da zo (ひまわりはオラの子分だゾ / 組長先生のイチゴケーキだゾ / うるさくて眠れない夜だゾ)                                                                                    | 30 d'abril de 1999     | 26 de març de 2003         |
| 314 | Ei, que jo també vull estar guapo! / Ei, que també porto sort, jo! / Ei, que no tinc ganes d'ajudar la mare! Ora mo o keshō de kirei ni naru zo / Ora ha shiawase o yobu enji da zo / O tetsudai kara nigedasu zo (オラもお化粧できれいになるゾ / オラは幸せを呼ぶ園児だゾ / お手伝いから逃げ出すゾ) | 7 de maig de 1999      | 27 de març de 2003         |
| 315 | Ei, que la mare vol ser un bon exemple per la Himawari! / Ei, que a l'autobús de l'escola et ve molta son! / Ei, que jo no m’assemblo ni al pare ni a la mare! Kaachan ha Himawari no otehon da zo / Tsūen basu ha nemuku naru zo / Ora ha dare ni mo ni te nai zo (母ちゃんはひまわりのお手本だゾ / 通園バスは眠くなるゾ / オラは誰にも似てないゾ)                                                                 | 14 de maig de 1999     | 28 de març de 2003         |
| 316 | Ei, que veiem un vídeo de quan jo era petit! / Ei, que en Kazama i jo ens canviem els papers! / Ei, que busquem un pis per llogar! Ora no akachan jidai no bideo da zo / Kazama-kun to irekawaru zo / Apaato sagashi o suru zo (オラの赤ちゃん時代のビデオだゾ / 風間くんといれかわるゾ / アパート探しをするゾ) | 21 de maig de 1999     | 31 de març de 2003         |
| 317 | Ei, que a la mare li agraden molt els regals! / Ei, que la senyoreta Matsuzaka i el doctor Tokuro estan a punt de renyir! / Ei, que no em puc moure de davant de la tele! Kaachan no kodawari kinen hin da zo / Wakareru unmei no Matsuzaka sensei da zo / Terebi uriba kara hanare rare nai zo (母ちゃんのこだわり記念品だゾ / 別れる運命のまつざか先生だゾ / テレビ売り場から離れられないゾ)                      | 28 de maig de 1999     | 1 d'abril de 2003          |
| 318 | Ei, que l'avi em vol prendre la Nanako! / Ei, que l'avi es lleva molt aviat! / Ei, que anem a veure el lloc on farem l'excursió de l'escola! Jiichan ha koi no raibaru da zo / Jiichan ha hayaoki da zo / Ensoku no shitami ni iku zo (じいちゃんは恋のライバルだゾ / じいちゃんは早起きだゾ / 遠足の下見に行くゾ)                                                                                                  | 4 de juny de 1999      | 2 d'abril de 2003          |
| 319 | Ei, que llegir contes és molt divertit! / Ei, que vull ser tan elegant com en Kazama! / Ei, que pugem en un transbordador espacial! Hon o yomu no ha tanoshii zo / Kazama-kun no oshare ni tsukiau zo / Supeesushatoru ni noru zo (本を読むのは楽しいゾ / 風間くんのオシャレにつきあうゾ / スペースシャトルに乗るゾ)                                                                                                | 11 de juny de 1999     | 3 d'abril de 2003          |
| 320 | Ei, que la roba no s'eixuga! / Ei, que el pintallavis provoca una tragèdia! / Ei, que el Nevat mossega la Himawari! Sentaku butsu ga kawaka nai zo / Kuchibeni ha waza wai no moto da zo / Shiro ga Himawari o kan da zo (洗たく物がかわかないゾ / 口紅はわざわいのもとだゾ / シロがひまわりをかんだゾ) | 18 de juny de 1999     | 4 d'abril de 2003          |
| 321* | Episodi no emès a Espanya Kazoku sorotte nodo jiman da zo (1) / Kazoku sorotte nodo jiman da zo (2) / Kazoku sorotte nodo jiman da zo (3) (家族そろってのどじまんだゾ(1) / 家族そろってのどじまんだゾ(2) / 家族そろってのどじまんだゾ(3)) | 25 de juny de 1999     | -                          |
| Nota: Aquest episodi es va ometre en les emissions a Televisió de Catalunya ja que Luk internacional no l'ha distribuït a Espanya. | |                        |                            |
| 322 | Ei, que els grans de soja m'agraden molt! / Ei, que el yukata em queda molt bé! / Ei, que fem pasta a casa! Edamame de nippon no natsu o ajiwau zo / Ora ha yukata mo oniai da zo / Tedukuri pasuta o tsukuru zo (枝豆で日本の夏を味わうゾ / オラはユカタもお似合いだゾ / 手作りパスタを作るゾ) | 2 de juliol de 1999    | 7 d'abril de 2003          |
| 323 | Ei, que la Himawari lluita contra el ventilador! / Ei, que la senyoreta Ageo té por de les altures! / Ei, que a casa tots amaguem una cosa o altra! Himawari to senpūki no tatakai da zo / Ageo sensei ha takai tokoro ga kowai zo / Nohara kazuya ha himitsu ga ippai da zo (ひまわりと扇風機の戦いだゾ / 上尾先生は高いところがこわいゾ / 野原一家は秘密がいっぱいだゾ)                                           | 9 de juliol de 1999    | 8 d'abril de 2003          |
| 324 | Ei, que l'exèrcit de Kasukabe es dissol! / Ei, que els exèrcits lluiten per ocupar posicions! / Ei, que el pare està molt nerviós pel discurs que ha de fer! Kasukabe bōei tai o yame chau zo / Bōei tai no jintori arasoi da zo / Supiichi de nayamu tōchan da zo (カスカベ防衛隊をやめちゃうゾ / 防衛隊の陣とり争いだゾ / スピーチで悩む父ちゃんだゾ)                                                             | 16 de juliol de 1999   | 9 d'abril de 2003          |
| 325 | Ei, que la mare es canvia el pentinat! / Ei, que el pentinat de la mare cada vegada és més estrany! / Ei, que en Masao és molt bo, fent imitacions! Kaachan ga kamigata o kae ta zo / Dandan hen ni naru kamigata da zo / Monomane jōzu no Masao-kun da zo (母ちゃんが髪形を変えたゾ / だんだん変になる髪形だゾ / 物まね上手のマサオくんだゾ)                                                                       | 23 de juliol de 1999   | 10 d'abril de 2003         |
| 326 | Ei, que traiem la mala herba del jardí! / Ei, que intentem jugar a pares i mares amb la Nene sense crits! / Ei, que ens prenem la vida amb calma! Manatsu no kusamushiri da zo / Nene-chan no mamagoto o kaizen suru zo / Yutori o motte seikatsu suru zo (真夏の草むしりだゾ / ネネちゃんのままごとを改善するゾ / ゆとりをもって生活するゾ)                                                                        | 30 de juliol de 1999   | 11 d'abril de 2003         |
| 327 | Ei, que no para de venir gent a casa! / Ei, que som una bona colla, de família! / Ei, que està bé, tenir tanta família! Nohara ka no shiriai zenin shūgō da zo / Dai kazoku ha sōzōshii zo / Kazoku ha yappari ii mon da zo (野原家の知り合い全員集合だゾ / 大家族はそうぞうしいゾ / 家族はやっぱりいいもんだゾ) | 6 d'agost de 1999      | 14 d'abril de 2003         |
| 328 | Ei, que el pare explica una història de terror! / Ei, que veiem la terrible història de la nina maleïda! / Ei, que anem al túnel del terror amb la Nanako! (父ちゃんの怖い話だゾ / 本当に怖い呪いの人形の話だゾ / なな子おねいさんとおばけ屋敷だゾ) | 13 d'agost de 1999     | 15 d'abril de 2003         |
| 329 | Ei, que fer encàrrecs és molt cansat! / Ei, que podem guanyar cent mil iens amb una foto! / Ei, que la senyoreta Matsuzaka espera que li facin una proposició! (おつかいは疲れるゾ / 写真を撮って10万円ゲットだゾ / まつざか先生プロポーズを待つゾ) | 20 d'agost de 1999     | 16 d'abril de 2003         |
| 330 | Ei, que hem de fer servir els cupons abans que caduquin! / Ei, que l'Usuto Yoshii té molt mala sort! / Ei, que a la senyoreta Matsuzaka no acaba de fer realitat el seu somni! (期限ギリギリ地域振興券を使うゾ / 有名マンガ家のサイナンだゾ / まつざか先生愛のゴールは遠いゾ) | 27 d'agost de 1999     | 17 d'abril de 2003         |
| 331 | Ei, que la senyoreta Matsuzaka està feta un embolic! (1a part) / Ei, que la senyoreta Matsuzaka està feta un embolic! (2a part) / Ei, que la senyoreta Matsuzaka està feta un embolic! (3a part) (まつざか先生の恋の決着だゾ(1) / まつざか先生の恋の決着だゾ(2) / まつざか先生の恋の決着だゾ(3)) | 3 de setembre de 1999  | 22 d'abril de 2003         |
| 332 | Ei, que conec el passat del pare i la mare! (1a part) / Ei, que conec el passat del pare i la mare! (2a part) / Ei, que conec el passat del pare i la mare! (3a part) (母ちゃんと父ちゃんの過去だゾ(1) / 母ちゃんと父ちゃんの過去だゾ(2) / 母ちゃんと父ちゃんの過去だゾ(3)) | 10 de setembre de 1999 | 23 d'abril de 2003         |
| 333 | Ei, que no vull saber res més de la Himawari! / Ei, que ensinistrem el Nevat! / Ei, que el tifó Misae és molt violent! (ひまわりと絶交だゾ / 名犬シロの入隊訓練をするゾ / 台風みさえは大荒れだゾ) | 17 de setembre de 1999 | 24 d'abril de 2003         |
| 334 | Ei, que el pare té un dia de festa molt atrafegat! / Ei, que avui la Himawari ve a l'escola! / Ei, que escoltem el cant dels grills! (父ちゃんの休日はくつろがないゾ / ひまわりの一日幼稚園だゾ / 鈴虫の音で風流するゾ) | 24 de setembre de 1999 | 25 d'abril de 2003         |
| 335 | Ei, que la Himawari també vol l'imant de l'hipopòtam! / Ei, que aconseguir el penjoll de la Marichan no és gens fàcil! / Ei, que és l'hora de fer la migdiada! (カバさんクリップがブームだゾ / 魔女っ子マリーちゃんに挑戦だゾ / おひるねの時間だゾ) | 1 d'octubre de 1999    | 28 d'abril de 2003         |
| 336 | Ei, que no puc sortir del cotxe de joguina! / Ei, que el pare té mal de queixal! / Ei, que fem caldo amb en Robert! (おもちゃのくるまで大暴れだゾ / 父ちゃんは虫歯がいたいゾ / ロベルト君とおナベを作るゾ) | 22 d'octubre de 1999   | 29 d'abril de 2003         |
| 337 | Ei, que desem el ventilador! / Ei, que vaig a la universitat amb la Nanako! / Ei, que el pare i jo netegem les sabates! (扇風機をかたづけるゾ / 女子大生の学園祭は楽しいゾ / 父ちゃんと靴磨き屋さんだゾ) | 29 d'octubre de 1999   | 30 d'abril de 2003         |
| 338 | Ei, que a la mare li fan una radiologia amb contrast de bari! / Ei, que anem a veure una gravació de la Marichan! / Ei, que faig raviolis xinesos a casa! (母ちゃんのバリウム体験だゾ / マリーちゃんの撮影を見学だゾ / オラ流本格ギョーザの作り方だゾ) | 5 de novembre de 1999  | 1 de maig de 2003          |
| 339 | Ei, que arriba l'Aichan Suotome! / Ei, que en Masao està perdudament enamorat! / Ei, que la mare té èxit amb els homes! (嵐を呼ぶ園児・酢乙女あい登場だゾ / 恋のとりこのマサオくんだゾ / 母ちゃんがモテモテだゾ) | 12 de novembre de 1999 | 5 de maig de 2003          |
| 340 | Ei, que la mare està enamorada! / Ei, que l'encant de l'Aichan és irresistible! / Ei, que la Himawari desafia la mare a un duel! (恋に落ちた母ちゃんだゾ / あいちゃんのミリョクには逆らえないゾ / ひまわりが母ちゃんと決闘だゾ) | 19 de novembre de 1999 | 6 de maig de 2003          |
| 341 | Ei, que l'Aichan té un èxit increïble! / Ei, que la Nene desafia l'Aichan! / Ei, que la mare canvia la roba dels armaris! (あいちゃんの人気はすさまじいゾ / あいちゃんとネネちゃんの対決だゾ / ひまわりはウチの箱入り娘だゾ) | 26 de novembre de 1999 | 7 de maig de 2003          |
| 342 | Ei, que l'Aichan està boja per mi! / Ei, que en Kazama em desafia! / Ei, que la Himawari prediu el futur! (あいちゃんはオラに夢中だゾ / 風間くんと恋の決闘だゾ / ひまわりの大予言だゾ) | 3 de desembre de 1999  | 8 de maig de 2003          |
| 343 | Ei, que els secrets del pare i la mare són molt interessants! / Ei, que en Masao aprèn una tècnica letal! / Ei, que la Misae té una última oportunitat! (父ちゃんと母ちゃんの秘密は美味しいゾ / 男の必殺技をマスターするゾ / みさえの恋の終着駅だゾ) | 10 de desembre de 1999 | 9 de maig de 2003          |

### Episodis de 2000
| # | Títol en català | Data d'estrena al Japó | Data d'estrena a Catalunya                                                    |
| --- | --- | ---------------------- | ----------------------------------------------------------------------------- |
| 344 | Ei, que venem moniatos! / Ei, que la Marichan ve a Kasukabe! / Ei, que comprem una nevera nova! ora ha yaki imo no tatsujin da zo / mari changa kasukabe de tatakau zo / ora nchino reizōko wo tori kaeru zo (オラは焼きイモの達人だゾ / マリーちゃんがカスカベで戦うゾ / オラんちの冷蔵庫を取りかえるゾ) | 14 de gener de 2000    | 12 de maig de 2003                                                            |
| 345 | Ei, que vaig a classes de ballet! / Ei, que ens connectem a internet! / Ei, que anem a fer un te amb el pare! ora ha tensai barerina da zo / intanetto wonozoichau zo / tōchan to futari deo cha suru zo (オラは天才バレリーナだゾ / インターネットをのぞいちゃうゾ / 父ちゃんと二人でお茶するゾ) | 21 de gener de 2000    | 13 de maig de 2003                                                            |
| 346 | Ei, que jo sóc el més estalviador de casa! / Ei, que volem llogar el vídeo de la Marichan! / Ei, que el pare està refredat! ora ha nohara ie ichi no setsuyaku ie da zo / akogare no mari chanwo rentaru suru zo / kaze biki tōchan wo genki nisuru zo (オラは野原家一のセツヤク家だゾ / 憧れのマリーちゃんをレンタルするゾ / 風邪引き父ちゃんを元気にするゾ)                                                      | 28 de gener de 2000    | 14 de maig de 2003                                                            |
| 347 | Ei, que l'Aichan està enamoradíssima de mi! / Ei, que el pare va a comprar al supermercat! / Ei, que el Nevat té un secret que no sap ningú! ora ni moe teruaichanda zo / supamaketto ha otoko no senjō da zo / daremo shira nai shiro no himitsu da zo (オラに燃えてるあいちゃんだゾ / スーパーマーケットは男の戦場だゾ / 誰も知らないシロの秘密だゾ)                                                             | 4 de febrer de 2000    | 15 de maig de 2003                                                            |
| 348 | Ei, que la Marichan està en perill! / Ei, que la mare omple l'estufa de querosè! / Ei, que seguin en Kazama per veure què fa! majo tsu ko mari chan saidai no kiki da zo / sutobu kara me wohanasunada zo / ayashi i kazama kun wo daitsuiseki da zo (魔女っ子マリーちゃん最大の危機だゾ / ストーブから目をはなすなだゾ / 怪しい風間君を大追跡だゾ)                                                                | 11 de febrer de 2000   | 16 de maig de 2003                                                            |
| 349 | Ei, que la senyoreta Ageo no suporta en Kuroiso! / Ei, que vull menjar xiclet tant sí com no! / Ei, que el pare amaga alguna cosa! ageo sensei no kirai na aitsu da zo / fusengamu gadōshitemo tabeta i zo / tōchan no kiken na himitsu da zo (上尾先生の嫌いなアイツだゾ / フーセンガムがどうしても食べたいゾ / 父ちゃんのキケンな秘密だゾ)                                                                       | 18 de febrer de 2000   | 19 de maig de 2003                                                            |
| 350 | Ei, que jo també vull anar a la perruqueria! / Ei, que la Himawari està molt rara! / Ei, que anem a sopar com uns senyors! ora mo biyōin ni iki tai zo / himawarino yōsu ga hen!? da zo / otoko dakeno goka na yūshoku da zo (オラも美容院に行きたいゾ / ひまわりの様子がヘン！？だゾ / 男だけのゴーカな夕食だゾ)                                                                                                  | 3 de març de 2000      | 20 de maig de 2003                                                            |
| 351 | Ei, que fem una festa a casa! / Ei, que jo també faig el càsting! / Ei, que ens ha tocat la loteria! ora nchide otona no patei da zo / ora mo odeishon wo ukeru zo / takarakuji ga ata tta zo (オラんちで大人のパーティーだゾ / オラもオーディションを受けるゾ / 宝くじが当たったゾ) | 10 de març de 2000     | 21 de maig de 2003                                                            |
| 352 | Ei, que no em vull perdre l'especial de l'Ultraheroi! / Ei, que fem jornada de portes obertes a l'escola! (1a part) / Ei, que fem jornada de portes obertes a l'escola! (2a part) famiresu ni akushon kamen sanjō da zo / ora mo dokidoki no hoiku sankan da zo 1 / ora mo dokidoki no hoiku sankan da zo 2 (ファミレスにアクション仮面参上だゾ / オラもドキドキの保育参観だゾ１ / オラもドキドキの保育参観だゾ２) | 17 de març de 2000     | 22 de maig de 2003                                                            |
| 353 | Ei, que vaig a comprar el dinar! / Ei, que aviat faran la pel·lícula de l'Ultraheroi! / Ei, que ens ho passem molt bé, al balneari! o hiru gohanhao bentō ni kagiru zo / akushon kamen no eiga ga kuru zo / kaisha no hoyōjo ha tanoshi i zo (お昼ごはんはお弁当に限るゾ / アクション仮面の映画が来るゾ / 会社の保養所は楽しいゾ)                                                                                  | 14 d'abril de 2000     | 23 de maig de 2003                                                            |
| 354* | Episodi no emès a Espanya o ie wo tate ru junbi da zo / tōchan dai pinchi da zo / arashi wo yobu janguru kōkai naka da zo (お家を建てる準備だゾ / 父ちゃん大ピンチだゾ / 嵐を呼ぶジャングル公開中だゾ) | 28 d'abril de 2000     | -                                                                             |
| Nota: Aquest episodi es va ometre en les emissions a Televisió de Catalunya ja que Luk internacional no l'ha distribuït a Espanya. | |                        |                                                                               |
| 355 | Ei, que picar d'amagat és molt divertit! / Ei, que juguem a l'Ultraheroi amb el pare! / Ei, que trobo un telèfon mòbil! oyatsuha naisho gaoishii zo / akushon kamen tsui tōchan da zo / ketai denwa wo hirotta zo (おやつはナイショがおいしいゾ / アクション仮面対父ちゃんだゾ / ケータイ電話を拾ったゾ) | 5 de maig de 2000      | 26 de maig de 2003                                                            |
| 356 | Ei, que l'Aichan ve a casa! / El senyor de Kasukabe / Ei, que la mare no pot fer res amb les mans! aichanga kuru!! da zo / oogata jidaigeki supesharu! kasukabe kōmon / kaachan no teni natte hataraku zo (あいちゃんが来る！！だゾ / 大型時代劇スペシャル！春日部黄門 / 母ちゃんの手になって働くゾ) | 12 de maig de 2000     | 27 de maig de 2003                                                            |
| 357 | Ei, que tenim una experiència terrorífica en ple dia! / El senyor de Kasukabe / Ei, que vull les sabates de l'Ultraheroi! mahiru no hora taiken da zo / taiga jidaigeki supesharu! kasukabe kōmon / akushon kamen shuzu gahoshii zo (真昼のホラー体験だゾ / 大河時代劇スペシャル！春日部黄門 / アクション仮面シューズがほしいゾ)                                                                                   | 19 de maig de 2000     | 28 de maig de 2003                                                            |
| 358 | Ei, que la mare se'n va a casa dels seus pares! (1a part) / Ei, que la mare se'n va a casa dels seus pares! (2a part) / Ei, que la mare se'n va a casa dels seus pares! (3a part) jikka ni kaera seteitadakimasuda zo (実家に帰らせていただきますだゾ) | 26 de maig de 2000     | 29 de maig de 2003                                                            |
| 359 | Ei, que me'n vaig a viure sol! / Ei, que em converteixo en el “Súper bon nen”! / Ei, que ja el cuidaré jo, l'hàmster! hitorigurashi suru zo / seigi no hiro o rikō man tōjō da zo / hamusuta ha ora ga kau zo (一人暮らしするゾ / 正義のヒーローお利口マン登場だゾ / ハムスターはオラが飼うゾ) | 2 de juny de 2000      | 30 de maig de 2003                                                            |
| 360 | Ei, que fujo de la mare perquè no em castigui! / Ei, que ens han entrat a robar! (1a part) / Ei, que ens han entrat a robar! (2a part) oshiokikara dasshutsu suru zo / aki su ni ira reta zo 1 / aki su ni ira reta zo 2 (おしおきから脱出するゾ / 空き巣に入られたゾ１ / 空き巣に入られたゾ２) | 9 de juny de 2000      | 2 de juny de 2003                                                             |
| 361 | Ei, que l'Aichan vol ser de l'exèrcit de Kasukabe! / Ei, que el “Súper bon nen” torna a actuar! / Ei, que acabem tots lesionats! kasukabe bōeitai niaichanga itsutta zo / futatabi o rikō man da zo / tōchan ha nichiyō mo taihen da zo (かすかべ防衛隊にあいちゃんが入ったゾ / 再びお利口マンだゾ / 父ちゃんは日曜も大変だゾ)                                                                                     | 16 de juny de 2000     | 3 de juny de 2003                                                             |
| 362 | Ei, que anem a veure la senyoreta Yoshinaga! / Ei, que apareix el Súper-savi! / Ei, que la senyoreta Yoshinaga vol deixar l'escola! yoshinaga sensei noo mimai niiku zo / o rikō man sennin tōjō da zo / yoshinaga sensei yame cha dame da zo (よしなが先生のお見舞いにいくゾ / お利口マン仙人登場だゾ / よしなが先生辞めちゃダメだゾ)                                                                             | 23 de juny de 2000     | 4 de juny de 2003                                                             |
| 363 | Ei, que la senyoreta Yoshinaga decideix com serà el seu casament! / Ei, que decidim què farem pel casament! / Ei, que jo també em casaré, algun dia! yoshinaga sensei no kekkonshiki ga kima tta zo / kekkonshiki no dashimono wo kime ru zo / ora nooyomesanhadonna nin? da zo (よしなが先生の結婚式が決まったゾ / 結婚式の出し物を決めるゾ / オラのおよめさんはどんな人？だゾ)                                   | 7 de juliol de 2000    | 5 de juny de 2003                                                             |
| 364 | Ei, que la senyoreta Yoshinaga no està segura de si es vol casar! / Ei, que arriba el dia del casament! / Ei, que volem saber on viu la senyoreta Yoshinaga! yoshinaga sensei kekkon wo mayō zo / konnichiha kekkonshiki da zo / yoshinaga sensei no shinkonkatei da zo (よしなが先生結婚を迷うゾ / 今日は結婚式だゾ / よしなが先生の新婚家庭だゾ)                                                                 | 14 de juliol de 2000   | 6 de juny de 2003                                                             |
| 365 | Ei, que gravem vídeos divertits! / Ei, que expliquem el conte del venedor de kusaya! / Ei, que ha desaparegut una notificació molt important! omoshiro bideo wo tsukuru zo / shiawase no kusaya no kanbutsu da zo / daiji na shorui ganakunatta zo (おもしろビデオを作るゾ / 幸せのクサヤの干物だゾ / 大事な書類がなくなったゾ)                                                                                    | 21 de juliol de 2000   | 9 de juny de 2003                                                             |
| 366 | Ei, que fem surf! (1a part) / Ei, que fem surf! (2a part) / Ei, que fem surf! (3a part) umi da! safin suru (海だ！サーフィンする) | 28 de juliol de 2000   | 10 de juny de 2003                                                            |
| 367 | Ei, que m'he fet petit! / Ei, que el Shin Chan del mirall em fa la guitza! / Ei, que n'hi ha un que sobra! chidimi yukushinnosuke / ora to ora no taiketsu da zo / shira nai dareka gairu zo (縮みゆくしんのすけ / オラとオラの対決だゾ / 知らない誰かがいるゾ) | 4 d'agost de 2000      | 11 de juny de 2003                                                            |
| 368 | Ei, que m'avorreixo molt! / Ei, que sentim unes olors molt bones! / Ei, que no penso deixar que la mare em faci passar gana! sugoroku yaru zo / ban go meshi nooishii nioi da zo / kaachan no tenuki niha make nai zo (双六やるゾ / 晩ご飯のおいしい匂いだゾ / 母ちゃんの手抜きには負けないゾ) | 11 d'agost de 2000     | 12 de juny de 2003                                                            |
| 369 | Ei, que ens hem de fer passar la calor com sigui! / Ei, que el pare i la mare fan una competició en ple estiu! / Ei, que l'estiu és molt dur! atsusa wo wasure chau zo / tōchan kaachan manatsubi no shōbu da zo / atsui natsu wonorikiru zo (暑さを忘れちゃうゾ / 父ちゃん母ちゃん真夏日の勝負だゾ / 暑い夏をのりきるゾ)                                                                                          | 18 d'agost de 2000     | 13 de juny de 2003                                                            |
| 370 | Ei, què passaria si el nevat fos jo! / Ei, que Nanako i jo ens quedem sols a casa! / Ei, que la Nene s'ha enamorat! shiro ga ora dattada zo / nana ko oneisanto futari kirida zo / nene changa koi woshita zo (シロがオラだっただゾ / なな子おねいさんと二人きりだゾ / ネネちゃんが恋をしたゾ) | 25 d'agost de 2000     | 16 de juny de 2003                                                            |
| 371 | Ei, que som a la presó! / Ei, que faig unes boles d'arròs molt bones! / Ei, que no sé si val la pena, fer tanta cua! kangoku shinchanda zo / ora noonigirihaoishii zo / gyōretsu no sakini haiikotoaru zo (監獄しんちゃんだゾ / オラのおにぎりはおいしいゾ / 行列の先にはいいことあるゾ) | 1 de setembre de 2000  | 17 de juny de 2003                                                            |
| 372 | Ei, que a Austràlia ens ho passem molt bé! ōsutoraria hamoriagaru zo (オーストラリアは盛り上がるゾ) | 8 de setembre de 2000  | 10 de juny de 2015                                                            |
| 373 | Ei, que nosaltres també som a Austràlia! ora tachi mo ōsutoraria da zo (オラ達もオーストラリアだゾ) | 15 de setembre de 2000 | 11 de juny de 2015                                                            |
| 374 | Els àngels de Futaba / Ei, que vull una paga mensual! / Ei, que el pare també vol una paga mensual! futabaenjieru / okodukaiwomoraitai zo / tōchan mookodukaiga hoshii zo (フタバエンジェル / おこづかいをもらいたいゾ / 父ちゃんもおこづかいが欲しいゾ) | 20 d'octubre de 2000   | 11 de juny de 2015 (ep.a) 12 de juny de 2015 (ep.b, c)                        |
| 375 | Ei, que farem un pícnic fantàstic! / En Kazama veu peresosos a tot arreu suteki na pikunikku nio deka keda zo (素敵なピクニックにお出かけだゾ) | 27 d'octubre de 2000   | 15 de juny de 2015                                                            |
| 376 | Ei, que s'ha d'anar amb compte amb els lladres! / Ei, que si et deixen una cosa, l'has de tornar! / Ei, que la mare l'hi vol explicar una cosa al pare! ora tachi namakemono da zo / dendō jitensha ga hoshii zo / dorobō nihago yōjin da zo (オラ達ナマケモノだゾ / 電動自転車が欲しいゾ / 泥棒にはご用心だゾ) | 3 de novembre de 2000  | 12 de juny de 2015 (ep.b) 15 de juny de 2015 (ep.a) 16 de juny de 2015 (ep.c) |
| 377 | Endavant, Directorman! (1a part) / Ei, que la senyoreta Yoshinaga fa vida de casada! tatakae enchoman!act1 / yoshinaga sensei no shinkonseikatsu da zo / suteki na arubamu no tsukurikata da zo (戦えエンチョーマン! ACT1 / よしなが先生の新婚生活だゾ / 素敵なアルバムの作り方だゾ) | 10 de novembre de 2000 | 17 de juny de 2015 (ep.a, b) 18 de juny de 2015 (ep.c)                        |
| 378 | Ei, que farem un àlbum de fotos molt bonic! / Ei, que la mare juga a Voleibol tatakae enchoman!act2 / kari tara kaesu ha joshiki da zo / tōchan kaachan no naisho hanashi da zo (戦えエンチョーマン! ACT2 / 借りたら返すはジョーシキだゾ / 父ちゃん母ちゃんのナイショ話だゾ) | 17 de novembre de 2000 | 17 de juny de 2015 (ep.a) 16 de juny de 2015 (ep.b, c)                        |
| 379 | La Himawari es un belluguet / La història del conillet feliç / Ei, que els conillets de ca la Nene ho passen molt malament pucchipuchi himawari / masao kun kekkon wo mōshikomu zo / iikotoarisōna tsuitachi da zo (プッチプチひまわり / マサオくん結婚を申し込むゾ / いいことありそうな一日だゾ) | 24 de novembre de 2000 | 19 de juny de 2015 (ep.a) 22 de juny de 2015 (ep.b,c)                         |
| 380 | Ei, que en Masao se'm declara! / Ei, que avui serà un gran dia! / Ei, que anem a buscar un kappa! tatakae enchoman!act3 / kappa sagashi ni shutsudō da zo / kaachan no kenkō ga shinpai da zo (戦えエンチョーマン! ACT3 / カッパ探しに出動だゾ / 母ちゃんの健康が心配だゾ) | 1 de desembre de 2000  | 17 de juny de 2015 (ep.a) 22 de juny de 2015 (ep.b) 23 de juny de 2015 (ep.c) |
| 381 | Ei, que la mare es preocupa per la seva salut! / Ei, que juguem a cartes! / Ei, que ens bevem deu brics de llet! tatakae enchoman!act4 / baba nuki da zo / gyūnyū 10 hon wo nomu zo (戦えエンチョーマン! ACT4 / ババ抜きだゾ / 牛乳10本を飲むゾ) | 8 de desembre de 2000  | 17 de juny de 2015 (ep.a) 23 de juny de 2015 (ep.b, c)                        |
| 382 | Ei, que la senyoreta Matzusaka és una veterana de l'amor! / Ei, que em colo al niuet d'amor de la senyoreta Yoshinaga! / Ei, que ja rento els plats jo! pucchipuchi himawari 2 / no beteran matsuzaka sensei da zo / fuki ya de shinkenshōbu da zo (プッチプチひまわり2 / 恋のベテランまつざか先生だゾ / 吹き矢で真剣勝負だゾ)                                                                                     | 15 de desembre de 2000 | 19 de juny de 2015 (ep.a) 24 de juny de 2015 (ep.b) 25 de juny de 2015 (ep.c) |

### Episodis de 2001
| #     | Títol en català | Data d'estrena al Japó | Data d'estrena a Catalunya                                                     |
| ----- | --- | ---------------------- | ------------------------------------------------------------------------------ |
| 383   | Ei, que fem una competició de sarbatana / Una nit a la montanya del mico / Ei, que hi ha raves per tot arreu! / Ei, que la Michi i en Yoshirin estalvien saruyama no ichiya / shinkonkatei ni sennyū da zo / saraarai naramakasetokeda zo (猿山の一夜 / 新婚家庭に潜入だゾ / 皿洗いならまかせとけだゾ) | 12 de gener de 2001    | 24 de juny de 2015 (ep.b, c) 25 de juny de 2015 (ep.a)                         |
| 384   | Ei, que el pare va a comprar d'amagat! / Ei, que la mare té una vida secreta! / Ei, que no es pot fer tard! pucchipuchi himawari 3 / tōchan no naisho no kaimono da zo / kaachan no naisho no seikatsu da zo (プッチプチひまわり3 / 父ちゃんのナイショの買い物だゾ / 母ちゃんのナイショの生活だゾ)     | 19 de gener de 2001    | 19 de juny de 2015 (ep.a) 26 de juny de 2015 (ep.b, c)                         |
| 385   | Ei, que descobrim el secret de la senyoreta Ageo! / Ei, que juguem a voleibol! konya hasuki yaki da zo / setsuyaku ha ora niomakaseda zo / chikoku ha yurusa nai zo (今夜はすき焼きだゾ / 節約はオラにおまかせだゾ / 遅刻は許さないゾ)                                                                 | 26 de gener de 2001    | 25 de juny de 2015 (ep.b) 26 de juny de 2015 (ep.c) 2 de juliol de 2015 (ep.a) |
| 386   | Hola, escarola!, que fas tan sola! / Ei, que l'avi s'està a casa nostra! bareboru yaru zo (バレーボールやるゾ) | 2 de febrer de 2001    | 29 de juny de 2015                                                             |
| 387   | Ei, que l'avi s'està amb nosaltres! / Aquesta nit toca sukiyaki / Ei, que com més fas servir el cap, més intel·ligent et tornes sain ha (he) da zo (サインは「ヘ」だゾ) | 9 de febrer de 2001    | 18 de juny de 2015                                                             |
| 388   | Ei, que l'Ai Chan té una estratègia! Episodi del pare / Ei, que vull etiquetes! / Ei, que l'Ai Chan té una estràtegia! Episodi de la Himawari jiichan to kura su zo (じいちゃんと暮らすゾ) | 23 de febrer de 2001   | 1 de juliol de 2015                                                            |
| 389   | Ei, que el pare ve a l'escola! / Ei, que en Boo Chan és un detectiu famós! / Ei, que quan busques una cosa no la trobes! jiichan to issho da zo (じいちゃんと一緒だゾ) | 2 de març de 2001      | 2 de juliol de 2015                                                            |
| 390   | Ei, que investiguen què faig! / Ei, que de cop i volta hi ha un daltabaix a casa! shiawase usagi monogatari / nene chan ie no usagi hakawaisōda zo / ageo sensei nohimitsuwosaguru zo (しあわせウサギ物語 / ネネちゃん家のウサギはかわいそうだゾ / 上尾先生のひみつをさぐるゾ)                         | 9 de març de 2001      | 19 de juny de 2015 (ep.a, b) 29 de juny de 2015 (ep.c)                         |
| 391   | Ei, que busquem casa! / Ei, que ens mudem! / Ei, que començarem una nova vida! daikon gaippaida zo / kazama kunhahimawarini motemote da zo / atama hatsukautoyokunaru zo (大根がいっぱいだゾ / 風間くんはひまわりにモテモテだゾ / 頭はつかうとよくなるゾ)                                              | 16 de març de 2001     | 10 de juny de 2015 (ep.b) 25 de juny de 2015 (ep.a) 2 de juliol de 2015 (ep.c) |
| 392   | Ei, que ens despertem a la casa nova! / Ei, que saludem els nous veïns! / Ei, que en Kazama és un expert disculpant-se! aino daisakusen da zo (tōchan hen) / shiru atsume deganbaru zo (あいの大作戦だゾ（父ちゃん編） / シール集めでがんばるゾ)                                                       | 13 d'abril de 2001     | 3 de juliol de 2015                                                            |
| 393   | Ei, que no sabem qui és la veïna! / Ei, que les dreceres són el camí més llarg! / Ei, que aquesta noia mola! Però molt! aino daisakusen da zo (himawari hen) / tōchan ga yōchien ni kita zo (あいの大作戦だゾ（ひまわり編） / 父ちゃんが幼稚園に来たゾ)                                                | 27 d'abril de 2001     | 3 de juliol de 2015 (ep.a) 6 de juliol de 2015 (ep.b)                          |
| 394   | Visitant residències / Ei, que planegem una casa de somni! / Ei, que tenim "línia directa" amb el veí! meitantei bō chanda zo / sagashi teiruto mitsu karanai zo (名探偵ボーちゃんだゾ / 探していると見つからないゾ)                                                                                   | 4 de maig de 2001      | 6 de juliol de 2015                                                            |
| 395   | Ei, que la mare es posa a l'última! / Ei, que preparem la festa del Tanabata! / Ei, que els dies de pluja són un rotllo! ora no sokō wo chōsa da zo / totsuzen ie ga taihen da zo (オラの素行を調査だゾ / 突然家が大変だゾ)                                                                            | 11 de maig de 2001     | 7 de juliol de 2015                                                            |
| 396   | Ei, que aquesta vegada és un incendi! / Ei, que els escarabats no són pas tots iguals! / Ei, deixa-les anar, les nenes! ora no ie ganakunatta zo / atarashi i ie wo sagasu zo (オラの家がなくなったゾ / 新しい家を探すゾ)                                                                              | 18 de maig de 2001     | 22 de juny de 2016 (ep.b)                                                      |
| 397   | Ei, que la mare és una mare model! / Ei, que torna la parelleta de paparres! / Ei, que traiem les teranyines! hikkoshi da zo / korekara atarashi i seikatsu da zo (引っ越しだゾ / これから新しい生活だゾ)                                                                                              | 25 de maig de 2001     | 22 de juny de 2016                                                             |
| 398   | Ei, que en Masao és l'únic testimoni! / Ei, que anem a comprar al centre comercial! / Ei, que és una passada anar al bany públic! apato no asa da zo / hikkoshi no aisatsu da zo (アパートの朝だゾ / 引っ越しの挨拶だゾ)                                                                               | 1 de juny de 2001      | 22 de juny de 2016                                                             |
| 399   | Ei, que un diari compartit és un perill! / Ei, que el Nevat torna amb nosaltres! / Ei, que a l'estiu vull anar al mar! ayamari jōzu na kazama kun da zo / tonari ha naniwo suru nin... zo (謝り上手な風間君だゾ / 隣は何をする人…ゾ)                                                                   | 8 de juny de 2001      | 22 de juny de 2016                                                             |
| 400   | Ei, que l'Ai Chan i la Nene són germanes! / Ei, que tenim goteres! / Ei, que els ulls se'm posen vermells! chikamichi ha tooi michi da zo / gyarumama tōjō da zo (近道は遠い道だゾ / ギャルママ登場だゾ)                                                                                               | 15 de juny de 2001     | 22 de juny de 2016                                                             |
| 401   | Ei, que els estudiants tenen molts dubtes! / Ei, que no puc dir que em vaig menjar les patates! / Ei, que hi ha merder jugant a papes i mames! purorogu / yume no gōtei da zo / naishoku haoishii zo (プロローグ / 夢の豪邸だゾ / 内職はおいしいゾ)                                                    | 22 de juny de 2001     | 23 de juny de 2016                                                             |
| 402   | Ei, que l'Atsumi se'n va de casa! / Ei, que no em fan pas por, els canvis! / Ei, que donem suport a la Yu en el seu càsting! o tonari totsutsunukeda zo / gyarumama Misae da zo (お隣りとつつぬけだゾ / ギャルママみさえだゾ)                                                                          | 29 de juny de 2001     | 23 de juny de 2016                                                             |
| 403   | Ei, que la mare té lumbago! / Ei, que el director ens preocupa! / Ei, que la mare té febre! tanabata kazari wo tsukuru zo / ame no nichi ha iraira da zo (七夕飾りを作るゾ / 雨の日はイライラだゾ) | 6 de juliol de 2001    | 23 de juny de 2016                                                             |
| 404   | Ei, que la senyoreta Yoshinaga té un secret! / Ei, que ens agraden les mongetes! / Ei, que els petits detalls compten! kondo ha kaji da zo / kuwagata tori ha taihen da zo (今度は火事だゾ / クワガタ採りは大変だゾ)                                                                                   | 13 de juliol de 2001   | 23 de juny de 2016                                                             |
| 405   | Ei, que el pare té mala sort! / Ei, que l'Ai Chan fa un concert! / Ei, que el Nevat s'escapa! onigokkoha onna no shōbu da zo / kaachan ha kosodate no mihon da zo (おにごっこは女の勝負だゾ / 母ちゃんは子育ての見本だゾ)                                                                              | 3 d'agost de 2001      | 23 de juny de 2016 (ep.a) 24 de juny de 2016 (ep.b)                            |
| ***** | Des de l'episodi 372 en endavant s'ha barrejat l'ordre d'emissió de cada "mini episodi" en comparació a l'emissió japonesa ometent alguns episodis. Per això aquest salt en la numeració, per intentar reenganxar amb l’emissió japonesa.                                                              |                        |                                                                                |
| 419   | Ei, que el ranxo és enorme! (1a part) / Ei, que el ranxo és enorme! (2a part) / Ei, que en Kazama té un problema! o! bokujō ha hiroi zo 1 / o! bokujō ha hiroi zo 2 (オー！牧場は広いゾ１ / オー！牧場は広いゾ２)                                                                                      | 16 de novembre de 2001 | 29 de juny de 2016                                                             |
| 420   | Ei, que el pare és el manetes de la casa! / Ei, que a prop del braser s'hi està calentet! / Ei, que faig fútin als matins! kazama kunga dai pinchi da zo / nichiyōdaiku hatokuida zo (風間くんが大ピンチだゾ / 日曜大工はとくいだゾ)                                                                   | 23 de novembre de 2001 | 29 de juny de 2016                                                             |
| 421   | Ei, que en Kazama es fa adult! / Ei, que jo també em vull posar un quimono! / Ei, que la Himawari callada és perillosa! kotatsukara deta kunai zo / samui asa demo jogingu da zo (こたつから出たくないゾ / 寒い朝でもジョギングだゾ)                                                                   | 30 de novembre de 2001 | 29 de juny de 2016                                                             |

### Episodis de 2002
| #   | Títol en català | Data d'estrena al Japó    | Data d'estrena a Catalunya                           |
| --- | --- | ------------------------- | ---------------------------------------------------- |
| 422 | Ei, que la Nanako es posa quimono! / Ei, que busquem el codonyat! / Ei, que en Masao canvia totalment! shizuka nahimawariha kiken da zo / nanakooneisanno kimono sugata da zo (静かなひまわりは危険だゾ / ななこおねいさんの着物姿だゾ) | 11 de gener de 2002       | 30 de juny de 2016 (ep.a) 1 de juliol de 2016 (ep.b) |
| 423 | Ei, que l'Ultraheroi busca una tècnica nova! / Ei, que fem un bon sarau al passadís! / Ei, que es trenca la porta! akushon kamen no shinhissatsuwaza da zo / rouka de dotabata oosawagi da zo (アクション仮面の新必殺技だゾ / 廊下でドタバタ大騒ぎだゾ) | 25 de gener de 2002       | 1 de juliol de 2016                                  |
| 424 | Ei, que em vull menjar aquest moniato! / Ei, que tenim un cactus! / Ei, que en Yonro no pot dormir abans de l'examen! doa ga koware chatta zo / kocchinoo imo ga tabeta i zo (ドアが壊れちゃったゾ / こっちのおイモが食べたいゾ) | 1 de febrer de 2002       | 1 de juliol de 2016                                  |
| 425 | Ei, que anar de compres quan neva és complicat! / Ei, que arriben uns policies secrets! / Ei, que surten les notes d'en Yonro! yuki no nichi no kaimono hataihenda zo / harikomi keiji ga kita zo (雪の日の買物はたいへんだゾ / 張り込み刑事が来たゾ) | 22 de febrer de 2002      | 4 de juliol de 2016                                  |
| 426 | Ei, que ve tothom a casa! / Ei, que la Yu té un càsting! (1a part) / Ei, que la Yu té un càsting! (2a part) masachi yanno odeishon da zo 1 / masachi yanno odeishon da zo 2 (優ちゃんのオーディションだゾ１ / 優ちゃんのオーディションだゾ2) | 8 de març de 2002         | 4 de juliol de 2016                                  |
| 427 | Ei, que la Nene és una gran estilista! / Ei, que el sopar d'avui és un secret! / Ei, que el pare no vol casar la Himawari! meikuappuateisuto da zo / ban go meshi ha naisho da zo (メイクアップアーティストだゾ / 晩ご飯は内緒だゾ) | 15 de març de 2002        | 4 de juliol de 2016                                  |
| 428 | Ei, que estar de vigilància és molt dur! / Ei, que no es pot dir "no" ni "passo"! / Ei, que per fi acabaran casa nostra! dame to yada ha kinshi da zo / iyoiyoo ie ga kanseisu ru zo (ダメとヤダは禁止だゾ / いよいよお家が完成するゾ) | 27 de març de 2002        | 5 de juliol de 2016                                  |
| 429 | Ei, que apareix la Lisa Aspirina! / Ei, que la sopa instantània és estupenda! / Ei, que els policies i els lladres juguen junts! risa. asupirin ga kaette kita zo / tsuyukakego meshi haoishii zo / hoshi to deka ga kyuu sekkin da zo (リサ・アスピリンが帰って来たゾ / つゆかけご飯はおいしいゾ / ホシとデカが急接近だゾ) | 4 de maig de 2002         | 5 de juliol de 2016                                  |
| 430 | Ei, que sortim a passejar amb una "top model"! / Ei, que el mafiós fa un espectacle de màgia! / Ei, que la Yu se'n va! supamoderu too sanpo da zo / enchou sensei no majikkusho da zo / sayonara masachi yanda zo (スーパーモデルとお散歩だゾ / 園長先生のマジックショーだゾ / さよなら優ちゃんだゾ) | 11 de maig de 2002        | 6 de juliol de 2016                                  |
| 431 | Ei, que diem adéu als apartaments! (1a part) / Ei, que diem adéu als apartaments! (2a part) / Ei, que diem adéu als apartaments! (3a part) sarabamatazure sou matazure dai sousa sen da zo 1 / sarabamatazure sou matazure dai sousa sen da zo 2 / sarabamatazure sou matazure dai sousa sen da zo 3 (さらばまたずれ荘 またずれ大捜査線だゾ1 / さらばまたずれ荘 またずれ大捜査線だゾ2 / さらばまたずれ荘 またずれ大捜査線だゾ3) | 18 de maig de 2002        | 6 de juliol de 2016                                  |
| 432 | Ei, que hem tornat a casa! / Ei, que mai més abandonaré el Nevat! / Ei, que comença la vida a la nova casa! wagaya ni modotte kita zo / shiro mo zutsu to issho da zo / atarashi i ie no sutato da zo (我が家に戻って来たゾ / シロもズーッと一緒だゾ / 新しい家のスタートだゾ) | Error: massa crides #time | 6 de juliol de 2016                                  |
| 433 | Ei, que ens banyem amb el pare! / Ei, que hi ha una oferta especial! / Ei, que costa decidir-se per un regal! touchan to isshoni o furo da zo / sensei tachino goukon da zo / purezento ga kima ranai zo (父ちゃんと一緒にお風呂だゾ / 先生たちの合コンだゾ / プレゼントが決まらないゾ) | Error: massa crides #time | Error: massa crides #time (ep.a, c)                  |
| 434 | Ei, que la casa nova té un secret! / Ei, que en Boo Chan té un problema! / Ei, que la mare pot comptar amb mi! atarashi i ie nohimitsuwo hakken da zo / bo channo ichidaiji da zo / kaachan ha ora ga tayori da zo (新しい家のひみつを発見だゾ / ボーちゃんの一大事だゾ / 母ちゃんはオラが頼りだゾ) | Error: massa crides #time | Error: massa crides #time                            |
| 435 | Ei, que ja és aquí en Lupin IV Shinnosuke! / Ei, que aquesta vegada endrecem de debò! / Ei, que el pare va a la guarderia! nupan 4 yo toujou da zo / kondo koso kirei nisuru zo / touchan no hoiku sankan nichi da zo (ヌパン４世登場だゾ / 今度こそキレイにするゾ / 父ちゃんの保育参観日だゾ) | Error: massa crides #time | Error: massa crides #time                            |
| 436 | Ei, que aquesta vegada sí que fem net! / Ei, que en Masao planeja fugir per amor! / Ei, que passem una nit d'allò més amanida! kondo koso hontou ni kirei nisuru zo / masao kunga kakeochi suru zo / mayonaka no fushigi na aji da zo (今度こそ本当にキレイにするゾ / マサオくんが駆け落ちするゾ / 真夜中のフシギな味だゾ) | Error: massa crides #time | Error: massa crides #time                            |
| 437 | Ei, que hi ha un sospitós al barri! / Ei, que anem a caçar granotes! / Ei, que l'Atsuko ve de visita! ayashi i otoko ga araware ta zo / kaeru tori ni iku zo / asobi ni kita ? tte kanji da zo (怪しいオトコが現れたゾ / カエル取りに行くゾ / 遊びに来た？ってカンジだゾ) | Error: massa crides #time | Error: massa crides #time                            |
| 438 | Ei, que tenim ganes d'anar de pícnic! / Ei, que jo m'encarrego del menjar! / Ei, que s'arma un bon guirigall al pícnic! ashita no pikunikku ha tanoshimi da zo / ora haobentouno tatsujin da zo / pikunikku ha oosawagi da zo (明日のピクニックは楽しみだゾ / オラはおべんとうの達人だゾ / ピクニックは大騒ぎだゾ) | Error: massa crides #time | Error: massa crides #time                            |
| 439 | Ei, que invertim els papers! / Ei, que tinc un professor particular! / Ei, que el pare té una amiga secreta! ora tachi kasukabe kageki dan da zo / kateikyoushi ga kuru zo / touchan no himitsu no meru tomo da zo (オラ達かすかべ歌劇団だゾ / 家庭教師が来るゾ / 父ちゃんのヒミツのメル友だゾ) | Error: massa crides #time | Error: massa crides #time (ep.b, c)                  |
| 440 | Ei, que s'ha de podar la bardissa! / Ei, que sobrevivim en una illa deserta! / Ei, que hi ha síndria a la nit! ikegaki no teire wosuru zo / mujintou no sabaibaru da zo / mayonaka no suika asobi da zo (生け垣の手入れをするゾ / 無人島のサバイバルだゾ / 真夜中のスイカ遊びだゾ) | Error: massa crides #time | Error: massa crides #time                            |
| 441 | Ei, que ens torrem de calor! / Ei, que és molta feina passejar el Nevat! / Ei, que ens quedem a dormir a la guarderia! suku te nagai tsuitachi da zo / shiro tono sanpo ha hado da zo / o tomari hoiku ha dokidoki da zo (暑くて長い一日だゾ / シロとの散歩はハードだゾ / お泊まり保育はドキドキだゾ) | Error: massa crides #time | Error: massa crides #time                            |
| 442 | Ei, que tinc convidats! / Ei, que mengem gel picat! / Ei, que t'ensenyo el camí! minnawoo mukae suru zo / natsu hayapparikaki koori da zo / michiannai haomakaseda zo (みんなをお迎えするゾ / 夏はやっぱりかき氷だゾ / 道案内はおまかせだゾ) | Error: massa crides #time | 13 de juliol de 2016                                 |
| 443 | Ei, que sever que és l'avi de Kyushu! / Ei, que l'avi es queda a dormir! / Ei, que tots fem el mateix! kyuushuu nojiichanha kibishi i zo / jiichangao tomari suru zo / dokohe itte mo onaji da zo (九州のじいちゃんは厳しいゾ / じいちゃんがお泊まりするゾ / どこへ行っても同じだゾ) | Error: massa crides #time | 13 de juliol de 2016                                 |
| 444 | Ei, que el Nevat se'ns casa! / Ei, que ve un tifó! / Ei, que en Yonro em fa de professor! shiro no kekkonshiki da zo / taifuu no junbi da zo / arubaito mo taihen da zo (シロの結婚式だゾ / 台風の準備だゾ / アルバイトも大変だゾ) | Error: massa crides #time | Error: massa crides #time                            |
| 445 | Ei, que vacunem el Nevat! / Ei, que a la mare li agraden els herois! / Ei, que no tinc res per posar-me! shiro no yobouchuusha da zo / kaachan mo hiro suki da zo / kigae ru mono ga naku nacchatta zo (シロの予防注射だゾ / 母ちゃんもヒーロー好きだゾ / 着替える物が無くなっちゃったゾ) | Error: massa crides #time | Error: massa crides #time                            |
| 446 | Ei, que en Masao ho ordena tot! / Ei, que em barallo amb el Nevat! / Ei, que el cranc és per als grans! nande mo katadu kechau zo / shiro to kenka da zo / kani ha otona no aji da zo (何でも片づけちゃうゾ / シロとケンカだゾ / カニはオトナの味だゾ) | Error: massa crides #time | Error: massa crides #time                            |
| 447 | Ei, que tornen les de l'Exèrcit Escarlata! / Ei, que m'he engreixat! / Ei, que em tenyeixo els cabells! hisashi burino kurenai sasori tai da zo / ora futocchi yatta zo / heamanikyua wosuru zo (久しぶりの紅さそり隊だゾ / オラ太っちゃったゾ / ヘアマニキュアをするゾ) | Error: massa crides #time | Error: massa crides #time                            |
| 448 | Ei, que difícil que és sortir de casa! / Ei, que la Nene s'enamora! / Ei, que vull fer la migdiada! o deka keno junbi ha taihen da zo / nene channo kokuhaku da zo / hirune gashitai zo (お出かけの準備は大変だゾ / ネネちゃんの告白だゾ / 昼寝がしたいゾ) | Error: massa crides #time | Error: massa crides #time                            |
| 449 | Ei, que divertit que és l'avi de Kyushu! (1a part) / Ei, que divertit que és l'avi de Kyushu! (2a part) / Ei, que divertit que és l'avi de Kyushu! (3a part) kyuushuu nojiichan ie ha tanoshi i zo 1 / kyuushuu nojiichan ie ha tanoshi i zo 2 / kyuushuu nojiichan ie ha tanoshi i zo 3 (九州のじいちゃん家は楽しいゾ1 / 九州のじいちゃん家は楽しいゾ2 / 九州のじいちゃん家は楽しいゾ3)                                        | Error: massa crides #time | Error: massa crides #time                            |
| 450 | En Shin Chan als límits de la realitat: El mini dimoni / Ei, que anem a un hostal rústic! / Ei, que els mòbils són molt pràctics! kure shin anbaransuzon puchi akuma / hinabita onsenryokan ni toma ru zo / keitaidenwa ha benri da zo (クレしんアンバランスゾーン プチ悪魔 / ひなびた温泉旅館に泊まるゾ / 携帯電話は便利だゾ)                                                                                                  | Error: massa crides #time | Error: massa crides #time                            |
| 451 | Ei, que em faig dels escoltes! / Ei, que divertit que és ser escolta! / En Shin Chan als límits de la realitat: L'esperit del foc boisukauto ni itsutta zo / boisukauto ha tanoshi i zo / kure shin anbaransuzon shakunetsu majin (ボーイスカウトに入ったゾ / ボーイスカウトは楽しいゾ / クレしんアンバランスゾーン 灼熱魔人)                                                                                                   | Error: massa crides #time | Error: massa crides #time                            |
| 452 | En Shin Chan als límits de la realitat: El mutant 000 / Ei, que la mare és professora de cuina! / Ei, que la senyoreta Matzusaka té problemes! kure shin anbaransuzon ooo noshinnosuke / kaachan ha ryouri no sensei da zo / matsuzaka sensei no nayami da zo (クレしんアンバランスゾーン オオオのしんのすけ / 母ちゃんは料理の先生だゾ / まつざか先生の悩みだゾ)                                                               | Error: massa crides #time | Error: massa crides #time                            |

### Episodis de 2003
| #   | Títol en català | Data d'estrena al Japó    | Data d'estrena a Catalunya          |
| --- | --- | ------------------------- | ----------------------------------- |
| 453 | Ei, que bonic és ser jove... o això diuen! - Capítol 1 / Ei, que la mare em porta a comprar amb el cotxe! / Ei, que vull un cotxe esportiu! korega seishun rashii zo! daiichi wa / kaachan to kuruma de kaimono da zo / supotsuka ga hoshii zo (これが！青春らしいゾ 第一話 / 母ちゃんと車で買い物だゾ / スポーツカーが欲しいゾ)                                                               | Error: massa crides #time | Error: massa crides #time           |
| 454 | Ei, que bonic és ser jove... o això diuen! - Capítol 2 / Ei, que llogo el Nevat! / Ei, que la Keiko ve de visita! korega seishun rashii zo! daini hanashi / shiro wo rentaru suru zo / o kei obasanno iede da zo (これが！青春らしいゾ 第ニ話 / シロをレンタルするゾ / おケイおばさんの家出だゾ)                                                                                               | Error: massa crides #time | Error: massa crides #time           |
| 455 | Ei, que em faig un bon fart d'escombrar! / Ei, que bonic és ser jove... o això diuen! - Capítol 3 / Ei, que avui anem amb taxi! o tetsudai deo hara gaippaida zo / badōocchingu de maigo da zo / Korega! Seishun rashii zo daisanwa (お手伝いでお腹がいっぱいだゾ / バードウォッチングで迷子だゾ / これが！青春らしいゾ 第三話)                                                                | Error: massa crides #time | Error: massa crides #time (ep.a, c) |
| 456 | Ei, que el pare surt a buscar gasoil! / Ei, que el trineu d'en Masao és una canya! / Ei, que bonic és ser jove... o això diuen! - Capítol 4 tōyu wo kai ni iku zo / masao kun tosori asobi da zo / korega seishun rashii zo! daisanwa (灯油を買いに行くゾ / マサオ君とそり遊びだゾ / これが！青春らしいゾ 第四話)                                                                              | Error: massa crides #time | Error: massa crides #time           |
| 457 | Ei, que en Masao té singlot! / Ei que se'm veu el llautó! / Ei, que tenim peixets de colors! shakkuri ga toma ranai zo / onedarihaumakuikanai zo / kingyo wo kau zo (シャックリが止まらないゾ / おねだりはうまくいかないゾ / 金魚を飼うゾ) | Error: massa crides #time | Error: massa crides #time           |
| 458 | Ei, que la mare descobreix el iogurt miraculós! / Ei, que en Kazama i jo fem un tracte! / Ei, que la mare s'aficiona a la lectura! maboroshi no yoguruto da zo / ōboken wo kōkan suru zo / o jōhin ni dokusho wosuru zo (幻のヨーグルトだゾ / 応募券を交換するゾ / お上品に読書をするゾ) | Error: massa crides #time | Error: massa crides #time           |
| 459 | Ei, que en Kazama triomfa a la vida! / Ei, que avui ve la senyoreta a casa! / Ei, que tinc casa pròpia! kazama kun ha shusse suru zo / konnichiha kateihōmon da zo / ora no kakure ie da zo (風間君は出世するゾ / 今日は家庭訪問だゾ / オラの隠れ家だゾ) | Error: massa crides #time | Error: massa crides #time           |
| 460 | Ei, que juguem a estirar la corda! / Ei, que ens en anem tranquil·lament a comprar! / Ei, que bereno amb la Nene a casa seva! tsuna biki taikai da zo / nonbirio kaimono da zo / baikin wo shattoauto suru zo (綱引き大会だゾ / のんびりお買い物だゾ / バイキンをシャットアウトするゾ) | Error: massa crides #time | Error: massa crides #time           |
| 461 | Ei, que el director es reconcilia amb la seva cara! / Ei, que deso les meves obres d'art! / Ei, que sóc un mestre de kendo! enchō sensei no risō no kao da zo / gejitsu wo nokosu zo / ora wa ken no tatsujin da zo (園長先生の理想の顔だゾ / ゲージツを残すゾ / オラは剣の達人だゾ) | Error: massa crides #time | Error: massa crides #time           |
| 462 | Ei, que en Kazama vol ser un gran líder! / Ei, que la Matsuzaka fa de mainadera! / Ei, que aprenc kendo de gorra! boizu. bi. anbishasu da zo / kodure matsuzaka sensei da zo / tada de kendō wo narau zo (ボーイズ・ビー・アンビシャスだゾ / 子連れまつざか先生だゾ / タダで剣道を習うゾ) | Error: massa crides #time | Error: massa crides #time           |
| 463 | Ei, que en Masao vol ser valent! / Ei, que ens hem d'estrènyer el cinturó! / Ei, que la mare de la Nene vol anar de rebaixes! masao kun yūki da zo / tōchan nootsumamida zo / zettai bagen niiku zo (マサオ君勇気だゾ / 父ちゃんのおつまみだゾ / 絶対バーゲンにいくゾ) | Error: massa crides #time | Error: massa crides #time           |
| 464 | Ei, que la Misae fa filigranes per arribar a final de mes! / Ei, que en Yonro no es menja un torrat! / Ei, que el kendo no és tan fàcil! girigiri shufu misaeda zo / shirō koi no daisakusen da zo / tsurugi no shugyō hakibishii zo (ギリギリ主婦みさえだゾ / 四郎 恋の大作戦だゾ / 剣の修行はきびしいゾ)                                                                                     | Error: massa crides #time | Error: massa crides #time           |
| 465 | Ei, que ens n'anem de passeig! / Ei, que comença el kendo / Ei, que el pare no arriba a finals de mes! fushigina megane / hajimete no kendō da zo / girigiri shain hiroshida zo (ふしぎなメガネ / 初めての剣道だゾ / ギリギリ社員ひろしだゾ) | Error: massa crides #time | Error: massa crides #time (ep.b, c) |
| 466 | Ei, que pugem al Kasukabe! (1a part) / Ei, que pugem al Kasukabe! (2a part) / Ei, que pugem al Kasukabe! (3a part) kasukabe gaku ni moretsuatakku da zo (かすかべ岳にモーレツアタックだゾ) | Error: massa crides #time | Error: massa crides #time           |
| 467 | Kenta Musashino - La mare s'enganxa al kendo! / Ei, que cuido molt bé els ous! / Ei, que el conillet de la Nene es revenja! musashino tsurugi ta kaachan no kendō nyūmon / tamagowoo mamori suru zo / nagura re usagi no gyakushū da zo (武蔵野剣太 母ちゃんの剣道入門 / たまごをお守りするゾ / 殴られウサギの逆襲だゾ)                                                                        | Error: massa crides #time | Error: massa crides #time           |
| 468 | Ei, que guardo el tresor d'en Boo-chan! / Ei, que posem un entarimat al jardí! / Ei, que vull estar malalt! bo channo takara no ishi da zo / famiresu de sutoresu da zo / ora ha zettai byoki da zo (ボーちゃんの宝の石だゾ / ファミレスでストレスだゾ / オラは絶対ビョーキだゾ) | Error: massa crides #time | Error: massa crides #time (ep.a, c) |
| 469 | Ei, que en Masao i en Boo-chan s'enfaden! / Ei, que jo també vull un llit! / Ei, que la mare vol estalviar! masao kunto bo changa zekkō da zo / ora mo beddo ga hoshii zo / kaachan notsumori chokin da zo (マサオくんとボーちゃんが絶交だゾ / オラもベッドが欲しいゾ / 母ちゃんのつもり貯金だゾ)                                                                                              | Error: massa crides #time | Error: massa crides #time           |
| 470 | El planeta dels gossos / El planeta dels gossos 2 / Ei, que no és bo ser desendreçat! inu no wakusei / zoku inu no wakusei / chira kashicha damedame da zo (犬の惑星 / 続 犬の惑星 / 散らかしちゃダメダメだゾ) | Error: massa crides #time | Error: massa crides #time           |
| 471 | Kenta Musashino - En Robert aprèn kendo (1a part) / Kenta Musashino - En Robert aprèn kendo (2a part) / Ei, que els mòbils nous son molt practics! musashino tsurugi ta roberuto no kendō nyūmon 1 / musashino tsurugi ta roberuto no kendō nyūmon 2 / kazama kunno puremiakaado da zo (武蔵野剣太 ロベルトの剣道入門 1 / 武蔵野剣太 ロベルトの剣道入門 2 / 風間くんのプレミアカードだゾ)      | Error: massa crides #time | Error: massa crides #time (ep.a, b) |
| 472 | Ei, que me'n vaig a la platja amb la Nanako! (1a part) / Ei, que me'n vaig a la platja amb la Nanako! (2a part) / Ei, que me'n vaig a la platja amb la Nanako! (3a part) Nana ko oneisanto kaisuiyoku da zo 1 / Nana ko oneisanto kaisuiyoku da zo 2 / Nana ko oneisanto kaisuiyoku da zo 3 (なな子おねいさんと海水浴だゾ 1 / なな子おねいさんと海水浴だゾ 2 / なな子おねいさんと海水浴だゾ 3) | Error: massa crides #time | Error: massa crides #time           |
| 473 | Ei, que viure al camp és genial! / Ei, que ens passem tota la nit sense poder dormir! / Ei, que mengem fideus flotants! inaka kurashi ha saiko da zo / konya haminna nemure nai zo / nagare ru ranchi da zo (田舎暮らしはサイコーだゾ / 今夜はみんな眠れないゾ / 流れるランチだゾ) | Error: massa crides #time | Error: massa crides #time           |
| 474 | Ei, que la mare ens porta a la piscina! / Ei, que fa calor a tot arreu! / Ei, que hi ha una presència a casa! girigiri shufu misae kodure de puru / doko moajii ~ zo / sonzaikan gaaruyōde nai zo (ギリギリ主婦みさえ 子連れでプール / ドコもあじぃ～ゾ / 存在感があるようで無いゾ) | Error: massa crides #time | Error: massa crides #time           |
| 475 | Ei, que no hi ha qui dormi en ple estiu! / Ei, que la senyoreta Yoshinaga se'n vol anar de vacances! / Kenta Musashino - Contra l'Exèrcit Escarlata! nettaiya haurusai zo / yoshinaga sensei no natsuyasumi da zo / musashino tsurugi ta kurenai sasori tai no dōjōyaburi (熱帯夜はうるさいゾ / よしなが先生の夏休みだゾ / 武蔵野剣太 紅さそり隊の道場破り)                                    | Error: massa crides #time | Error: massa crides #time           |
| 476 | Ei, que la mare se'n va a un balneari! / Kenta Musashino - Contra l'Exèrcit de Kasukabe / Ei, que ens perdem amb el GPS! girigiri shufu misae onsenryokō de dokidoki yo / musashino tsurugi ta vs kasukabe bōeitai / kanabi de maigo da zo (ギリギリ主婦みさえ 温泉旅行でドキドキよ / 武蔵野剣太 ＶＳカスカベ防衛隊 / カーナビで迷子だゾ)                                                      | Error: massa crides #time | Error: massa crides #time           |
| 477 | Ei, que torna a aparèixer en Yonro! / Ei, que arriba un tifó! / Kenta Musashino - La Ryûko s'enamora del mestre shirō san sos da zo / taifū ga kuru zo / musashino tsurugi ta ryūko no ichizu na koi (四郎さんＳＯＳだゾ / 台風が来るゾ / 武蔵野剣太 竜子の一途な恋) | Error: massa crides #time | Error: massa crides #time           |
| 478 | Ei, que en Masao és únic al món! / Ei, que els meus errors són els teus errors! / Ei, que acompanyem la Nanako! sekai de hitori no masao kunda zo / girigiri shufu misae watashi no misu haanatano misu / nana ko oneisanwo esukoto suru zo (世界で一人のマサオくんだゾ / ギリギリ主婦みさえ 私のミスはあなたのミス / なな子おねいさんをエスコートするゾ)                                      | Error: massa crides #time | Error: massa crides #time           |
| 479 | Ei, que l'Ai Chan fuig! / Ei, que en Nevat surt en un anunci! / Kenta Musashino - Un dojo enemic aichanto kakeochi suru zo / shiro no cm debyu da zo / musashino tsurugi ta kyokutan ryū ga kita! (あいちゃんと駆け落ちするゾ / シロのCMデビューだゾ / 武蔵野剣太 極端流が来た！) | Error: massa crides #time | Error: massa crides #time           |
| 480 | Ei, que la mare de la Lala no apareix! / Ei, que s'ha de tenir un lema! / Ei, que en Vaterman mola! kaachan ga shinario kyōshitsu ni iku zo / kaachan ga kai ta shinario da zo / o toireman ha kakko ii zo (母ちゃんがシナリオ教室に行くゾ / 母ちゃんが書いたシナリオだゾ / おトイレマンはカッコいいゾ)                                                                                        | Error: massa crides #time | Error: massa crides #time (ep.c)    |
| 481 | Ei, que la Nanako té nòvio! / Ei, que la mare s'encaterina d'un actor molt guapo! / Kenta Musashino - L'entrenament pel torneig nana ko o neesan no konyakusha da zo / kaachan ga ikemen haiyū nihamatta zo / musashino tsurugi ta kendō taikai no tokkun da zo (なな子お姉さんの婚約者だゾ / 母ちゃんがイケメン俳優にはまったゾ / 武蔵野剣太 剣道大会の特訓だゾ)                              | Error: massa crides #time | Error: massa crides #time           |
| 482 | Ei, que estan fent obres! / Ei, que sé cosir botons! / Ei, que la mare va a classes d'anglès! tadaima kōjichū da zo / botan tsukeha tokui da zo / kaachan no eikaiwa da zo (ただいま工事中だゾ / ボタンつけは得意だゾ / 母ちゃんの英会話だゾ) | Error: massa crides #time | Error: massa crides #time           |
| 483 | Ei, que busquem el ien perdut! / Ei, que juguem al tren! / Ei, que el conillet de la Nene ha parlat! tansu no ura niha nanika gaaru zo / densha gokkowosuru zo / nene channo usagi gashabetta zo (タンスの裏にはナニカがあるゾ / 電車ごっこをするゾ / ネネちゃんのウサギがしゃべったゾ) | Error: massa crides #time | Error: massa crides #time           |

### Episodis de 2004
| #   | Títol en català | Data d'estrena al Japó    | Data d'estrena a Catalunya                                        |
| --- | --- | ------------------------- | ----------------------------------------------------------------- |
| 484 | Ei, que he de fer una foto! / Ei, que posem la casa de cap per avall! / Ei, que sóc un geni del kendo! omoide no shashin wo toru zo / iejū wo dai sosaku da zo / ora ha kengō shinnosukeda zo (思い出の写真を撮るゾ / 家中を大ソーサクだゾ / オラは剣豪しんのすけだゾ) | Error: massa crides #time | Error: massa crides #time                                         |
| 485 | Ei, que quan fa fred no ens allunyem del braser! / Ei, que busco un objecte perdut! / Ei, que m'entreno sense parar! samui nichi hayappari kotatsu da zo / otoshimono wo sagasu zo / tokkun! tokkun! mata tokkun da zo (寒い日はやっぱりコタツだゾ / 落し物を探すゾ / 特訓！特訓！また特訓だゾ) | Error: massa crides #time | Error: massa crides #time                                         |
| 486 | Ei, que anem a esquiar! (1a part) / Ei, que anem a esquiar! (2a part) / Ei, que anem a esquiar! (3a part) tanoshi i suki kyōshitsu da zo 1 / tanoshi i suki kyōshitsu da zo 2 / tanoshi i suki kyōshitsu da zo 3 (楽しいスキー教室だゾ1 / 楽しいスキー教室だゾ2 / 楽しいスキー教室だゾ3) | Error: massa crides #time | Error: massa crides #time                                         |
| 487 | Ei, que ha arribat el torneig de kendo! (1a part) / Ei, que ha arribat el torneig de kendo! (2a part) / Ei, que ha arribat el torneig de kendo! (3a part) taiketsu! kendō taikai hen nawaza daishūgō 1 / taiketsu! kendō taikai hen nawaza daishūgō 2 / taiketsu! kendō taikai hen nawaza daishūgō 3 (対決！剣道大会ヘンなわざ大集合1 / 対決！剣道大会ヘンなわざ大集合2 / 対決！剣道大会ヘンなわざ大集合3) | Error: massa crides #time | Error: massa crides #time                                         |
| 488 | Ei, que a la Himawari no li agrada l'assecador! / Ei, que sempre anem tard! / Ei, que els nens també saben aconsellar! doraiyapanikku da zo / ora n ie ha zettai chikoku suru zo / kodomo mo sōdan shitai nengoro da zo (ドライヤーパニックだゾ / オラん家は絶対遅刻するゾ / 子供も相談したい年頃だゾ) | Error: massa crides #time | Error: massa crides #time                                         |
| 489 | Ei, que estem sols a casa d'en Masao! / Ei, que li dono molta feina al Nevat! / Ei, que el pare s'emporta el dinar de casa! o rusuban ha masao kun ie ni kagiru zo / shiro ni kurō wokakeru zo / tōchan ha aisai bentō da zo (お留守番はマサオくん家に限るゾ / シロに苦労をかけるゾ / 父ちゃんは愛妻弁当だゾ)                                                                                              | Error: massa crides #time | Error: massa crides #time                                         |
| 490 | Ei, que fer el gandul és molt cansat! / Ei, que la Nene ens preocupa! / Ei, que estalviar, al final, prova! gorogoro surunohatsukareru zo / nene channiha kiwo tsukau zo / setsuyaku haoishii zo (ゴロゴロするのはつかれるゾ / ネネちゃんには気を使うゾ / 節約はおいしいゾ) | Error: massa crides #time | Error: massa crides #time                                         |
| 491 | Ei, que juguem a la Ultramaca! / Ei, que ajudo en Kazama! / Ei, que les pastes són molt temptadores! bijo kaijin byuteiakujo da zo / kazama kunwo tetsudau zo / yūwaku no keki da zo (美女怪人ビューティーアクージョだゾ / 風間くんを手伝うゾ / 誘惑のケーキだゾ) | Error: massa crides #time | Error: massa crides #time                                         |
| 492 | El western de Kasukabe (1a part) / El western de Kasukabe (2a part) kōya no kasukabeuesutan da zo 1 / kōya no kasukabeuesutan da zo 2 (荒野のカスカベウエスタンだゾ1 / 荒野のカスカベウエスタンだゾ2) | Error: massa crides #time | Error: massa crides #time                                         |
| 493 | Ei, que la Nanako prepara sushi! / Ei, que busquem el mocador de l'osset! / Ei, que s'ha de tenir delicadesa amb els veïns! nanakooneisanno arubaito da zo / kuma san hankachi wo sosaku suru zo / koregago kinjo dukiaida zo (ななこおねいさんのアルバイトだゾ / クマさんハンカチをソーサクするゾ / これがご近所づきあいだゾ)                                                                             | Error: massa crides #time | Error: massa crides #time                                         |
| 494 | Ei, que porto la contrària! / Ei, que la senyoreta Matsuzaka es venja! / Ei, que a la biblioteca hi hem d'estar en silenci! ora amanjaku da zo / matsuzaka onna no fukushū da zo / toshokan dehao shizuka nida zo (オラ アマンジャクだゾ / まつざか女の復讐だゾ / 図書館ではお静かにだゾ) | Error: massa crides #time | Error: massa crides #time                                         |
| 495 | Ei, que se'ns noten les arrugues! / Ei, que juguem a ninges! / Ei, que el pare m'obliga a jugar amb ell! shiwatorebian da zo / ninja degozaru zo / tōchan tomurishite asobu zo (シワトレビアーンだゾ / 忍者でござるゾ / 父ちゃんとむりして遊ぶゾ) | Error: massa crides #time | Error: massa crides #time                                         |
| 496 | Ei, que me'n vaig a Espanya! oratsu! supein ryokō da zo 1 / oratsu! supein ryokō da zo 2 / oratsu! supein ryokō da zo 3 (オーラッ！ スペイン旅行だゾ1 / オーラッ！ スペイン旅行だゾ2 / オーラッ！ スペイン旅行だゾ3) | Error: massa crides #time | Error: massa crides #time                                         |
| 497 | Ei, que avui tinc una maduixeta! / Ei, que jo vull ser artista! (1a part) / Ei, que jo vull ser artista! (2a part) ora no ichigo chanda zo / tarento womezasu zo / dansu no tokkun da zo (オラのイチゴちゃんだゾ / タレントをめざすゾ / ダンスの特訓だゾ) | Error: massa crides #time | Error: massa crides #time                                         |
| 498 | Ei, que la Misae vol que li diguin mama! / Ei, que les ulleres molen! / Ei, que ajudo en Kawaguchi a trobar l'amor! papamamapurojiekuto da zo / megane tte kakko ii zo / kawaguchi sanno koi wo ōen suru zo (パパママプロジェクトだゾ / メガネってカッコいいゾ / 川口さんの恋を応援するゾ) | Error: massa crides #time | Error: massa crides #time                                         |
| 499 | Ei, que comprem barat! / Ei, que hi ha una batussa de robots de paper! / Ei, que gaudim del mar! yasuiyosoyukiwo kau zo / peparobotto taiketsu! da zo / umi ha mufufu... da zo (やすいよそゆきを買うゾ / ペーパーロボット対決！だゾ / 海はムフフ... だゾ) | Error: massa crides #time | Error: massa crides #time                                         |
| 500 | Ei, que anem a la piscina! / Ei, que l'Atsumi debuta al parc! / Ei, que fem una passejada després de la pluja! minnade puru ni iku zo / kōen debyu nootomoda zo / ame agarinoo sanpo da zo (みんなでプールに行くゾ / 公園デビューのおともだゾ / 雨あがりのお散歩だゾ) | Error: massa crides #time | Error: massa crides #time                                         |
| 501 | Ei, que ens regalen unes figuretes! / Ei, que em compro sabates noves! / Ei, que preparo una súper-carmanyola! furikake ningyō setto da zo / o nyu no kutsu wo kau zo (ふりかけ人形セットだゾ / おニューの靴を買うゾ) | Error: massa crides #time | Error: massa crides #time                                         |
| 502 | Ei, que la mare té un paraigua fantàstic! / Ei, que no enviem la postal! / Ei, que no hi ha manera de llençar les coses! gureito naobentōda zo / kaachan no suteki na kasa da zo (グレイトなおべんとうだゾ / 母ちゃんのステキな傘だゾ) | Error: massa crides #time | Error: massa crides #time (ep.a) Error: massa crides #time (ep.b) |
| 503 | Ei, que la Himawari aprèn a fer servir l'orinal! / Ei, que en Masao es fa rondallaire! / Ei, que així són els 24 minuts del pare! hagaki ga dase nai zo / omoikitte sute ru zo (ハガキが出せないゾ / おもいきって捨てるゾ) | Error: massa crides #time | Error: massa crides #time                                         |
| 504 | Ei, que celebrem una competició a l'escola! / Ei, que es declara la guerra de les dones! / Ei, que el meu quimono és 'beautiful'! toiretoreningu da zo / kamishibaiyasanninaru zo (トイレトレーニングだゾ / かみしばいやさんになるゾ) | Error: massa crides #time | Error: massa crides #time                                         |
| 505 | Ei, que anem a veure una pel·lícula infantil! / Ei, que la senyoreta Matsuzaka es casa! / Ei, que ho arreglem d'amagat! tōchan no 24 da zo / futaba yōchien daiun dō kai da zo (父ちゃんの24だゾ / ふたば幼稚園大運動会だゾ) | Error: massa crides #time | Error: massa crides #time (ep.a) Error: massa crides #time (ep.b) |

### Episodis de 2005
| #   | Títol en català | Data d'estrena al Japó    | Data d'estrena a Catalunya                                        |
| --- | --- | ------------------------- | ----------------------------------------------------------------- |
| 506 | Ei, que pesco un refredat! / Ei, que vull dinar! / Ei, que l'esport fa venir calor! o hiru ha kore ga tabeta i zo / o soto de asobu toattakai zo (お昼はコレが食べたいゾ / 外でアソブとあったかいゾ)                            | Error: massa crides #time | Error: massa crides #time                                         |
| 507 | Ei, que en Masao la fa grossa! / Ei, que s'ha d'estar preparat! / Ei, que ens passem el dia amb el braser! masao kungayacchatta! zo / junbi ha okke da zo (マサオくんがやっちゃった!ゾ / 準備はオッケーだゾ)                    | Error: massa crides #time | Error: massa crides #time                                         |
| 508 | Ei, que en Masao té una doble vida! / Ei, que la Misae juga a detectius! / Ei, que fem una audició! kotatsu no nagai tsuitachi da zo / masao kun no kakemochi jinsei da zo (マサオ君のカケモチ人生だゾ / コタツの長い一日だゾ)  | Error: massa crides #time | Error: massa crides #time (ep.a) Error: massa crides #time (ep.b) |
| 509 | Ei, que trobem un gatet! / Ei, que em converteixo en una bellesa! / Ei, que no paro d'esternudar! ko neko wo hirotta zo / ora bijin ninaru zo (子ネコを拾ったゾ / オラ美人になるゾ)                                             | Error: massa crides #time | Error: massa crides #time                                         |
| 510 | Ei, que la mare fa un pastís! / Ei, que sortim nens amb nenes! / Ei, que la Himawari està molt capritxosa! hana mizu ga toma ranai zo / kaachan ga keki wo tsukuru zo (ハナ水が止まらないゾ / 母ちゃんがケーキを作るゾ)         | Error: massa crides #time | Error: massa crides #time (ep.a) Error: massa crides #time (ep.b) |
| 511 | Ei, com m'agrada el sushi! / Ei, que els mestres passen una revisió mèdica! / Ei, que fem un concurs de menjar! arigata ~ io sushi da zo / sensei tachino kenkōshindan da zo (ありがた〜いお寿司だゾ / 先生たちの健康診断だゾ)  | Error: massa crides #time | Error: massa crides #time                                         |
| 512 | Ei, que ens fan una entrevista! / Ei, que en Masao lliga molt! / Ei, que cal mantenir-se jove! o bentō konkuru da zo / intabyu ni kotae ru zo (お弁当コンクールだゾ / インタビューに答えるゾ)                                   | Error: massa crides #time | Error: massa crides #time (ep.a) Error: massa crides #time (ep.b) |
| 513 | Ei, que demà em poso a fer règim! / Ei, que visitem els estudis de la tele! / Ei, que el pare té un amor d'institut! motemote masao kunda zo / muri shite jaku kaecchi yau zo (もてもてマサオくんだゾ / ムリして若返っちゃうゾ) | Error: massa crides #time |                                                                   |
| 514 | - / - / - ashita kara daietto da zo / terebi asahi wo kengaku suru zo (明日からダイエットだゾ / テレビ朝日を見学するゾ) | Error: massa crides #time |                                                                   |
| 515 | - / - / - hiroshinotokimekino hibi da zo / futtefuttefutteda zo (ひろしのときめきの日々だゾ / ふってふってふってだゾ) | Error: massa crides #time |                                                                   |
| 516 | - / - / - ai. rabu. micchi da zo / akogareno gojasu. pafe da zo (アイ・ラブ・ミッチーだゾ / あこがれのゴージャス・パフェだゾ)                                                                                                   | Error: massa crides #time |                                                                   |
| 517 | - / - / - tōchan too sanpo da zo / gareji ga tsukae nai zo (父ちゃんとお散歩だゾ / ガレージが使えないゾ) | Error: massa crides #time |                                                                   |
| 518 | - / - / - tōchan ha fūsen gao suki!? da zo / ageo sensei gago shidō suru zo (父ちゃんは風船がお好き!?だゾ / 上尾先生がご指導するゾ)                                                                                             | Error: massa crides #time |                                                                   |
| 519 | - / - / - gure teyaru!? da zo / ketai no ban wosuru zo (グレてやる!?だゾ / ケータイの番をするゾ) | Error: massa crides #time |                                                                   |
| 520 | - / - / - kuchibue ha hyu ~ u da zo / o konomi yaki wo tsukuru zo (口笛はヒュ〜ゥだゾ / お好み焼きを作るゾ!) | Error: massa crides #time |                                                                   |
| 521 | - / - / - moe p ni taihen mi da zo / matsuzaka sensei michi yaiya ~ nda zo (もえPに大変身だゾ / まつざか先生見ちゃいや〜んだゾ)                                                                                                 | Error: massa crides #time |                                                                   |
| 522 | - / - / - sain shichau zo / himawariga jibika ni iku zo (サインしちゃうゾ / ひまわりが耳鼻科に行くゾ) | Error: massa crides #time |                                                                   |
| 523 | - / - / - kaachan wo kanbyō suru zo / kakure ie resutoran ni iku zo (母ちゃんを看病するゾ / 隠れ家レストランに行くゾ) | Error: massa crides #time |                                                                   |
| 524 | - / - / - mendōkusai zo / takeuma tsukutte jōcchi yau zo (めんどうくさいゾ / 竹馬作って乗っちゃうゾ) | Error: massa crides #time |                                                                   |
| 525 | - / - / - jusu ga nomi tai zo / zukkin de dokkin! da zo (ジュースが飲みたいゾ / ズッキンでドッキン!だゾ) | Error: massa crides #time |                                                                   |
| 526 | - / - / - cd shoppu he iku zo / yukatade hanabitaikai da zo (CDショップへ行くゾ / ゆかたで花火大会だゾ) | Error: massa crides #time |                                                                   |
| 527 | - / - / - ookuwagata wo toru zo (オオクワガタを捕るゾ) | Error: massa crides #time |                                                                   |
| 528 | - / - / - atsukurushii zo / katatatataki ken da zo (あつくるしいゾ / かたたたき券だゾ) | Error: massa crides #time |                                                                   |
| 529 | - / - / - atsukuru sensei, tōjō! da zo / uokingu. deto da zo (あつくる先生、登場!だゾ / ウォーキング・デートだゾ) | Error: massa crides #time |                                                                   |
| 530 | - / - / - sakka de shōbu da zo / himawariganokkechau zo (サッカーで勝負だゾ / ひまわりがのっけちゃうゾ) | Error: massa crides #time |                                                                   |
| 531 | - / - / - ekisupanda dekitaeru zo / aroma ~ na kibun da zo (エキスパンダーできたえるゾ / アロマ〜な気分だゾ) | Error: massa crides #time |                                                                   |
| 532 | - / - / - puchifaiya ~ po da zo / akusesari wotsukuru zo (プチファイヤー ポだゾ / アクセサリーをつくるゾ) | Error: massa crides #time |                                                                   |
| 533 | - / - / - nene changao heso wo mage chatta zo / matsutakewomoratta zo (ネネちゃんがおヘソを曲げちゃったゾ / まつたけをもらったゾ)                                                                                               | Error: massa crides #time |                                                                   |
| 534 | - / - / - hayaoki ha sanmon no toku!? da zo / nigate wo kokufuku suru zo (早起きは三文のトクだゾ / 苦手をコクフクするゾ) | Error: massa crides #time |                                                                   |
| 535 | - / - / - undōkai de faiya da zo / shiizō sensei yamenaide! da zo (運動会でファイヤーだゾ / しいぞう先生やめないで!だゾ) | Error: massa crides #time |                                                                   |
| 536 | - / - / - gikkuri koshi demo tabeta i zo / sayonara faiya! da zo (ギックリ腰でも食べたいゾ / さよならファイヤー!だゾ) | Error: massa crides #time |                                                                   |
| 537 | - / - / - penki wo nuru zo / himanoo kiniiri da zo (ペンキを塗るゾ / ひまのお気に入り!だゾ) | Error: massa crides #time |                                                                   |
| 538 | - / - / - gōkon debyu da zo / tanomu karahitorinishiteda zo (合コンデビューだゾ / 頼むからひとりにしてだゾ) | Error: massa crides #time |                                                                   |
| 539 | - / - / - shiro moosharewosuru zo / yudōfu wo tabeta i zo (シロもおしゃれをするゾ / 湯豆腐を食べたいゾ) | Error: massa crides #time |                                                                   |

## Episodis especials
Durant l'emissió de la sèrie, al Japó s'emeten alguns episodis de major durada que queden fora de la numeració original. A Catalunya, alguns d'aquests episodis especials s'han inclòs doblats al català com a extres als DVD de les diverses pel·lícules entre els anys 2005 i 2009. El 2015 es van començar a emetre per televisió, encara que es va fer amb un ordre diferent a l'emissió original. Aquesta emissió de 2015 va tenir un redoblatge respecte a les edicions en DVD.
| #  | Títol | Data d'estrena al Japó    | Data d'estrena a Catalunya |
| -- | --- | ------------------------- | --- |
| 1  | Ei, que al braser elèctric s'hi està molt calentet! / Ei, que sóc el porquet pirata! / Ei, que fem rebumbori general! / Ei, que anem a comprar pel sopar de Cap d'Any! / Ei, que fan l'especial de l'Ultraheroi! / Ei, que recordem que l'any s'acaba! kotatsu wa attakai zo / buriburi zaemon no bōken da zo / dai sooji ha dai soudou da zo / oshougatsu no kaidashi ni iku zo / action kamen special da zo / kotoshi no omoide da zo (コタツはあったかいゾ / ブリブリざえもんのボーケンだゾ / 大ソージは大騒動だゾ / お正月の買い出しに行くゾ / アクション仮面スペシャルだゾ / 今年の思い出だゾ) | Error: massa crides #time | Error: massa crides #time (ep.a, b, c, d) Error: massa crides #time (ep.e, f)                                                                                              |
| 2  | Ei, que avui el Nevat està de pega! / Ei, que visc una gran aventura al món dels somnis! / Ei, que mirem les C.C. Girls! / Ei, que s'acaba l'Ultraheroi! / Ei, que vaig de viatge amb la mare! shiro mo ichi nichi taihen da zo / yume no sekai no dai booken da zo / CC gaaruzu o miru zo / akushon kamen ga saishuu kai da zo / kaachan to ni nin tabi da zo (シロも一日大変だゾ / 夢の世界の大ボーケンだゾ / ＣＣガールズを見るゾ / アクション仮面が最終回だゾ / 母ちゃんと二人旅だゾ) | Error: massa crides #time | Error: massa crides #time (ep.b, d) Error: massa crides #time (ep.e) Error: massa crides #time (ep.a, c)                                                                   |
| 3  | Ei, que anem a Guam! / Ei, que pugem en un avió per primera vegada! / Ei, que ja som a Guam! / Ei, que Guam és fantàstic! ora-tachi kazoku de guamu ryokō da zo / hajimete hikouki ni notta zo / guamu ni ki chatta zo / guamu wa saikō da zo (オラ達家族でグアム旅行だゾ / 初めて飛行機に乗ったゾ / グアムに来ちゃったゾ / グアムはサイコーだゾ) | Error: massa crides #time | Error: massa crides #time (ep.a, b, c) Error: massa crides #time (ep.d) |
| 4  | Ei, que el robot Kantam és invencible! / Ei, que assagem l'obra de teatre! / Ei, que acabo amb el dimoni! / Ei, que el Nevat troba el seu primer amor! / Ei, que a Edolàndia ens ho passem molt bé! / Ei, que a Edolàndia ens ho passem molt malament! muteki no kantamu robo da zo / o-shibai no o keiko da zo / ora no oni taiji da zo / shiro no hatsukoi monogatari da zo / ooedo rando ten no maki da zo / ooedo rando chi no maki da zo (無敵のカンタムロボだゾ / お芝居のおケイコだゾ / オラの鬼退治だゾ / シロの初恋物語だゾ / 大江戸ランド天の巻だゾ / 大江戸ランド地の巻だゾ) | Error: massa crides #time | Error: massa crides #time (ep.a, e, f) Error: massa crides #time (ep.b, c) Error: massa crides #time (ep.d)                                                                |
| 5  | Llibreta de promeses a la mare / Ei, que veiem la pel·lícula de l'Ultraheroi! / Ei, el robot Kantam també m'agrada molt! / Ei, la festa de Nadal del parvulari! / Ei, vull un regal de Nadal! / Ei, que anem al país de l'hivern! mama to no o yakusoku joukou da zo / action kamen no eiga wo miru zo / kantamu robo mo suki da zo / youchien no kurisumasu kai da zo / X ' masu purezento ga hoshii zo / fuyu no kuni no bouken da zo (ママとのお約束条項だゾ / アクション仮面の映画を見るゾ / カンタムロボも好きだゾ / 幼稚園のクリスマス会だゾ / Ｘ'マスプレゼントが欲しいゾ / 冬の国の冒険だゾ) | Error: massa crides #time | Error: massa crides #time (ep.a, b) Error: massa crides #time (ep.f) Error: massa crides #time (ep.c, d, e)                                                                |
| 6  | Les aventures del Porquet Pirata: L'aventura del tro / Ei, que la senyoreta Yoshinaga s'enamora! / Ei, que el ioga que fa la mare és molt perillós! / Ei, enfilar-me als arbres és el meu fort! / Ei, que l'Ultraheroi està en una situació desesperada! / Ei, que els viatges dels homes són molt poètics! / Les aventures del Porquet Pirata: L'aventura del vent buriburi zaemon no bouken raimei hen / koisuru yoshinaga sensei da zo / kaachan no yoga ha kiken da zo / ki nobori ha tokui da zo / akushon kamen zettai zetsumei da zo / otoko no tabi ha roman da zo / buriburi zaemon no bouken fuuun hen (ぶりぶりざえもんの冒険 雷鳴編 / 恋するよしなが先生だゾ / 母ちゃんのヨガは危険だゾ / 木登りはトクイだゾ / アクション仮面絶対絶命だゾ / 男の旅はロマンだゾ / ぶりぶりざえもんの冒険 風雲編)                                           | Error: massa crides #time | Error: massa crides #time (ep.a, f, g) Error: massa crides #time (ep.b, c, e) Error: massa crides #time (ep.d)                                                             |
| 7  | Ei, que ja surt el nen! / Ei, que és l'últim combat d'en Kantam! / Ei, que a final d'any toca fer neteja! / Ei, que sóc el venedor de llumins! / Ei, quin sopar de Cap d'Any més divertit! akachan ga umareru zo / kantamu saigo no tatakai da zo / nenmatsu no dai sou ji da zo / macchi uri no ora da zo / bounenkai de moriagaru zo (赤ちゃんが生まれるゾ / カンタム最後の戦いだゾ / 年末の大そうじだゾ / マッチ売りのオラだゾ / 忘年会で盛りあがるゾ) | Error: massa crides #time | Error: massa crides #time (ep.b) Error: massa crides #time (ep.a) Error: massa crides #time (ep.d) Error: massa crides #time (ep.c, e)                                     |
| 8  | En Shin Chan a l'edat de pedra (1a part) / En Shin Chan a l'edat de pedra (2a part) / Ei, les mongetes de la discòrdia! / Ei, que el Boo Chan es declara! / Ei, que el Nevat s'emborratxa! genshijidai no shin-chan da zo (sono 1) / genshijidai no shin-chan da zo (sono 2) / nettō de kenka da zo / boo-chan no puropoozu da zo / yopparai shiro da zo (原始時代のしんちゃんだゾ（その１） / 原始時代のしんちゃんだゾ（その２） / ナットウでケンカだゾ / ボーちゃんのプロポーズだゾ / 酔っぱらいシロだゾ) | Error: massa crides #time | Error: massa crides #time (ep.a, b, c) Error: massa crides #time (ep.d) Error: massa crides #time (ep.e)                                                                   |
| 9  | Ei, que juguem a anar amb taxi! / La gran aventura de l'oest. Els pistolers Nohara (1a part) / Ei, que juguem al parc infantil dels grans magatzems! / Ei, que el senyor mafiós és fotògraf! / Ei, que l'Ultraheroi es torna més poderós! / Ei, que la mare té torticoli! / La gran aventura de l'oest. Els pistolers Nohara (2a part) takushii gokko suru zo / nohara no yōjinbō / depaato no okujō de asobu zo / kumichō-sensei no kameraman da zo / action kamen pawaa appu da zo / ne chigae ta kaachan da zo / nohara no yōjinbō (タクシーごっこするゾ / 大西部劇 野原の用心棒 / デパートの屋上で遊ぶゾ / 組長先生のカメラマンだゾ / アクション仮面パワーアップだゾ / 寝ちがえた母ちゃんだゾ / 大西部劇 続・野原の用心棒) | Error: massa crides #time | Error: massa crides #time (ep.e) Error: massa crides #time (ep.c) Error: massa crides #time (ep.b, g) Error: massa crides #time (ep.d, f) Error: massa crides #time (ep.a) |
| 10 | Les aventures del Porquet Pirata: L'atac volador / Les aventures del Porquet Pirata: L'aventura del llampec / En Shin Chan es posa dramàtic (1a part) / En Shin Chan es posa dramàtic (2a part) / Ei, que el pobre Nevat també en veu de tots colors! / Ei, el mico i el cranc! buriburi zaemon no bōken: hishō hen / buriburi zaemon no bōken: denkō hen / gekiga "kureyon shin-chan" / gekiga "kureyon shin-chan" 2 / shiro mo kekkō taihen da zo / saru kani kassen da zo (ぶりぶりざえもんの冒険 飛翔編 / ぶりぶりざえもんの冒険 電光編 / 劇画クレヨンしんちゃん / 劇画クレヨンしんちゃん2 / シロもけっこう大変だゾ / さるかに合戦だゾ) | Error: massa crides #time | Error: massa crides #time (ep.a, b) Error: massa crides #time (ep.f) Error: massa crides #time (ep.c, d, e)                                                                |
| 11 | Ei, que em faig amic d'en Momotaro! / Ei, que no podem parar de fer acudits! / Ei, que el Nevat té un dia tranquil! / Ei, que torna la venedora endimoniada! momotarō no otomo da zo / bakushō renpatsu gyagu da zo / shiro no nodoka na ichi nichi da zo / fukkatsu! jigoku no seerusuredi da zo (桃太郎のお供だゾ / 爆笑連発ギャグだゾ / シロののどかな一日だゾ / 復活！地獄のセールスレディだゾ) | Error: massa crides #time | Error: massa crides #time (ep.b) Error: massa crides #time (ep.a, c, d) |
| 12 | Les aventures del Porquet Pirata: El castell dels monstres esgarrifosos Buriburi zaemon no bōken (ぶりぶりざえもんの冒険 風雲妖怪城) | Error: massa crides #time | Error: massa crides #time |
| 13 | Ei, que sóc el superheroi Ultrashinchan! / Ei, que el pare fa el que pot! / Ei, que la meva germaneta està a punt de néixer! / Ei, que la meva germaneta ja neix! / Ei, que la meva germaneta ja ha nascut! / Ei, que fem un festival de números còmics! chō hiiroo tekkotsu shin-chan da zo / tō-chan mo ganbatteru zo / aka-chan ga umare sō da zo / aka-chan ga umareru zo / aka-chan ga umareta zo / oorusutaa yume no konto matsuri da zo (超ヒーロー鉄骨しんちゃんだゾ / 父ちゃんもがんばってるゾ / 赤ちゃんが生まれそうだゾ / 赤ちゃんが生まれるゾ / 赤ちゃんが生まれたゾ / オールスター夢のコント祭だゾ) | Error: massa crides #time | Error: massa crides #time (ep.a, b, f) Error: massa crides #time (ep.c, d, e)                                                                                              |
| 14 | Ei, que l'inspector Nohara resol un cas! (1a part) / Ei, que em faig amic d'un nen prodigi de la cuina! / Ei, que l'inspector Nohara resol un cas! (2a part) / Ei, que fem neteja general entre tots! / Ei, que l'inspector Nohara resol un cas! (3a part) / Ei, que recordem l'any que s'acaba! nohara keiji no jikenbo da zo / shōnen tetsujin to ryōri taiketsu da zo / nohara keiji no jikenbo 2 da zo / minna de oosōji da zo / nohara keiji no jikenbo 3 da zo / konnen ichinen no furikaeri da zo (野原刑事の事件簿だゾ / 少年鉄人と料理対決だゾ / 野原刑事の事件簿２だゾ / みんなで大そうじだゾ / 野原刑事の事件簿３だゾ / 今年一年のふりかえりだゾ) | Error: massa crides #time | Error: massa crides #time (ep.b, d, f) Error: massa crides #time (ep.a, c, e)                                                                                              |
| 15 | Ei, que ens ataca un ciborg assassí! / Ei, que celebrem el Cap d'Any tota la família junta! / Ei, que fem una partida de Backgamon japonès! / Ei, que comprem bosses de la fortuna! / Ei, que les tres germanes Matsuzaka celebren el Cap d'Any! SF satsujin saiboogu da zo / zen'in shūgō no oshōgatsu da zo / sugoroku shōbu de moriagaru zo / fukubukuro wo kaini iku zo / matsuzaka san shimai no oshōgatsu da zo (ＳＦ殺人サイボーグだゾ / 全員集合のお正月だゾ / すごろく勝負で盛り上がるゾ / 福袋を買いに行くゾ / まつざか３姉妹のお正月だ) | Error: massa crides #time | Error: massa crides #time (ep.a, e) Error: massa crides #time (ep.b, c, d)                                                                                                 |
| 16 | Ei, que som el príncep feliç i l'oreneta Shin Chan! / Ei, que anem a la festa dels cirerers! / Ei, que la meva germana és una entremaliada! / Ei, que la Nené tria marit! shiawase ōji to shibame no shinchan da zo / o-hanami ni dekakeru zo / itazura himarin da zo / nene-chan no o-muko erabi da zo (幸せ王子とツバメのしんちゃんだゾ / お花見に出かけるゾ / いたずらヒマリンだゾ / ネネちゃんのおムコ選びだゾ) | Error: massa crides #time | Error: massa crides #time (ep.a, c, d) Error: massa crides #time (ep.b) |
| 17 | En Shin Chan de les galàxies (1a part) / Ei, que la Himawari és la princesa Kayuga! / Ei, que la mare té un cabell blanc! / En Shin Chan de les galàxies (2a part) / Ei, que la Mitxi i en Yoshirin vénen a viure al costat de casa! / Ei, que fem la cursa de relleus de l'amistat! / En Shin Chan de les galàxies (3a part) kureyon woozu / pafii mo deru zo! himawari no kaguya-hime da zo / kaa-chan ni shiraga hakken da zo / kureyon woozu 2 / micchii yoshirin no hikkoshi da zo / yūjō no riree da zo / kureyon woozu 3 (クレヨンウォーズ / パフィーも出るの？ ひまわりのかぐや姫だゾ / 母ちゃんにシラガ発見だゾ / クレヨンウォーズ２ / ミッチーヨシリンの引越しだゾ / 友情のリレーだゾ / クレヨンウォーズ３) | Error: massa crides #time | Error: massa crides #time (ep.f) Error: massa crides #time (ep.b, c, e) Error: massa crides #time (ep.a, d, g)                                                             |
| 18 | Ei, que anem tots a Hawaii! (1a part) / Ei, que anem tots a Hawaii! (2a part) kazoku minna de hawai ryokou da zo - dai isshō - ooatari / dai ni shō - shuppatsu / dai san shō - meguriai / dai yon shō - furadansu / dai go shō - koigokoro / dai roku shō - sa-yo-na-ra (家族みんなでハワイ旅行だゾ 第一章 大当たり / 第二章 出発 / 第三章 巡り合い / 第四章 フラダンス / 第五章 恋心 / 第六章 さ・よ・な・ら) | Error: massa crides #time | Error: massa crides #time (ep.a) Error: massa crides #time (ep.b) |
| 19 | Ei, que som els tres porquets. Primer conte / Ei, que som els tres porquets. Segon conte / Ei, que el pare i la mare també van ser joves! ora tachi san hiki no ko buta da zo dai ichi wa / ora tachi san hiki no ko buta da zo saishuu banashi / seishun jidai no touchan kaachan da zo (オラたち三匹の子豚だゾ 第一話 / オラたち三匹の子豚だゾ 最終話 / 青春時代の父ちゃん母ちゃんだゾ) | Error: massa crides #time | Error: massa crides #time (ep.c) Error: massa crides #time (ep.a, b) |
| 20 | Ei, que vaig a un recital de piano! / Ei, que anem a un xalet! piano happyou kai ni iku zo / bessou ni iku zo (ピアノ発表会に行くゾ / 別荘に行くゾ) | Error: massa crides #time | Error: massa crides #time (ep.a) Error: massa crides #time (ep.b) |
| 21 | Ei, que ens intercanviem el cos amb la mare! (1a part) / Ei, que ens intercanviem el cos amb la mare! (2a part) / Ei, que ajudo un estranger! (1a part) / Ei, que ajudo un estranger! (2a part) / Els detectius infantils de Kasukabe ja són aquí! (1a part) / Els detectius infantils de Kasukabe ja són aquí! (2a part) kaachan toirekawachatta zo / kaachan toirekawachatta zo 2 / gaikokujin woo tasuke suru zo / gaikokujin woo tasuke suru zo 2 / kasukabe shounen tanteisha da zo / kasukabe shounen tanteisha da zo 2 (母ちゃんといれかわちゃったゾ / 母ちゃんといれかわちゃったゾ２ / 外国人をお助けするゾ / 外国人をお助けするゾ２ / カスカベ少年探偵社だゾ / カスカベ少年探偵社だゾ２) | Error: massa crides #time | Error: massa crides #time (ep.a, b) Error: massa crides #time (ep.e, f) Error: massa crides #time (ep.c, d)                                                                |
| 22 | Ei, que les estàtues de pedra són molt agraïdes! / Ei, que la cervesa és una beguda de grans! / Ei, que ens quedem atrapats en un embús! / Ei, que presentem la història de Chushingura! Episodi dels cirerers / Ei, que presentem la història de Chushingura! Episodi de la neu sekizou no ongaeshi da zo / biru ha otona no aji da zo / koutsuujuutai nimakikomareta zo / kureyon dai chuushingura sakura no kan / kureyon dai chuushingura yuki no kan (石像の恩返しだゾ / ビールは大人の味だゾ / 交通渋滞にまきこまれたゾ / クレヨン大忠臣蔵 桜の巻 / クレヨン大忠臣蔵 雪の巻) | Error: massa crides #time | Error: massa crides #time (ep.a) Error: massa crides #time (ep.b) Error: massa crides #time (ep.c) Error: massa crides #time (ep.d, e)                                     |
| 23 | Ei, que sóc el veí del vell egoista! / Ei, que la vida no va mai com t'esperes! / Ei, que volem que ens toqui una estada al balneari! / Ei, que el pare és un expert en banys! ora teki na hana sa kaji isan da zo / jinsei ha keikaku dōri ni ika nai zo / fukubiki de onsen ni iki tai zo / onsen ni kodawaru tōchan da zo (オラ的な花さかじいさんだゾ / 人生は計画どおりにいかないゾ / 福引きで温泉に行きたいゾ / 温泉にこだわる父ちゃんだゾ) | Error: massa crides #time | Error: massa crides #time (ep.a, c, d) Error: massa crides #time (ep.b) |
| 24 | Mari, la bruixa misteriosa / Ei, que veiem “Mari, la bruixa misteriosa”! / Ei, que vull la medalla d'or! / Els casos de l'agent Nohara: l'estrella assetjada / Els casos de l'agent Nohara: infiltrats a la base de l'organització criminal fushigi majo tsu ko mari chan (hosi) / fushigi majo tsu ko mari chanda zo / kin medaru womorau zo / nohara keiji no jikenbo aidoru ansatsukeikaku / nohara keiji no jikenbo ansatsu dan sennyū sōsa (ふしぎ魔女っ子マリーちゃん☆ / ふしぎ魔女っ子マリーちゃんだゾ / 金メダルをもらうゾ / 野原刑事の事件簿 アイドル暗殺計画 / 野原刑事の事件簿 暗殺団潜入捜査) | Error: massa crides #time | Error: massa crides #time (ep.a, b) Error: massa crides #time (ep.d, e) Error: massa crides #time (ep.c)                                                                   |
| 25 | Les aventures del Porquet Pirata (1a part) / Les aventures del Porquet Pirata (2a part) buriburizaemonno bōken gorudofinga gin chan (zenpen) / buriburizaemonno bōken gorudofinga gin chan (kōhen) (ぶりぶりざえもんの冒険 ゴールドフィンガー銀ちゃん（前編） / ぶりぶりざえもんの冒険 ゴールドフィンガー銀ちゃん（後編）) | Error: massa crides #time | Error: massa crides #time |
| 26 | Misae, la buscadora de tresors (1a part) / Misae, la buscadora de tresors (2a part) torejahanta misae 1 / torejahanta misae 2 / torejahanta misae 3 (トレジャーハンターみさえ 1 / トレジャーハンターみさえ 2 / トレジャーハンターみさえ 3) | Error: massa crides #time | Error: massa crides #time |
| 27 | Els supergermans: El gran combat del segle esupa kyōdai konseiki saisho no kessen! 1 / esupa kyōdai konseiki saisho no kessen! 2 / esupa kyōdai konseiki saisho no kessen! 3 (エスパー兄妹 今世紀最初の決戦！1 / エスパー兄妹 今世紀最初の決戦！2 / エスパー兄妹 今世紀最初の決戦！3) | Error: massa crides #time | Error: massa crides #time |
| 28 | Shin Chan amb llapis enpitsu shinchan (エンピツしんちゃん) | Error: massa crides #time | Error: massa crides #time |
| 29 | Ei, que en Shin Chan és un mag! / Ei, que no hi ha manera que ens reconstrueixin la casa! mahōtsukai shinchanda zo / o ie ganakanaka tata nai zo (魔法使いしんちゃんだゾ / お家がなかなか建たないゾ) | 5 d'octubre de 2001       | Error: massa crides #time (ep.a) 30 de juny de 2016 (ep.b) |
| 30 | Ei, que som cinc a la família! / Ei, que hi ha neteja al barri! 5 hitome no kazoku da zo / chōnai no oosōji da zo (５人目の家族だゾ / 町内の大掃除だゾ) | 21 de desembre de 2001    | 30 de juny de 2016 |
| 31 | Ei, que en Boo Chan té un secret! / Ei, que ens agrada conduir! himitsu no bo chanda zo / doraibu ha dokidoki da zo (ヒミツのボーちゃんだゾ / ドライブはドキドキだゾ) | 29 de març de 2002        | Error: massa crides #time (ep.a) 30 de juny de 2016 (ep.b) |
| 32 | Ei, que en Yonro té nòvia! / Ei, que fem un pícnic sota les flors! shirou kun ni koibito da zo / matazure sou noo hanami da zo (四郎君に恋人だゾ / またずれ荘のお花見だゾ) | Error: massa crides #time | 5 de juliol de 2016 |
| 33 | La Misae, la buscadora de tresors. El clan dels Suotome. / Ei, que la Himawari és un perill! (1a part) / Ei, que la Himawari és un perill! (2a part) otome ie no ichizoku: torejahanta misae / pucchipuchi himawari / pucchipuchi himawari 2 (乙女家の一族： トレジャーハンターみさえ / プッチプチひまわり / プッチプチひまわり２) | Error: massa crides #time | Error: massa crides #time (ep.a) 13 de juliol de 2016 (ep.b, c) |
| 34 | Ei, que en Masao perd una cosa important! / Ei, que els dies de festa poden ser esgotadors! / Ei, que ensenyo a jugar a golf! masao kun no otoshimono da zo / yuukyuukyuuka ha tsukare ru zo / ora ha gorufu no kochi da zo (マサオ君の落とし物だゾ / 有給休暇は疲れるゾ / オラはゴルフのコーチだゾ) | Error: massa crides #time | Error: massa crides #time |
| 35 | - dashi tori shinchan 1 / dashi tori shinchan 2 / pokettoteisshu womorau zo (だし取りしんちゃん１ / だし取りしんちゃん２ / ポケットティッシュをもらうゾ) | Error: massa crides #time | |
| 36 | Ei, que em fan xef de cuina! (1a part) / Ei, que em fan xef de cuina! (2a part) / Ei, que els fideus de la mare no maten! nagare ita shinnosukeda zo 1 / nagare ita shinnosukeda zo 2 / yakisoba wo tsukuru zo (流れ板しんのすけだゾ１ / 流れ板しんのすけだゾ２ / 焼きそばを作るゾ) | Error: massa crides #time | Error: massa crides #time |
| 37 | En Hiroshi Nohara i la seva aventura a la jungla - A la recerca de la targeta d'or perduda! (1a part) / En Hiroshi Nohara i la seva aventura a la jungla - A la recerca de la targeta d'or perduda! (2a part) / La Misae, mestressa de casa... responsable? Ei, que me'n vull anar de cap de setmana! doyō supesharu nohara hiroshi tankentai - ōgon no meishi densetsu wo oe! 1 / doyō supesharu nohara hiroshi tankentai - ōgon no meishi densetsu wo oe! 2 / girigiri shufu misae ryokō ni iki taa ~ i (土曜スペシャル 野原ひろし探検隊－黄金の名刺伝説を追え！ 1 / 土曜スペシャル 野原ひろし探検隊－黄金の名刺伝説を追え！ 2 / ギリギリ主婦みさえ 旅行に行きたぁ～い) | Error: massa crides #time | Error: massa crides #time |
| 38 | Ei, que en Shin Chan va a primària! / Les Aventures d'en Hiroshi Nohara: La secreta i la inexplorada muntanya de les secretàries / Ei, que en Boo Chan té un primer amor! / Ei, que estic sol a casa! (1a part) / Ei, que estic sol a casa! (2a part) / Ei, que no sé què fer-ne, del meu temps! / La Misae, mestressa de casa... responsable? enpitsu shinchan shōgakusei demoshinnosukeda zo / aki su to taiketsu da zo 1 / aki su to taiketsu da zo 2 / bo channo koigokoro da zo / doyō supesharu nohara hiroshi tankentai - hikyō ni hisho dakeno mura wo mita! / girigiri shufu misae naraigoto ga mitsu karanai (エンピツしんちゃん 小学生でもしんのすけだゾ / 空き巣とタイケツだゾ 1 / 空き巣とタイケツだゾ 2 / ボーちゃんの恋心だゾ / 土曜スペシャル 野原ひろし探検隊－秘境に秘書だけの村を見た！ / ギリギリ主婦みさえ 習い事が見つからない) | Error: massa crides #time | Error: massa crides #time |
| 39 | Ei, t'imagines en Shin Chan a primària? / Ei, que l'Ai Chan, la nena rica, s'acomiada! / Ei, que estalviar és estressant! enpitsu shinchan sansū o suru zo / sayonara aichan da zo / chokin wa tsukareru zo (えんぴつしんちゃん 算数をするゾ / さよならあいちゃんだゾ / 貯金はつかれるゾ) | Error: massa crides #time | Error: massa crides #time |
| 40 | Ei, que la mare i el pare es canvien els papers! (1a part) / Ei, que la mare i el pare es canvien els papers! (2a part) / Ei, que la mare i el pare es canvien els papers! (3a part) / Ei, que aprenc etiqueta a taula! / Ei, que en Masao ingressa a l'hospital! / Ei, que l'Ultraheroi s'enfronta al comte Flor! tōchan to kaachan ga irekawa tta zo 1 / tōchan to kaachan ga irekawa tta zo 2 / tōchan to kaachan ga irekawa tta zo 3 / teburumana wo mini tsukeru zo / masao kun ga nyūin da zo / akushon kamen tsui furawa danshaku (父ちゃんと母ちゃんが入れ替わったゾ 1 / 父ちゃんと母ちゃんが入れ替わったゾ 2 / 父ちゃんと母ちゃんが入れ替わったゾ 3 / テーブルマナーを身につけるゾ / マサオ君が入院だゾ / アクション仮面対フラワー男爵) | Error: massa crides #time | Error: massa crides #time (ep.a, b, c) Error: massa crides #time (ep.d, e, f)                                                                                              |
| 41 | Ei, que ens falta una perla! / Ei, que vull Xocolín! / Ei, que hi ha cua al restaurant! hitotsubu tari nai zo / hoshii zo! o choko rin / gyōretsu ramen ni narabu zo (一粒足りないゾ / ほしいゾ！おチョコりん / 行列ラーメンに並ぶゾ) | Error: massa crides #time | Error: massa crides #time |
| 42 | Ei, que vaig a casa d'en Kazama! / Ei, que ara en Kazama ve a casa meva! / Ei, que escric el meu currículum! / Ei, que la Michi té un ex! / Ei, que em faig jo sol el menjar! / Ei, que el Nevat s'ho passa fatal! kazama kunchihe iku zo / kondo ha kazama kunga kita zo / ora norirekishoda zo / micchi no moto kare? da zo / ora noo hiru ha kore ni kima rida zo / totsuzen shiro no higeki da zo (風間くんちへ行くゾ / 今度は風間くんが来たゾ / オラのりれきしょだゾ / ミッチーの元カレ？だゾ / オラのお昼はコレに決まりだゾ / 突然シロの悲劇だゾ) | Error: massa crides #time | Error: massa crides #time (ep.a, b) Error: massa crides #time (ep.c, d, e) Error: massa crides #time (ep.f)                                                                |
| 43 | Ei, que la Himawari no vol anar al metge! / Ei, que apareix el terror dels peixos! / Ei, que el temps és ben boig! futta ri, hare tari, kumotta rida zo / hima, o deiri kinshi da zo / tsuri hori arashi tōjō! da zo (降ったり、晴れたり、曇ったりだゾ / ひま、お出入り禁止だゾ / 釣り堀あらし登場！だゾ) | Error: massa crides #time | Error: massa crides #time |
| 44 | Ei, que soc un gos! / Ei, que el pare fa règim! ora ha inu desu! da zo / tōchan no daietto da zo (オラは犬です!だゾ / 父ちゃんのダイエットだゾ) | Error: massa crides #time | Error: massa crides #time |
| 45 | - komori ha ora niomakaseda zo (子守りはオラにおまかせだゾ) | Error: massa crides #time | |
| 46 | - maigo ninatta zo / ame nimo make zu kaze nimo make nai zo / otoko tachino yamato da zo (迷子になったゾ / 雨にも負けず風にも負けないゾ / 男たちの大和だゾ) | Error: massa crides #time | |
| 47 | - (ピザを食べるゾ / タイムカプセルを埋めるゾ) | Error: massa crides #time | |
| 48 | Ei, que lluito contra els ninots de Shock Gahn! (食玩集めてショックガーンだゾ (1) / 食玩集めてショックガーンだゾ (2) / 食玩集めてショックガーンだゾ (3)) | Error: massa crides #time | Error: massa crides #time |